# Liste der Stolpersteine in Essen – Bezirk I
Die Liste der Stolpersteine in Essen enthält alle Stolpersteine, die im Rahmen des gleichnamigen Projekts von Gunter Demnig in Essen verlegt wurden. Mit ihnen soll an Opfer des Nationalsozialismus erinnert werden, die in Essen lebten und wirkten.

## Stadtkern
| Adresse                               | Verlegedatum  | Inschrift/Name | Bild | Anmerkung |
| ------------------------------------- | ------------- | --- | ---- | --- |
| Am Hauptbahnhof 2 ·                   | 5. Dez. 2011  | HIER WOHNTE ALFRED QUAAS JG. 1889 VERHAFTET 1941 BUCHENWALD TOT 6.7.1942 DACHAU |      | Alfred Quaas (* 3. April 1889) wurde wegen Homosexualität verfolgt und festgenommen. Er wurde am 5. Dezember 1941 ins KZ Buchenwald deportiert und starb am 16. Juli 1942 im KZ Dachau. |
| Am Porscheplatz 9 ·                   | 22. Okt. 2019 | HIER WOHNTE ERWIN WINTERSTEIN JG. 1931 DEPORTIERT 1943 AUSCHWITZ-BIRKENAU 1944 RAVENSBRÜCK 1945 SACHSENHAUSEN BUCHENWALD BEFREIT                                                       |      | Maria Winterstein (* 3. September 1913 in Steinfeld), Tochter von Januarius Winterstein und Else Hofmann, galt als „Zigeunermischling“ und war Mutter von Erwin Winterstein (* 14. September 1931 in Waldbrunn). Sie heiratete 1933 Paul Nagel in Essen und bekam mit ihm vier weitere Kinder: Elisabeth Nagel (* 16. Dezember 1933), Karl-Heinz Nagel (* 2. April 1935), Antonetta Nagel (* 17. Juni 1936; † 26. Oktober 1936) und Karola Nagel (* 22. November 1937). Die Ehe von Maria und Paul Nagel wurde am 24. Dezember 1938 geschieden. Danach lebte Maria Nagel mit Hans Naujokat zusammen, aufgrund der Nürnberger Gesetze konnten sie nicht heiraten. Mit Hans Naujokat hatte sie weitere vier Kinder, die den Mädchennamen der Mutter bekamen: Hans Winterstein (* 20. Juli 1939), Werner Winterstein (* 15. September 1941), Heidemarie Winterstein (* 4. Dezember 1942) und Hans-Dieter Winterstein (* Juli 1944 im KZ Auschwitz-Birkenau). Am 3. Dezember 1943 wurde Maria Nagel mit vier ihrer Kinder festgenommen. Alle sieben Kinder und die Mutter wurden am 7. Dezember 1943 in das Zigeunerlager des KZ Auschwitz eingewiesen. Karola Nagel starb in Auschwitz am 17. Januar 1944, ebenso wie ihr Bruder Karl-Heinz (vermutlich am 15. April 1944) an Typhus. Dieses Zigeunerlager wurde Anfang August 1944 aufgelöst und die Familie wurde weiter ins KZ Ravensbrück transportiert. Bei diesem Transport starb Hans-Dieter Winterstein. Heidemarie Winterstein wurde im Februar 1945 mittels Giftinjektion ermordet, ihr Bruder Hans kurz darauf ebenso. Erwin Winterstein wurde von seiner Familie getrennt und in den letzten Wochen des Zweiten Weltkriegs nach Sachsenhausen und Buchenwald verschleppt. Anfang März 1945 wurde die restliche Familie wieder weiter transportiert nach Mauthausen, Ende März 1945 dann nach Bergen-Belsen. Diesen Transport überlebte Werner Winterstein nicht. Maria Nagel und Elisabeth Nagel wurden in Bergen-Belsen befreit, Erwin Winterstein in Buchenwald. Er verstarb am 30. April 1954 bei einem Unfall. Elisabeth Nagel heiratete 1955 und gründete eine Familie. |
| Am Porscheplatz 9 ·                   | 22. Okt. 2019 | HIER WOHNTE WERNER WINTERSTEIN JG. 1941 DEPORTIERT 1943 AUSCHWITZ-BIRKENAU 1944 RAVENSBRÜCK 1945 MAUTHAUSEN TOT AUF TRANSPORT MÄRZ 1945                                                |      | Maria Winterstein (* 3. September 1913 in Steinfeld), Tochter von Januarius Winterstein und Else Hofmann, galt als „Zigeunermischling“ und war Mutter von Erwin Winterstein (* 14. September 1931 in Waldbrunn). Sie heiratete 1933 Paul Nagel in Essen und bekam mit ihm vier weitere Kinder: Elisabeth Nagel (* 16. Dezember 1933), Karl-Heinz Nagel (* 2. April 1935), Antonetta Nagel (* 17. Juni 1936; † 26. Oktober 1936) und Karola Nagel (* 22. November 1937). Die Ehe von Maria und Paul Nagel wurde am 24. Dezember 1938 geschieden. Danach lebte Maria Nagel mit Hans Naujokat zusammen, aufgrund der Nürnberger Gesetze konnten sie nicht heiraten. Mit Hans Naujokat hatte sie weitere vier Kinder, die den Mädchennamen der Mutter bekamen: Hans Winterstein (* 20. Juli 1939), Werner Winterstein (* 15. September 1941), Heidemarie Winterstein (* 4. Dezember 1942) und Hans-Dieter Winterstein (* Juli 1944 im KZ Auschwitz-Birkenau). Am 3. Dezember 1943 wurde Maria Nagel mit vier ihrer Kinder festgenommen. Alle sieben Kinder und die Mutter wurden am 7. Dezember 1943 in das Zigeunerlager des KZ Auschwitz eingewiesen. Karola Nagel starb in Auschwitz am 17. Januar 1944, ebenso wie ihr Bruder Karl-Heinz (vermutlich am 15. April 1944) an Typhus. Dieses Zigeunerlager wurde Anfang August 1944 aufgelöst und die Familie wurde weiter ins KZ Ravensbrück transportiert. Bei diesem Transport starb Hans-Dieter Winterstein. Heidemarie Winterstein wurde im Februar 1945 mittels Giftinjektion ermordet, ihr Bruder Hans kurz darauf ebenso. Erwin Winterstein wurde von seiner Familie getrennt und in den letzten Wochen des Zweiten Weltkriegs nach Sachsenhausen und Buchenwald verschleppt. Anfang März 1945 wurde die restliche Familie wieder weiter transportiert nach Mauthausen, Ende März 1945 dann nach Bergen-Belsen. Diesen Transport überlebte Werner Winterstein nicht. Maria Nagel und Elisabeth Nagel wurden in Bergen-Belsen befreit, Erwin Winterstein in Buchenwald. Er verstarb am 30. April 1954 bei einem Unfall. Elisabeth Nagel heiratete 1955 und gründete eine Familie. |
| Am Porscheplatz 9 ·                   | 22. Okt. 2019 | HIER WOHNTE HEIDEMARIE WINTERSTEIN JG. 1942 DEPORTIERT 1943 AUSCHWITZ-BIRKENAU 1944 RAVENSBRÜCK ERMORDET FEB. 1945                                                                     |      | Maria Winterstein (* 3. September 1913 in Steinfeld), Tochter von Januarius Winterstein und Else Hofmann, galt als „Zigeunermischling“ und war Mutter von Erwin Winterstein (* 14. September 1931 in Waldbrunn). Sie heiratete 1933 Paul Nagel in Essen und bekam mit ihm vier weitere Kinder: Elisabeth Nagel (* 16. Dezember 1933), Karl-Heinz Nagel (* 2. April 1935), Antonetta Nagel (* 17. Juni 1936; † 26. Oktober 1936) und Karola Nagel (* 22. November 1937). Die Ehe von Maria und Paul Nagel wurde am 24. Dezember 1938 geschieden. Danach lebte Maria Nagel mit Hans Naujokat zusammen, aufgrund der Nürnberger Gesetze konnten sie nicht heiraten. Mit Hans Naujokat hatte sie weitere vier Kinder, die den Mädchennamen der Mutter bekamen: Hans Winterstein (* 20. Juli 1939), Werner Winterstein (* 15. September 1941), Heidemarie Winterstein (* 4. Dezember 1942) und Hans-Dieter Winterstein (* Juli 1944 im KZ Auschwitz-Birkenau). Am 3. Dezember 1943 wurde Maria Nagel mit vier ihrer Kinder festgenommen. Alle sieben Kinder und die Mutter wurden am 7. Dezember 1943 in das Zigeunerlager des KZ Auschwitz eingewiesen. Karola Nagel starb in Auschwitz am 17. Januar 1944, ebenso wie ihr Bruder Karl-Heinz (vermutlich am 15. April 1944) an Typhus. Dieses Zigeunerlager wurde Anfang August 1944 aufgelöst und die Familie wurde weiter ins KZ Ravensbrück transportiert. Bei diesem Transport starb Hans-Dieter Winterstein. Heidemarie Winterstein wurde im Februar 1945 mittels Giftinjektion ermordet, ihr Bruder Hans kurz darauf ebenso. Erwin Winterstein wurde von seiner Familie getrennt und in den letzten Wochen des Zweiten Weltkriegs nach Sachsenhausen und Buchenwald verschleppt. Anfang März 1945 wurde die restliche Familie wieder weiter transportiert nach Mauthausen, Ende März 1945 dann nach Bergen-Belsen. Diesen Transport überlebte Werner Winterstein nicht. Maria Nagel und Elisabeth Nagel wurden in Bergen-Belsen befreit, Erwin Winterstein in Buchenwald. Er verstarb am 30. April 1954 bei einem Unfall. Elisabeth Nagel heiratete 1955 und gründete eine Familie. |
| Am Porscheplatz 9 ·                   | 22. Okt. 2019 | HANS-DIETER WINTERSTEIN JG. 1944 AUSCHWITZ-BIRKENAU ERMORDET MÄRZ 1945 RAVENSBRÜCK |      | Maria Winterstein (* 3. September 1913 in Steinfeld), Tochter von Januarius Winterstein und Else Hofmann, galt als „Zigeunermischling“ und war Mutter von Erwin Winterstein (* 14. September 1931 in Waldbrunn). Sie heiratete 1933 Paul Nagel in Essen und bekam mit ihm vier weitere Kinder: Elisabeth Nagel (* 16. Dezember 1933), Karl-Heinz Nagel (* 2. April 1935), Antonetta Nagel (* 17. Juni 1936; † 26. Oktober 1936) und Karola Nagel (* 22. November 1937). Die Ehe von Maria und Paul Nagel wurde am 24. Dezember 1938 geschieden. Danach lebte Maria Nagel mit Hans Naujokat zusammen, aufgrund der Nürnberger Gesetze konnten sie nicht heiraten. Mit Hans Naujokat hatte sie weitere vier Kinder, die den Mädchennamen der Mutter bekamen: Hans Winterstein (* 20. Juli 1939), Werner Winterstein (* 15. September 1941), Heidemarie Winterstein (* 4. Dezember 1942) und Hans-Dieter Winterstein (* Juli 1944 im KZ Auschwitz-Birkenau). Am 3. Dezember 1943 wurde Maria Nagel mit vier ihrer Kinder festgenommen. Alle sieben Kinder und die Mutter wurden am 7. Dezember 1943 in das Zigeunerlager des KZ Auschwitz eingewiesen. Karola Nagel starb in Auschwitz am 17. Januar 1944, ebenso wie ihr Bruder Karl-Heinz (vermutlich am 15. April 1944) an Typhus. Dieses Zigeunerlager wurde Anfang August 1944 aufgelöst und die Familie wurde weiter ins KZ Ravensbrück transportiert. Bei diesem Transport starb Hans-Dieter Winterstein. Heidemarie Winterstein wurde im Februar 1945 mittels Giftinjektion ermordet, ihr Bruder Hans kurz darauf ebenso. Erwin Winterstein wurde von seiner Familie getrennt und in den letzten Wochen des Zweiten Weltkriegs nach Sachsenhausen und Buchenwald verschleppt. Anfang März 1945 wurde die restliche Familie wieder weiter transportiert nach Mauthausen, Ende März 1945 dann nach Bergen-Belsen. Diesen Transport überlebte Werner Winterstein nicht. Maria Nagel und Elisabeth Nagel wurden in Bergen-Belsen befreit, Erwin Winterstein in Buchenwald. Er verstarb am 30. April 1954 bei einem Unfall. Elisabeth Nagel heiratete 1955 und gründete eine Familie. |
| Am Porscheplatz 9 ·                   | 22. Okt. 2019 | HIER WOHNTE HANS WINTERSTEIN JG. 1939 DEPORTIERT 1943 AUSCHWITZ-BIRKENAU 1944 RAVENSBRÜCK ERMORDET MÄRZ 1945                                                                           |      | Maria Winterstein (* 3. September 1913 in Steinfeld), Tochter von Januarius Winterstein und Else Hofmann, galt als „Zigeunermischling“ und war Mutter von Erwin Winterstein (* 14. September 1931 in Waldbrunn). Sie heiratete 1933 Paul Nagel in Essen und bekam mit ihm vier weitere Kinder: Elisabeth Nagel (* 16. Dezember 1933), Karl-Heinz Nagel (* 2. April 1935), Antonetta Nagel (* 17. Juni 1936; † 26. Oktober 1936) und Karola Nagel (* 22. November 1937). Die Ehe von Maria und Paul Nagel wurde am 24. Dezember 1938 geschieden. Danach lebte Maria Nagel mit Hans Naujokat zusammen, aufgrund der Nürnberger Gesetze konnten sie nicht heiraten. Mit Hans Naujokat hatte sie weitere vier Kinder, die den Mädchennamen der Mutter bekamen: Hans Winterstein (* 20. Juli 1939), Werner Winterstein (* 15. September 1941), Heidemarie Winterstein (* 4. Dezember 1942) und Hans-Dieter Winterstein (* Juli 1944 im KZ Auschwitz-Birkenau). Am 3. Dezember 1943 wurde Maria Nagel mit vier ihrer Kinder festgenommen. Alle sieben Kinder und die Mutter wurden am 7. Dezember 1943 in das Zigeunerlager des KZ Auschwitz eingewiesen. Karola Nagel starb in Auschwitz am 17. Januar 1944, ebenso wie ihr Bruder Karl-Heinz (vermutlich am 15. April 1944) an Typhus. Dieses Zigeunerlager wurde Anfang August 1944 aufgelöst und die Familie wurde weiter ins KZ Ravensbrück transportiert. Bei diesem Transport starb Hans-Dieter Winterstein. Heidemarie Winterstein wurde im Februar 1945 mittels Giftinjektion ermordet, ihr Bruder Hans kurz darauf ebenso. Erwin Winterstein wurde von seiner Familie getrennt und in den letzten Wochen des Zweiten Weltkriegs nach Sachsenhausen und Buchenwald verschleppt. Anfang März 1945 wurde die restliche Familie wieder weiter transportiert nach Mauthausen, Ende März 1945 dann nach Bergen-Belsen. Diesen Transport überlebte Werner Winterstein nicht. Maria Nagel und Elisabeth Nagel wurden in Bergen-Belsen befreit, Erwin Winterstein in Buchenwald. Er verstarb am 30. April 1954 bei einem Unfall. Elisabeth Nagel heiratete 1955 und gründete eine Familie. |
| Am Porscheplatz 9 ·                   | 22. Okt. 2019 | HIER WOHNTE ELISABETH NAGEL JG. 1933 DEPORTIERT 1943 AUSCHWITZ-BIRKENAU 1944 RAVENSBRÜCK 1945 MAUTHAUSEN BERGEN-BELSEN BEFREIT                                                         |      | Maria Winterstein (* 3. September 1913 in Steinfeld), Tochter von Januarius Winterstein und Else Hofmann, galt als „Zigeunermischling“ und war Mutter von Erwin Winterstein (* 14. September 1931 in Waldbrunn). Sie heiratete 1933 Paul Nagel in Essen und bekam mit ihm vier weitere Kinder: Elisabeth Nagel (* 16. Dezember 1933), Karl-Heinz Nagel (* 2. April 1935), Antonetta Nagel (* 17. Juni 1936; † 26. Oktober 1936) und Karola Nagel (* 22. November 1937). Die Ehe von Maria und Paul Nagel wurde am 24. Dezember 1938 geschieden. Danach lebte Maria Nagel mit Hans Naujokat zusammen, aufgrund der Nürnberger Gesetze konnten sie nicht heiraten. Mit Hans Naujokat hatte sie weitere vier Kinder, die den Mädchennamen der Mutter bekamen: Hans Winterstein (* 20. Juli 1939), Werner Winterstein (* 15. September 1941), Heidemarie Winterstein (* 4. Dezember 1942) und Hans-Dieter Winterstein (* Juli 1944 im KZ Auschwitz-Birkenau). Am 3. Dezember 1943 wurde Maria Nagel mit vier ihrer Kinder festgenommen. Alle sieben Kinder und die Mutter wurden am 7. Dezember 1943 in das Zigeunerlager des KZ Auschwitz eingewiesen. Karola Nagel starb in Auschwitz am 17. Januar 1944, ebenso wie ihr Bruder Karl-Heinz (vermutlich am 15. April 1944) an Typhus. Dieses Zigeunerlager wurde Anfang August 1944 aufgelöst und die Familie wurde weiter ins KZ Ravensbrück transportiert. Bei diesem Transport starb Hans-Dieter Winterstein. Heidemarie Winterstein wurde im Februar 1945 mittels Giftinjektion ermordet, ihr Bruder Hans kurz darauf ebenso. Erwin Winterstein wurde von seiner Familie getrennt und in den letzten Wochen des Zweiten Weltkriegs nach Sachsenhausen und Buchenwald verschleppt. Anfang März 1945 wurde die restliche Familie wieder weiter transportiert nach Mauthausen, Ende März 1945 dann nach Bergen-Belsen. Diesen Transport überlebte Werner Winterstein nicht. Maria Nagel und Elisabeth Nagel wurden in Bergen-Belsen befreit, Erwin Winterstein in Buchenwald. Er verstarb am 30. April 1954 bei einem Unfall. Elisabeth Nagel heiratete 1955 und gründete eine Familie. |
| Am Porscheplatz 9 ·                   | 22. Okt. 2019 | HIER WOHNTE MARIA NAGEL GEB. WINTERSTEIN JG. 1913 DEPORTIERT 1943 AUSCHWITZ-BIRKENAU 1944 RAVENSBRÜCK 1945 MAUTHAUSEN BERGEN-BELSEN BEFREIT                                            |      | Maria Winterstein (* 3. September 1913 in Steinfeld), Tochter von Januarius Winterstein und Else Hofmann, galt als „Zigeunermischling“ und war Mutter von Erwin Winterstein (* 14. September 1931 in Waldbrunn). Sie heiratete 1933 Paul Nagel in Essen und bekam mit ihm vier weitere Kinder: Elisabeth Nagel (* 16. Dezember 1933), Karl-Heinz Nagel (* 2. April 1935), Antonetta Nagel (* 17. Juni 1936; † 26. Oktober 1936) und Karola Nagel (* 22. November 1937). Die Ehe von Maria und Paul Nagel wurde am 24. Dezember 1938 geschieden. Danach lebte Maria Nagel mit Hans Naujokat zusammen, aufgrund der Nürnberger Gesetze konnten sie nicht heiraten. Mit Hans Naujokat hatte sie weitere vier Kinder, die den Mädchennamen der Mutter bekamen: Hans Winterstein (* 20. Juli 1939), Werner Winterstein (* 15. September 1941), Heidemarie Winterstein (* 4. Dezember 1942) und Hans-Dieter Winterstein (* Juli 1944 im KZ Auschwitz-Birkenau). Am 3. Dezember 1943 wurde Maria Nagel mit vier ihrer Kinder festgenommen. Alle sieben Kinder und die Mutter wurden am 7. Dezember 1943 in das Zigeunerlager des KZ Auschwitz eingewiesen. Karola Nagel starb in Auschwitz am 17. Januar 1944, ebenso wie ihr Bruder Karl-Heinz (vermutlich am 15. April 1944) an Typhus. Dieses Zigeunerlager wurde Anfang August 1944 aufgelöst und die Familie wurde weiter ins KZ Ravensbrück transportiert. Bei diesem Transport starb Hans-Dieter Winterstein. Heidemarie Winterstein wurde im Februar 1945 mittels Giftinjektion ermordet, ihr Bruder Hans kurz darauf ebenso. Erwin Winterstein wurde von seiner Familie getrennt und in den letzten Wochen des Zweiten Weltkriegs nach Sachsenhausen und Buchenwald verschleppt. Anfang März 1945 wurde die restliche Familie wieder weiter transportiert nach Mauthausen, Ende März 1945 dann nach Bergen-Belsen. Diesen Transport überlebte Werner Winterstein nicht. Maria Nagel und Elisabeth Nagel wurden in Bergen-Belsen befreit, Erwin Winterstein in Buchenwald. Er verstarb am 30. April 1954 bei einem Unfall. Elisabeth Nagel heiratete 1955 und gründete eine Familie. |
| Am Porscheplatz 9 ·                   | 22. Okt. 2019 | HIER WOHNTE KAROLA NAGEL JG. 1937 DEPORTIERT 1943 AUSCHWITZ-BIRKENAU ERMORDET 17.1.1944                                                                                                |      | Maria Winterstein (* 3. September 1913 in Steinfeld), Tochter von Januarius Winterstein und Else Hofmann, galt als „Zigeunermischling“ und war Mutter von Erwin Winterstein (* 14. September 1931 in Waldbrunn). Sie heiratete 1933 Paul Nagel in Essen und bekam mit ihm vier weitere Kinder: Elisabeth Nagel (* 16. Dezember 1933), Karl-Heinz Nagel (* 2. April 1935), Antonetta Nagel (* 17. Juni 1936; † 26. Oktober 1936) und Karola Nagel (* 22. November 1937). Die Ehe von Maria und Paul Nagel wurde am 24. Dezember 1938 geschieden. Danach lebte Maria Nagel mit Hans Naujokat zusammen, aufgrund der Nürnberger Gesetze konnten sie nicht heiraten. Mit Hans Naujokat hatte sie weitere vier Kinder, die den Mädchennamen der Mutter bekamen: Hans Winterstein (* 20. Juli 1939), Werner Winterstein (* 15. September 1941), Heidemarie Winterstein (* 4. Dezember 1942) und Hans-Dieter Winterstein (* Juli 1944 im KZ Auschwitz-Birkenau). Am 3. Dezember 1943 wurde Maria Nagel mit vier ihrer Kinder festgenommen. Alle sieben Kinder und die Mutter wurden am 7. Dezember 1943 in das Zigeunerlager des KZ Auschwitz eingewiesen. Karola Nagel starb in Auschwitz am 17. Januar 1944, ebenso wie ihr Bruder Karl-Heinz (vermutlich am 15. April 1944) an Typhus. Dieses Zigeunerlager wurde Anfang August 1944 aufgelöst und die Familie wurde weiter ins KZ Ravensbrück transportiert. Bei diesem Transport starb Hans-Dieter Winterstein. Heidemarie Winterstein wurde im Februar 1945 mittels Giftinjektion ermordet, ihr Bruder Hans kurz darauf ebenso. Erwin Winterstein wurde von seiner Familie getrennt und in den letzten Wochen des Zweiten Weltkriegs nach Sachsenhausen und Buchenwald verschleppt. Anfang März 1945 wurde die restliche Familie wieder weiter transportiert nach Mauthausen, Ende März 1945 dann nach Bergen-Belsen. Diesen Transport überlebte Werner Winterstein nicht. Maria Nagel und Elisabeth Nagel wurden in Bergen-Belsen befreit, Erwin Winterstein in Buchenwald. Er verstarb am 30. April 1954 bei einem Unfall. Elisabeth Nagel heiratete 1955 und gründete eine Familie. |
| Am Porscheplatz 9 ·                   | 22. Okt. 2019 | HIER WOHNTE KARL-HEINZ NAGEL JG. 1935 DEPORTIERT 1943 AUSCHWITZ-BIRKENAU ERMORDET 15.4.1944                                                                                            |      | Maria Winterstein (* 3. September 1913 in Steinfeld), Tochter von Januarius Winterstein und Else Hofmann, galt als „Zigeunermischling“ und war Mutter von Erwin Winterstein (* 14. September 1931 in Waldbrunn). Sie heiratete 1933 Paul Nagel in Essen und bekam mit ihm vier weitere Kinder: Elisabeth Nagel (* 16. Dezember 1933), Karl-Heinz Nagel (* 2. April 1935), Antonetta Nagel (* 17. Juni 1936; † 26. Oktober 1936) und Karola Nagel (* 22. November 1937). Die Ehe von Maria und Paul Nagel wurde am 24. Dezember 1938 geschieden. Danach lebte Maria Nagel mit Hans Naujokat zusammen, aufgrund der Nürnberger Gesetze konnten sie nicht heiraten. Mit Hans Naujokat hatte sie weitere vier Kinder, die den Mädchennamen der Mutter bekamen: Hans Winterstein (* 20. Juli 1939), Werner Winterstein (* 15. September 1941), Heidemarie Winterstein (* 4. Dezember 1942) und Hans-Dieter Winterstein (* Juli 1944 im KZ Auschwitz-Birkenau). Am 3. Dezember 1943 wurde Maria Nagel mit vier ihrer Kinder festgenommen. Alle sieben Kinder und die Mutter wurden am 7. Dezember 1943 in das Zigeunerlager des KZ Auschwitz eingewiesen. Karola Nagel starb in Auschwitz am 17. Januar 1944, ebenso wie ihr Bruder Karl-Heinz (vermutlich am 15. April 1944) an Typhus. Dieses Zigeunerlager wurde Anfang August 1944 aufgelöst und die Familie wurde weiter ins KZ Ravensbrück transportiert. Bei diesem Transport starb Hans-Dieter Winterstein. Heidemarie Winterstein wurde im Februar 1945 mittels Giftinjektion ermordet, ihr Bruder Hans kurz darauf ebenso. Erwin Winterstein wurde von seiner Familie getrennt und in den letzten Wochen des Zweiten Weltkriegs nach Sachsenhausen und Buchenwald verschleppt. Anfang März 1945 wurde die restliche Familie wieder weiter transportiert nach Mauthausen, Ende März 1945 dann nach Bergen-Belsen. Diesen Transport überlebte Werner Winterstein nicht. Maria Nagel und Elisabeth Nagel wurden in Bergen-Belsen befreit, Erwin Winterstein in Buchenwald. Er verstarb am 30. April 1954 bei einem Unfall. Elisabeth Nagel heiratete 1955 und gründete eine Familie. |
| Edmund-Körner-Platz 2 ·               | 8. Apr. 2021  | HIER WOHNTE ALBERT HEIDT JG. 1868 DEPORTIERT 1942 THERESIENSTADT 1942 TREBLINKA ERMORDET                                                                                               |      | Albert Heidt (* 30. Mai 1868 in Hermülheim) wohnte mit seiner Tochter Meta Heidt (* 8. März 1893 in Stollberg), seiner Frau Emma Heidt (1860–1922) und vier weiteren Verwandten im Gemeindehaus der jüdischen Gemeinde an der Steeler Straße. In der Pogromnacht 1938 zwangen Soldaten der Schutzstaffel seinen Sohn Ernst, die Synagoge zu öffnen, dann plünderten sie und setzten die Synagoge in Brand. Mit Hilfe erreichte man für viele in der Familie die Ausreise nach Kolumbien. Albert Heidt und Meta Heidt blieben zurück. Am 28. April 1942 wurden sie von der Lindenallee 61 ins Barackenlager Holbeckshof umgesiedelt. Meta Heidt wurde am 15. Juni 1942 ins Vernichtungslager Sobibor deportiert und ermordet. Am 21. Juli 1942 wurde Albert Heidt zunächst ins Ghetto Theresienstadt deportiert, von dort am 21. September 1942 ins Vernichtungslager Treblinka, wo er ermordet wurde. |
| Edmund-Körner-Platz 2 ·               | 8. Apr. 2021  | HIER WOHNTE META HEIDT JG. 1893 DEPORTIERT 1942 SOBIBOR ERMORDET |      | Albert Heidt (* 30. Mai 1868 in Hermülheim) wohnte mit seiner Tochter Meta Heidt (* 8. März 1893 in Stollberg), seiner Frau Emma Heidt (1860–1922) und vier weiteren Verwandten im Gemeindehaus der jüdischen Gemeinde an der Steeler Straße. In der Pogromnacht 1938 zwangen Soldaten der Schutzstaffel seinen Sohn Ernst, die Synagoge zu öffnen, dann plünderten sie und setzten die Synagoge in Brand. Mit Hilfe erreichte man für viele in der Familie die Ausreise nach Kolumbien. Albert Heidt und Meta Heidt blieben zurück. Am 28. April 1942 wurden sie von der Lindenallee 61 ins Barackenlager Holbeckshof umgesiedelt. Meta Heidt wurde am 15. Juni 1942 ins Vernichtungslager Sobibor deportiert und ermordet. Am 21. Juli 1942 wurde Albert Heidt zunächst ins Ghetto Theresienstadt deportiert, von dort am 21. September 1942 ins Vernichtungslager Treblinka, wo er ermordet wurde. |
| Gänsemarkt 18 ·                       | 20. Okt. 2022 | HIER WOHNTE DAVID ZYTNICKI JG. 1903 'POLENAKTION' 1938 BENTSCHEN/ZBASZYN GHETTO WARSCHAU SCHICKSAL UNBEKANNT                                                                           |      | David Zytnicki (* 20. Januar 1903 in Warschau) und seine Frau Helena Olga Zytnicka (geb. Mantwill; * 15. Januar 1904 in Altenessen) hatten die Töchter Judith (* 29. Juni 1926 in Essen) und Henny (* 14. März 1932). David Zytnicki kam 1919 ins Ruhrgebiet und sprach mehrere Sprachen: Neben seiner Muttersprache polnisch auch jiddisch und deutsch sowie russisch und französisch. Er war als Vertreter bzw. Verkäufer bei verschiedenen Geschäften in Köln und Essen tätig, wobei er auch seine Frau Helene kennenlernte. Helene Mantwill war ursprünglich protestantisch, hat mit der Heirat am 2. Juni 1926 allerdings den jüdischen Glauben und die polnische Staatsangehörigkeit angenommen. David Zytnicki war von 1930 bis 1938 im Vorstand des Verbands der Ostjuden. Während der sogenannten Polenaktion wurde die gesamte Familie am 28. Oktober 1938 verhaftet und über ein Sammellager nach Bentschen ausgewiesen. Etwa ein Jahr später zog die Familie nach Warschau. Nachdem 1940 das Warschauer Ghetto errichtet wurde, floh Helene Zytnicka mit ihren Töchtern und tauchte unter. Mitte 1942 floh auch David Zytnicki. 1944 rückte die Rote Armee auf Warschau zu und „Volksdeutsche“ wurden aufgefordert die Stadt zu evakuieren. Judith wurde während der Evakuierung entdeckt und zur Zwangsarbeit nach Berlin geschickt. Sie floh im Januar 1945 zu ihrer Schwester und Mutter nach Mühlberg/Sachsen wo sie bei Verwandten den Krieg überlebt haben. Das letzte Lebenszeichen von David Zytnickis war eine Postkarte Anfang 1945. 1948 kehrte Helene mit ihren beiden Töchtern nach Essen zurück. David Zytnicki wurde nach dem Zweiten Weltkrieg für tot erklärt. |
| Gänsemarkt 18 ·                       | 20. Okt. 2022 | HIER WOHNTE HELENE ZYTNICKA JG. 1904 'POLENAKTION' 1938 BENTSCHEN/ZBASZYN GHETTO WARSCHAU VERSTECKT GELEBT MIT HILFE ÜBERLEBT                                                          |      | David Zytnicki (* 20. Januar 1903 in Warschau) und seine Frau Helena Olga Zytnicka (geb. Mantwill; * 15. Januar 1904 in Altenessen) hatten die Töchter Judith (* 29. Juni 1926 in Essen) und Henny (* 14. März 1932). David Zytnicki kam 1919 ins Ruhrgebiet und sprach mehrere Sprachen: Neben seiner Muttersprache polnisch auch jiddisch und deutsch sowie russisch und französisch. Er war als Vertreter bzw. Verkäufer bei verschiedenen Geschäften in Köln und Essen tätig, wobei er auch seine Frau Helene kennenlernte. Helene Mantwill war ursprünglich protestantisch, hat mit der Heirat am 2. Juni 1926 allerdings den jüdischen Glauben und die polnische Staatsangehörigkeit angenommen. David Zytnicki war von 1930 bis 1938 im Vorstand des Verbands der Ostjuden. Während der sogenannten Polenaktion wurde die gesamte Familie am 28. Oktober 1938 verhaftet und über ein Sammellager nach Bentschen ausgewiesen. Etwa ein Jahr später zog die Familie nach Warschau. Nachdem 1940 das Warschauer Ghetto errichtet wurde, floh Helene Zytnicka mit ihren Töchtern und tauchte unter. Mitte 1942 floh auch David Zytnicki. 1944 rückte die Rote Armee auf Warschau zu und „Volksdeutsche“ wurden aufgefordert die Stadt zu evakuieren. Judith wurde während der Evakuierung entdeckt und zur Zwangsarbeit nach Berlin geschickt. Sie floh im Januar 1945 zu ihrer Schwester und Mutter nach Mühlberg/Sachsen wo sie bei Verwandten den Krieg überlebt haben. Das letzte Lebenszeichen von David Zytnickis war eine Postkarte Anfang 1945. 1948 kehrte Helene mit ihren beiden Töchtern nach Essen zurück. David Zytnicki wurde nach dem Zweiten Weltkrieg für tot erklärt. |
| Gänsemarkt 18 ·                       | 20. Okt. 2022 | HIER WOHNTE HENNY ZYTNICKA JG. 1932 'POLENAKTION' 1938 BENTSCHEN/ZBASZYN GHETTO WARSCHAU VERSTECKT GELEBT MIT HILFE ÜBERLEBT                                                           |      | David Zytnicki (* 20. Januar 1903 in Warschau) und seine Frau Helena Olga Zytnicka (geb. Mantwill; * 15. Januar 1904 in Altenessen) hatten die Töchter Judith (* 29. Juni 1926 in Essen) und Henny (* 14. März 1932). David Zytnicki kam 1919 ins Ruhrgebiet und sprach mehrere Sprachen: Neben seiner Muttersprache polnisch auch jiddisch und deutsch sowie russisch und französisch. Er war als Vertreter bzw. Verkäufer bei verschiedenen Geschäften in Köln und Essen tätig, wobei er auch seine Frau Helene kennenlernte. Helene Mantwill war ursprünglich protestantisch, hat mit der Heirat am 2. Juni 1926 allerdings den jüdischen Glauben und die polnische Staatsangehörigkeit angenommen. David Zytnicki war von 1930 bis 1938 im Vorstand des Verbands der Ostjuden. Während der sogenannten Polenaktion wurde die gesamte Familie am 28. Oktober 1938 verhaftet und über ein Sammellager nach Bentschen ausgewiesen. Etwa ein Jahr später zog die Familie nach Warschau. Nachdem 1940 das Warschauer Ghetto errichtet wurde, floh Helene Zytnicka mit ihren Töchtern und tauchte unter. Mitte 1942 floh auch David Zytnicki. 1944 rückte die Rote Armee auf Warschau zu und „Volksdeutsche“ wurden aufgefordert die Stadt zu evakuieren. Judith wurde während der Evakuierung entdeckt und zur Zwangsarbeit nach Berlin geschickt. Sie floh im Januar 1945 zu ihrer Schwester und Mutter nach Mühlberg/Sachsen wo sie bei Verwandten den Krieg überlebt haben. Das letzte Lebenszeichen von David Zytnickis war eine Postkarte Anfang 1945. 1948 kehrte Helene mit ihren beiden Töchtern nach Essen zurück. David Zytnicki wurde nach dem Zweiten Weltkrieg für tot erklärt. |
| Gänsemarkt 18 ·                       | 20. Okt. 2022 | HIER WOHNTE JUDITH ZYTNICKA JG. 1926 'POLENAKTION' 1938 BENTSCHEN/ZBASZYN GHETTO WARSCHAU VERSTECKT GELEBT 1944 ZWANGSARBEIT BERLIN FLUCHT/MIT HILFE ÜBERLEBT                          |      | David Zytnicki (* 20. Januar 1903 in Warschau) und seine Frau Helena Olga Zytnicka (geb. Mantwill; * 15. Januar 1904 in Altenessen) hatten die Töchter Judith (* 29. Juni 1926 in Essen) und Henny (* 14. März 1932). David Zytnicki kam 1919 ins Ruhrgebiet und sprach mehrere Sprachen: Neben seiner Muttersprache polnisch auch jiddisch und deutsch sowie russisch und französisch. Er war als Vertreter bzw. Verkäufer bei verschiedenen Geschäften in Köln und Essen tätig, wobei er auch seine Frau Helene kennenlernte. Helene Mantwill war ursprünglich protestantisch, hat mit der Heirat am 2. Juni 1926 allerdings den jüdischen Glauben und die polnische Staatsangehörigkeit angenommen. David Zytnicki war von 1930 bis 1938 im Vorstand des Verbands der Ostjuden. Während der sogenannten Polenaktion wurde die gesamte Familie am 28. Oktober 1938 verhaftet und über ein Sammellager nach Bentschen ausgewiesen. Etwa ein Jahr später zog die Familie nach Warschau. Nachdem 1940 das Warschauer Ghetto errichtet wurde, floh Helene Zytnicka mit ihren Töchtern und tauchte unter. Mitte 1942 floh auch David Zytnicki. 1944 rückte die Rote Armee auf Warschau zu und „Volksdeutsche“ wurden aufgefordert die Stadt zu evakuieren. Judith wurde während der Evakuierung entdeckt und zur Zwangsarbeit nach Berlin geschickt. Sie floh im Januar 1945 zu ihrer Schwester und Mutter nach Mühlberg/Sachsen wo sie bei Verwandten den Krieg überlebt haben. Das letzte Lebenszeichen von David Zytnickis war eine Postkarte Anfang 1945. 1948 kehrte Helene mit ihren beiden Töchtern nach Essen zurück. David Zytnicki wurde nach dem Zweiten Weltkrieg für tot erklärt. |
| Gustav-Hicking-Str./ Klosterstraße ·  | 4. Sep. 2009  | HIER WOHNTE ALBERT BERGERHAUSEN JG. 1894 DEPORTIERT 1942 IZBICA ERMORDET |      | Albert Bergerhausen (* 17. August 1894 in Köln) und seine Frau Marianne Bergerhausen (geborene Gelner; * 9. April 1882 in Köln) wurden mit ihrem Sohn Fritz (* 20. Oktober 1924 in Essen) am 22. April 1942 nach Izbica deportiert und an einem unbekannten Datum ermordet. |
| Gustav-Hicking-Str./ Klosterstraße ·  | 4. Sep. 2009  | HIER WOHNTE MARIANNE BERGERHAUSEN GEB. GELNER JG. 1882 DEPORTIERT 1942 IZBICA ERMORDET                                                                                                 |      | Albert Bergerhausen (* 17. August 1894 in Köln) und seine Frau Marianne Bergerhausen (geborene Gelner; * 9. April 1882 in Köln) wurden mit ihrem Sohn Fritz (* 20. Oktober 1924 in Essen) am 22. April 1942 nach Izbica deportiert und an einem unbekannten Datum ermordet. |
| Hachestraße 14 ·                      | 1. Juli 2005  | HIER WOHNTE LINA HEINEMANN GEB. HAUSMANN JG. 1869 DEPORTIERT 1942 IZBICA ERMORDET |      | Lina Heinemann (geborene Hausmann; * 26. Juni 1869 in Nenzenheim) hat vor dem Krieg in Königsheim gewohnt und wurde am 22. April 1942 ins Ghetto Izbica deportiert. Ihre Tochter Sophie Strauß (geborene Heinemann; * 5. Juni 1906) konnte in die USA fliehen. |
| Hachestraße 14 ·                      | 8. Okt. 2020  | HIER WOHNTE MICHAEL FRIED JG. 1896 FLUCHT 1939 FRANKREICH 1940 USA |      | Familie Fried, bestehend aus Michael Fried (* 25. Juni 1896) und Ehefrau Dora Fried (geborene Benclowicz; * 30. September 1902), sowie den Kindern Ingo (James) Fried (* 23. Juni 1930) und Betty Fried (verheiratete Goldstein; * 3. Juli 1935) flohen im Januar 1939 nach Frankreich. Im selben Jahr wurden die Kinder Betty und Ingo in die USA vorgeschickt, die Eltern folgten ihnen 1940. Sie änderten die Familiennamen in „Freed“ und Ingo Fried bekam den Rufnamen „James“. Nachdem James Freed sein Studium 1953 abgeschlossen hatte, zog er nach New York und wurde 1956 Partner im Architekturbüro "Pei Cobb Freed & Partners". Er starb 2005 im Alter von 75 Jahren und war ein bedeutender Architekt. |
| Hachestraße 14 ·                      | 8. Okt. 2020  | HIER WOHNTE DORA FRIED GEB. BENCLOWICZ JG. 1902 FLUCHT 1939 FRANKREICH 1940 USA |      | Familie Fried, bestehend aus Michael Fried (* 25. Juni 1896) und Ehefrau Dora Fried (geborene Benclowicz; * 30. September 1902), sowie den Kindern Ingo (James) Fried (* 23. Juni 1930) und Betty Fried (verheiratete Goldstein; * 3. Juli 1935) flohen im Januar 1939 nach Frankreich. Im selben Jahr wurden die Kinder Betty und Ingo in die USA vorgeschickt, die Eltern folgten ihnen 1940. Sie änderten die Familiennamen in „Freed“ und Ingo Fried bekam den Rufnamen „James“. Nachdem James Freed sein Studium 1953 abgeschlossen hatte, zog er nach New York und wurde 1956 Partner im Architekturbüro "Pei Cobb Freed & Partners". Er starb 2005 im Alter von 75 Jahren und war ein bedeutender Architekt. |
| Hachestraße 14 ·                      | 8. Okt. 2020  | HIER WOHNTE INGO FRIED JG. 1930 FLUCHT 1939 FRANKREICH 1939 USA |      | Familie Fried, bestehend aus Michael Fried (* 25. Juni 1896) und Ehefrau Dora Fried (geborene Benclowicz; * 30. September 1902), sowie den Kindern Ingo (James) Fried (* 23. Juni 1930) und Betty Fried (verheiratete Goldstein; * 3. Juli 1935) flohen im Januar 1939 nach Frankreich. Im selben Jahr wurden die Kinder Betty und Ingo in die USA vorgeschickt, die Eltern folgten ihnen 1940. Sie änderten die Familiennamen in „Freed“ und Ingo Fried bekam den Rufnamen „James“. Nachdem James Freed sein Studium 1953 abgeschlossen hatte, zog er nach New York und wurde 1956 Partner im Architekturbüro "Pei Cobb Freed & Partners". Er starb 2005 im Alter von 75 Jahren und war ein bedeutender Architekt. |
| Hachestraße 14 ·                      | 8. Okt. 2020  | HIER WOHNTE BETTY FRIED VERH. GOLDSTEIN JG. 1935 FLUCHT 1939 FRANKREICH 1939 USA |      | Familie Fried, bestehend aus Michael Fried (* 25. Juni 1896) und Ehefrau Dora Fried (geborene Benclowicz; * 30. September 1902), sowie den Kindern Ingo (James) Fried (* 23. Juni 1930) und Betty Fried (verheiratete Goldstein; * 3. Juli 1935) flohen im Januar 1939 nach Frankreich. Im selben Jahr wurden die Kinder Betty und Ingo in die USA vorgeschickt, die Eltern folgten ihnen 1940. Sie änderten die Familiennamen in „Freed“ und Ingo Fried bekam den Rufnamen „James“. Nachdem James Freed sein Studium 1953 abgeschlossen hatte, zog er nach New York und wurde 1956 Partner im Architekturbüro "Pei Cobb Freed & Partners". Er starb 2005 im Alter von 75 Jahren und war ein bedeutender Architekt. |
| Kastanienallee 57 ·                   | 20. Okt. 2022 | HIER WOHNTE FRIEDRICH BLITZBLUM JG. 1935 DEPORTIERT 1941 ŁODZ/LITZMANNSTADT ERMORDET 12.5.1942 CHELMNO/KULMHOF                                                                         |      | Hillel Blitzblum (* 23. Mai 1900 in Głowno) zog 1924 nach Essen und lebte zunächst bei seinem Bruder. Am 10. Oktober 1929 heiratete Hillel seine Frau Sara Blitzblum (geb. Mandelbaum; * 14. November 1903 in Słomniki). Das Ehepaar hatte zwei Kinder: Ursula (* 10. September 1929) und Friedrich (* 21. Mai 1935). Während der Novemberpogrome 1938 wurde das Geschäft und die Wohnung der Familie geplündert und beschädigt. Am 17. November 1938 wurde Hillel verhaftet und ins KZ Dachau gebracht, aus dem er am 26. Januar 1939 entlassen wurde. Nach der Entlassung wohnte die Familie zunächst bei einem Onkel von Sara Blitzblum. 1939 mussten sie in ein „Judenhaus“ in der Schlageterstraße (heute: Friedrich-Ebert-Straße 31) ziehen. Die Familie wurde am 27. Oktober 1941 ins Ghetto Litzmannstadt deportiert. Am 11. Mai 1942 wurde die Familie nach Kulmhof deportiert wo sie am folgenden Tag ermordet wurde. |
| Kastanienallee 57 ·                   | 20. Okt. 2022 | HIER WOHNTE HILLEL BLITZBLUM JG. 1900 'SCHUTZHAFT' 1938 DACHAU DEPORTIERT 1941 ŁODZ/LITZMANNSTADT ERMORDET 12.5.1942 CHELMNO/KULMHOF                                                   |      | Hillel Blitzblum (* 23. Mai 1900 in Głowno) zog 1924 nach Essen und lebte zunächst bei seinem Bruder. Am 10. Oktober 1929 heiratete Hillel seine Frau Sara Blitzblum (geb. Mandelbaum; * 14. November 1903 in Słomniki). Das Ehepaar hatte zwei Kinder: Ursula (* 10. September 1929) und Friedrich (* 21. Mai 1935). Während der Novemberpogrome 1938 wurde das Geschäft und die Wohnung der Familie geplündert und beschädigt. Am 17. November 1938 wurde Hillel verhaftet und ins KZ Dachau gebracht, aus dem er am 26. Januar 1939 entlassen wurde. Nach der Entlassung wohnte die Familie zunächst bei einem Onkel von Sara Blitzblum. 1939 mussten sie in ein „Judenhaus“ in der Schlageterstraße (heute: Friedrich-Ebert-Straße 31) ziehen. Die Familie wurde am 27. Oktober 1941 ins Ghetto Litzmannstadt deportiert. Am 11. Mai 1942 wurde die Familie nach Kulmhof deportiert wo sie am folgenden Tag ermordet wurde. |
| Kastanienallee 57 ·                   | 20. Okt. 2022 | HIER WOHNTE SARA BLITZBLUM GEB. MANDELBAUM JG. 1903 DEPORTIERT 1941 ŁODZ/LITZMANNSTADT ERMORDET 12.5.1942 CHELMNO/KULMHOF                                                              |      | Hillel Blitzblum (* 23. Mai 1900 in Głowno) zog 1924 nach Essen und lebte zunächst bei seinem Bruder. Am 10. Oktober 1929 heiratete Hillel seine Frau Sara Blitzblum (geb. Mandelbaum; * 14. November 1903 in Słomniki). Das Ehepaar hatte zwei Kinder: Ursula (* 10. September 1929) und Friedrich (* 21. Mai 1935). Während der Novemberpogrome 1938 wurde das Geschäft und die Wohnung der Familie geplündert und beschädigt. Am 17. November 1938 wurde Hillel verhaftet und ins KZ Dachau gebracht, aus dem er am 26. Januar 1939 entlassen wurde. Nach der Entlassung wohnte die Familie zunächst bei einem Onkel von Sara Blitzblum. 1939 mussten sie in ein „Judenhaus“ in der Schlageterstraße (heute: Friedrich-Ebert-Straße 31) ziehen. Die Familie wurde am 27. Oktober 1941 ins Ghetto Litzmannstadt deportiert. Am 11. Mai 1942 wurde die Familie nach Kulmhof deportiert wo sie am folgenden Tag ermordet wurde. |
| Kastanienallee 57 ·                   | 20. Okt. 2022 | HIER WOHNTE URSULA BLITZBLUM JG. 1929 DEPORTIERT 1941 ŁODZ/LITZMANNSTADT ERMORDET 12.5.1942 CHELMNO/KULMHOF                                                                            |      | Hillel Blitzblum (* 23. Mai 1900 in Głowno) zog 1924 nach Essen und lebte zunächst bei seinem Bruder. Am 10. Oktober 1929 heiratete Hillel seine Frau Sara Blitzblum (geb. Mandelbaum; * 14. November 1903 in Słomniki). Das Ehepaar hatte zwei Kinder: Ursula (* 10. September 1929) und Friedrich (* 21. Mai 1935). Während der Novemberpogrome 1938 wurde das Geschäft und die Wohnung der Familie geplündert und beschädigt. Am 17. November 1938 wurde Hillel verhaftet und ins KZ Dachau gebracht, aus dem er am 26. Januar 1939 entlassen wurde. Nach der Entlassung wohnte die Familie zunächst bei einem Onkel von Sara Blitzblum. 1939 mussten sie in ein „Judenhaus“ in der Schlageterstraße (heute: Friedrich-Ebert-Straße 31) ziehen. Die Familie wurde am 27. Oktober 1941 ins Ghetto Litzmannstadt deportiert. Am 11. Mai 1942 wurde die Familie nach Kulmhof deportiert wo sie am folgenden Tag ermordet wurde. |
| Kastanienallee 86 ·                   | 18. Mai 2004  | HIER WOHNTE LEO CUSSEL JG. 1913 DEPORTIERT 1942 ERMORDET IN IZBICA |      | Alfred Cussel (* 1. Februar 1886 in Hamm) war der Ehemann von Emma Cussel (geborene Steinweg; * 20. April 1891 in Münster). Beide hatten drei Kinder: Die Zwillinge Leo Cussel und Siegfried Cussel (* 19. September 1913 in Essen) sowie Walter Cussel (*21. März 1915 in Münster). Die Familie wurde am 17. November 1938 ins KZ Dachau deportiert, danach am 22. April 1942 nach Izbica, wo sie an einem unbekannten Datum ermordet wurden. |
| Kastanienallee 86 ·                   | 18. Mai 2004  | HIER WOHNTE ALFRED CUSSEL JG. 1886 DEPORTIERT 1942 ERMORDET IN IZBICA |      | Alfred Cussel (* 1. Februar 1886 in Hamm) war der Ehemann von Emma Cussel (geborene Steinweg; * 20. April 1891 in Münster). Beide hatten drei Kinder: Die Zwillinge Leo Cussel und Siegfried Cussel (* 19. September 1913 in Essen) sowie Walter Cussel (*21. März 1915 in Münster). Die Familie wurde am 17. November 1938 ins KZ Dachau deportiert, danach am 22. April 1942 nach Izbica, wo sie an einem unbekannten Datum ermordet wurden. |
| Kastanienallee 86 ·                   | 18. Mai 2004  | HIER WOHNTE WALTER CUSSEL JG. 1915 DEPORTIERT 1942 ERMORDET IN IZBICA |      | Alfred Cussel (* 1. Februar 1886 in Hamm) war der Ehemann von Emma Cussel (geborene Steinweg; * 20. April 1891 in Münster). Beide hatten drei Kinder: Die Zwillinge Leo Cussel und Siegfried Cussel (* 19. September 1913 in Essen) sowie Walter Cussel (*21. März 1915 in Münster). Die Familie wurde am 17. November 1938 ins KZ Dachau deportiert, danach am 22. April 1942 nach Izbica, wo sie an einem unbekannten Datum ermordet wurden. |
| Kastanienallee 86 ·                   | 18. Mai 2004  | HIER WOHNTE EMMA CUSSEL GEB. STEINWEG JG. 1891 DEPORTIERT 1942 IZBICA ERMORDET |      | Alfred Cussel (* 1. Februar 1886 in Hamm) war der Ehemann von Emma Cussel (geborene Steinweg; * 20. April 1891 in Münster). Beide hatten drei Kinder: Die Zwillinge Leo Cussel und Siegfried Cussel (* 19. September 1913 in Essen) sowie Walter Cussel (*21. März 1915 in Münster). Die Familie wurde am 17. November 1938 ins KZ Dachau deportiert, danach am 22. April 1942 nach Izbica, wo sie an einem unbekannten Datum ermordet wurden. |
| Kasteienstraße 4 ·                    | 1. Juli 2005  | HIER WOHNTE MANFRED KATZ JG. 1912 DEPORTIERT 1942 ERMORDET IN IZBICA |      | Manfred Katz (* 11. Dezember 1912 in Geldern) und seine Frau Erika Katz (geborene Bachenheimer; * 28. Juli 1912 in Essen) wurden am 22. April 1942 nach Izbica deportiert und an einem unbekannten Datum ermordet. Diese Person unterscheidet sich von Manfred Katz in der Sachsenstraße 13. |
| Kasteienstraße 4 ·                    | 1. Juli 2005  | HIER WOHNTE ERIKA KATZ GEB. BACHENHEIMER JG. 1912 DEPORTIERT 1942 ERMORDET IN IZBICA                                                                                                   |      | Manfred Katz (* 11. Dezember 1912 in Geldern) und seine Frau Erika Katz (geborene Bachenheimer; * 28. Juli 1912 in Essen) wurden am 22. April 1942 nach Izbica deportiert und an einem unbekannten Datum ermordet. Diese Person unterscheidet sich von Manfred Katz in der Sachsenstraße 13. |
| Kettwiger Straße / Limbecker Straße · | 5. Dez. 2011  | HIER WOHNTE HEDWIG REGINA COHN JG. 1920 VERHAFTET ERMORDET 1942 IN RAVENSBRÜCK |      | Hedwig Regina Cohn (* 21. April 1920 in Essen), Tochter von Jakob Cohn und Sophia Cohn geborene Kröner, wurde am 26. September 1942 ins KZ Ravensbrück deportiert und später ermordet. |
| Kettwiger Straße / Limbecker Straße · | 5. Dez. 2011  | HIER WOHNTE JAKOB COHN JG. 1878 VERHAFTET 3.7.1944 POLIZEIGEFÄNGNIS BIELEFELD 'ARBEITSERZIEHUNGSLAGER' LAHDE TOT 19.7.1944                                                             |      | Jakob Cohn (* 18. Oktober 1878) war zum Zeitpunkt der Novemberpogrome 1938 bereits 60 Jahre alt. Er starb im Arbeitserziehungslager Lahde am 19. Juli 1944 an Entkräftung. |
| Kreuzeskirchstraße 35 ·               | 20. Okt. 2022 | HIER WOHNTE NATHAN GOTTSCHALK JG. 1883 'SCHUTZHAFT' 1938 FLUCHT 1938 HOLLAND INTERNIERT WESTERBORK DEPORTIERT 1944 THERESIENSTADT 1944 AUSCHWITZ ERMORDET                              |      | Nathan Gottschalk (* 5. Januar 1883 in Essen) war der Sohn von Gustav und Lina Gottschalk (geb. Falkenstein). Am 2. November 1909 heiratete er Helene Stein, aus der Ehe erwuchsen vier Kinder. Er betrieb ab 1912 in der II. Weberstraße 25 ein Geschäft. Dieses wurde 1933 eingeschränkt und im Oktober 1936 schließlich geschlossen. Während der Novemberpogrome 1938 versteckte er sich bei Verwandten in Bochum, wurde aber am 11. November festgenommen und am 3. Dezember 1938 wieder freigelassen. Im Juni 1939 floh Nathan Gottschalk nach Holland. Dort wurde er im Januar 1943 verhaftet und ins Lager Westerbork gebracht. Da er in einer „privilegierten Mischehe“ lebte, wurde er am 3. Juli 1943 zunächst wieder entlassen. Am 20. Januar 1944 wurde er wieder verhaftet und nach Auschwitz deportiert. Laut Schilderung seines Enkels wurde er am 11. Oktober 1944 in Auschwitz ermordet. |
| Lindenallee 96 ·                      | 1. Juli 2005  | HIER WOHNTE KARL DEVRIES JG. 1882 DEPORTIERT 1942 ERMORDET IN IZBICA |      | Karl Devries (* 15. März 1884 in Coesfeld), Sohn von Levy und Julie Devries geborene Merländer und Pauline Devries (geborene Freund; * 21. August 1884 in Rhoden), Tochter von Wolf und Pienchen Freund geborene Löwenstein, wurden am 22. April 1942 nach Izbica deportiert, wo sie an einem unbekannten Datum ermordet wurden. |
| Lindenallee 96 ·                      | 1. Juli 2005  | HIER WOHNTE PAULINE DEVRIES GEB. FREUND JG. 1884 DEPORTIERT 1942 ERMORDET IN IZBICA |      | Karl Devries (* 15. März 1884 in Coesfeld), Sohn von Levy und Julie Devries geborene Merländer und Pauline Devries (geborene Freund; * 21. August 1884 in Rhoden), Tochter von Wolf und Pienchen Freund geborene Löwenstein, wurden am 22. April 1942 nach Izbica deportiert, wo sie an einem unbekannten Datum ermordet wurden. |
| Logenstraße 24 ·                      | 1. Juli 2005  | HIER WOHNTE PAUL FRANK JG. 1907 DEPORTIERT 1942 ERMORDET IN IZBICA |      | Paul Frank (* 20. März 1907 in Werlte) und seine Frau Edith „Eva“ Frank (geborene Wolffs; * 5. Oktober 1909 in Aurich) hatten einen Sohn, Siegfried Frank (* 4. Juni 1936 in Werlte). Paul und Edith Frank haben 1935 geheiratet und zogen nach Werlte, bei den Novemberpogromen 1938 wurde Paul verhaftet und kam vom 10. November bis zum 17. Dezember 1938 ins KZ Sachsenhausen. 1939 zog die Familie nach Aurich. Die Eltern und ein Bruder von Paul Frank flohen nach Kolumbien, die Schwester von Edith Wolff floh nach England. 1940 floh die Familie Frank zusammen mit Sarah Wolffs, Edith Franks Mutter, nach Essen. Dort wurden sie am 22. April 1942 nach Izbica deportiert. Eines der letzten Lebenszeichen war eine Postkarte mit dem Poststempel vom 3. Juli 1942. Die Familie wurde an einem unbekannten Datum ermordet. Es liegen seit dem 5. Dezember 2015 Stolpersteine für die Familien Frank und Wolffs in der Wallstraße 12 in Aurich. |
| Logenstraße 24 ·                      | 1. Juli 2005  | HIER WOHNTE EDITH FRANK JG. 1899 DEPORTIERT 1942 ERMORDET IN IZBICA |      | Paul Frank (* 20. März 1907 in Werlte) und seine Frau Edith „Eva“ Frank (geborene Wolffs; * 5. Oktober 1909 in Aurich) hatten einen Sohn, Siegfried Frank (* 4. Juni 1936 in Werlte). Paul und Edith Frank haben 1935 geheiratet und zogen nach Werlte, bei den Novemberpogromen 1938 wurde Paul verhaftet und kam vom 10. November bis zum 17. Dezember 1938 ins KZ Sachsenhausen. 1939 zog die Familie nach Aurich. Die Eltern und ein Bruder von Paul Frank flohen nach Kolumbien, die Schwester von Edith Wolff floh nach England. 1940 floh die Familie Frank zusammen mit Sarah Wolffs, Edith Franks Mutter, nach Essen. Dort wurden sie am 22. April 1942 nach Izbica deportiert. Eines der letzten Lebenszeichen war eine Postkarte mit dem Poststempel vom 3. Juli 1942. Die Familie wurde an einem unbekannten Datum ermordet. Es liegen seit dem 5. Dezember 2015 Stolpersteine für die Familien Frank und Wolffs in der Wallstraße 12 in Aurich. |
| Logenstraße 24 ·                      | 1. Juli 2005  | HIER WOHNTE SIEGFRIED FRANK JG. 1936 DEPORTIERT 1942 ERMORDET IN IZBICA |      | Paul Frank (* 20. März 1907 in Werlte) und seine Frau Edith „Eva“ Frank (geborene Wolffs; * 5. Oktober 1909 in Aurich) hatten einen Sohn, Siegfried Frank (* 4. Juni 1936 in Werlte). Paul und Edith Frank haben 1935 geheiratet und zogen nach Werlte, bei den Novemberpogromen 1938 wurde Paul verhaftet und kam vom 10. November bis zum 17. Dezember 1938 ins KZ Sachsenhausen. 1939 zog die Familie nach Aurich. Die Eltern und ein Bruder von Paul Frank flohen nach Kolumbien, die Schwester von Edith Wolff floh nach England. 1940 floh die Familie Frank zusammen mit Sarah Wolffs, Edith Franks Mutter, nach Essen. Dort wurden sie am 22. April 1942 nach Izbica deportiert. Eines der letzten Lebenszeichen war eine Postkarte mit dem Poststempel vom 3. Juli 1942. Die Familie wurde an einem unbekannten Datum ermordet. Es liegen seit dem 5. Dezember 2015 Stolpersteine für die Familien Frank und Wolffs in der Wallstraße 12 in Aurich. |
| Maxstraße 9 ·                         | 8. Okt. 2020  | HIER WOHNTE MICHAEL ELLSON JG. 1859 DEPORTIERT 1942 THERESIENSTADT 1942 TREBLINKA ERMORDET                                                                                             |      | Michael Ellson (* 23. August 1859 in Buk bei Nowy Tomyśl), Ehemann von Emma Ellson (geborene Edelstein; * 17. Oktober 1865 in Bochum) und Vater von Ernst Ellson (* 18. Februar 1904 in Düsseldorf), wohnte in der Maxstraße 9 in Essen. Emma und Michael Ellson wurden 25. April 1942 zunächst zwangsweise ins Barackenlager Holbeckshof umgesiedelt und schließlich am 21. Juli 1942 nach Theresienstadt deportiert. Von dort wurden sie am 21. September 1942 ins Vernichtungslager Treblinka transportiert und ermordet. Ernst Ellson wurde nach dem § 175 verurteilt, der sexuelle Handlungen zwischen Personen männlichen Geschlechts unter Strafe stellte. Er kam zunächst ins KZ Groß-Rosen, dann ins KZ Buchenwald, bis er am 15. September 1942 ins KZ Auschwitz-Birkenau transportiert und am 23. September 1942 ermordet wurde. |
| Maxstraße 9 ·                         | 8. Okt. 2020  | HIER WOHNTE EMMA ELLSON GEB. EDELSTEIN JG. 1865 DEPORTIERT 1942 THERESIENSTADT 1942 TREBLINKA ERMORDET                                                                                 |      | Michael Ellson (* 23. August 1859 in Buk bei Nowy Tomyśl), Ehemann von Emma Ellson (geborene Edelstein; * 17. Oktober 1865 in Bochum) und Vater von Ernst Ellson (* 18. Februar 1904 in Düsseldorf), wohnte in der Maxstraße 9 in Essen. Emma und Michael Ellson wurden 25. April 1942 zunächst zwangsweise ins Barackenlager Holbeckshof umgesiedelt und schließlich am 21. Juli 1942 nach Theresienstadt deportiert. Von dort wurden sie am 21. September 1942 ins Vernichtungslager Treblinka transportiert und ermordet. Ernst Ellson wurde nach dem § 175 verurteilt, der sexuelle Handlungen zwischen Personen männlichen Geschlechts unter Strafe stellte. Er kam zunächst ins KZ Groß-Rosen, dann ins KZ Buchenwald, bis er am 15. September 1942 ins KZ Auschwitz-Birkenau transportiert und am 23. September 1942 ermordet wurde. |
| Maxstraße 9 ·                         | 8. Okt. 2020  | HIER WOHNTE ERNST ELLSON JG. 1904 VERHAFTET 22.11.1940 VERURTEILT §175 'SCHUTZHAFT' 1941 BUCHENWALD GROSS-ROSEN 1942 AUSCHWITZ ERMORDET 29.11.1942                                     |      | Michael Ellson (* 23. August 1859 in Buk bei Nowy Tomyśl), Ehemann von Emma Ellson (geborene Edelstein; * 17. Oktober 1865 in Bochum) und Vater von Ernst Ellson (* 18. Februar 1904 in Düsseldorf), wohnte in der Maxstraße 9 in Essen. Emma und Michael Ellson wurden 25. April 1942 zunächst zwangsweise ins Barackenlager Holbeckshof umgesiedelt und schließlich am 21. Juli 1942 nach Theresienstadt deportiert. Von dort wurden sie am 21. September 1942 ins Vernichtungslager Treblinka transportiert und ermordet. Ernst Ellson wurde nach dem § 175 verurteilt, der sexuelle Handlungen zwischen Personen männlichen Geschlechts unter Strafe stellte. Er kam zunächst ins KZ Groß-Rosen, dann ins KZ Buchenwald, bis er am 15. September 1942 ins KZ Auschwitz-Birkenau transportiert und am 23. September 1942 ermordet wurde. |
| Maxstraße 24 ·                        | 23. Mai 2018  | HIER WOHNTE MARTIN PELZ JG. 1887 'SCHUTZHAFT' 1938 DACHAU DEPORTIERT 1942 IZBICA ERMORDET                                                                                              |      | Martin Pelz (* 15. Oktober 1887 in Hagen) heiratete im Mai 1921 Erna Pelz (geborene Wolff; * 17. Mai 1900 in Essen). Im darauf folgenden Jahr bekamen sie einen Sohn, Wolfgang Pelz (* 6. April 1922 in Essen). Martin Pelz war selbstständig mit der Elektroinstallationsfirma „Schreiber & Pelz“ in der Vereinstraße 27, seine Frau Erna Pelz übernahm die Buchhaltung, sein Sohn Wolfgang Pelz absolvierte seine Ausbildung zwischen 1936 und 1938 in der Firma. Martin und Wolfgang Pelz wurden im Zuge der Novemberpogrome 1938 festgenommen und ins KZ Dachau transportiert. Die Firma wurde geplündert und zerstört. Wolfgang emigrierte nach der Entlassung am 31. Dezember 1938 nach Palästina. Martin Pelz bemühte sich vergeblich um eine Ausreise in die USA. Im März 1939 mussten Erna und Martin Pelz ihre Wohnung aufgeben und wurden gezwungen, in ein „Judenhaus“ zu ziehen. Am 22. April 1942 wurden sie nach Izbica deportiert und dort ermordet. Wolfgang Pelz hat nach der Ausreise nach Palästina seinen Namen ins Hebräische übersetzt. Als Zeev Peled hat er geheiratet, 1948 die Gründung des Staates Israel miterlebt und Kinder bekommen. Zeev Peled starb am 3. März 1990. |
| Maxstraße 24 ·                        | 23. Mai 2018  | HIER WOHNTE ERNA PELZ GEB. WOLFF JG. 1900 DEPORTIERT 1942 IZBICA ERMORDET |      | Martin Pelz (* 15. Oktober 1887 in Hagen) heiratete im Mai 1921 Erna Pelz (geborene Wolff; * 17. Mai 1900 in Essen). Im darauf folgenden Jahr bekamen sie einen Sohn, Wolfgang Pelz (* 6. April 1922 in Essen). Martin Pelz war selbstständig mit der Elektroinstallationsfirma „Schreiber & Pelz“ in der Vereinstraße 27, seine Frau Erna Pelz übernahm die Buchhaltung, sein Sohn Wolfgang Pelz absolvierte seine Ausbildung zwischen 1936 und 1938 in der Firma. Martin und Wolfgang Pelz wurden im Zuge der Novemberpogrome 1938 festgenommen und ins KZ Dachau transportiert. Die Firma wurde geplündert und zerstört. Wolfgang emigrierte nach der Entlassung am 31. Dezember 1938 nach Palästina. Martin Pelz bemühte sich vergeblich um eine Ausreise in die USA. Im März 1939 mussten Erna und Martin Pelz ihre Wohnung aufgeben und wurden gezwungen, in ein „Judenhaus“ zu ziehen. Am 22. April 1942 wurden sie nach Izbica deportiert und dort ermordet. Wolfgang Pelz hat nach der Ausreise nach Palästina seinen Namen ins Hebräische übersetzt. Als Zeev Peled hat er geheiratet, 1948 die Gründung des Staates Israel miterlebt und Kinder bekommen. Zeev Peled starb am 3. März 1990. |
| Maxstraße 24 ·                        | 23. Mai 2018  | HIER WOHNTE WOLFGANG PELZ ZEEV PELED JG. 1922 'SCHUTZHAFT' 1938 DACHAU FLUCHT 1938 PALÄSTINA                                                                                           |      | Martin Pelz (* 15. Oktober 1887 in Hagen) heiratete im Mai 1921 Erna Pelz (geborene Wolff; * 17. Mai 1900 in Essen). Im darauf folgenden Jahr bekamen sie einen Sohn, Wolfgang Pelz (* 6. April 1922 in Essen). Martin Pelz war selbstständig mit der Elektroinstallationsfirma „Schreiber & Pelz“ in der Vereinstraße 27, seine Frau Erna Pelz übernahm die Buchhaltung, sein Sohn Wolfgang Pelz absolvierte seine Ausbildung zwischen 1936 und 1938 in der Firma. Martin und Wolfgang Pelz wurden im Zuge der Novemberpogrome 1938 festgenommen und ins KZ Dachau transportiert. Die Firma wurde geplündert und zerstört. Wolfgang emigrierte nach der Entlassung am 31. Dezember 1938 nach Palästina. Martin Pelz bemühte sich vergeblich um eine Ausreise in die USA. Im März 1939 mussten Erna und Martin Pelz ihre Wohnung aufgeben und wurden gezwungen, in ein „Judenhaus“ zu ziehen. Am 22. April 1942 wurden sie nach Izbica deportiert und dort ermordet. Wolfgang Pelz hat nach der Ausreise nach Palästina seinen Namen ins Hebräische übersetzt. Als Zeev Peled hat er geheiratet, 1948 die Gründung des Staates Israel miterlebt und Kinder bekommen. Zeev Peled starb am 3. März 1990. |
| Schützenbahn 1 ·                      | 5. Dez. 2011  | HIER WOHNTE HERMINE KAESBACH JG. 1917 SEIT 1935 IN MEHREREN HEIL- UND PFLEGEANSTALTEN 'VERLEGT' 7.3.1941 LANDESANSTALT BERNBURG ERMORDET 7.3.1941 AKTION T4                            |      | Hermine Kaesbach (* 6. Juni 1917) war in ihrer Kindheit oft krank und litt wahrscheinlich zeitweise an Tuberkulose. Sie besuchte die Schule für Schwerhörige und war bis zu ihrem 10. Lebensjahr im Waisenhaus. Nachdem ihre Mutter geheiratet hatte, lebte sie bei ihren Eltern. Nachdem Hermine Kaesbach die Schule ohne Berufsabschluss abgeschlossen hatte, arbeitete sie in der Landwirtschaft. Anfang 1935 wurde sie in die psychiatrische Klinik der Städtischen Krankenanstalten Essen eingewiesen. Sechs Wochen später wurde sie in die Pflegeanstalt Düsseldorf-Grafenberg überstellt. Am 6. März 1935 stellte der stellvertretende Direktor in Grafenberg einen Antrag auf Unfruchtbarmachung. Im medizinischen Gutachten wird sie als „stumpf“ und „entschlusslos“ beschrieben. Am 19. Februar 1936 kam Hermine Kaesbach mit einigen anderen Patienten nach Badburg-Hau, wo sie bis Anfang März 1940 blieb. Am 8./9. März 1940 wurden 62 Männer und 212 Frauen von Bedburg-Hau nach Brandenburg-Görden deportiert, darunter auch Hermine Kaesbach. Sie wurde am 7. März 1941 im Alter von 24 Jahren in die Tötungsanstalt Bernburg verlegt und im Rahmen der Aktion T4 am selben Tag ermordet. Am 21. April 1941 wurde sie auf dem Parkfriedhof Essen beigesetzt. |
| Schützenbahn 56 ·                     | 18. Mai 2004  | HIER WOHNTE JULIUS MEYER JG. 1888 DEPORTIERT 1942 ERMORDET IN IZBICA |      | Julius Meyer (* 11. November 1888 in Lübbecke), seine Ehefrau Thea Meyer (geborene Paul; * 16. Januar 1897 in Kołobrzeg) und sein Sohn Günter Meyer (* 12. Februar 1929 in Essen) wurden am 22. April 1942 nach Izbica deportiert und wurden an einem unbekannten Datum ermordet. |
| Schützenbahn 56 ·                     | 2005          | HIER WOHNTE THEA MEYER GEB. FRANK JG. 1880 DEPORTIERT 1942 ERMORDET IN IZBICA |      | Julius Meyer (* 11. November 1888 in Lübbecke), seine Ehefrau Thea Meyer (geborene Paul; * 16. Januar 1897 in Kołobrzeg) und sein Sohn Günter Meyer (* 12. Februar 1929 in Essen) wurden am 22. April 1942 nach Izbica deportiert und wurden an einem unbekannten Datum ermordet. |
| Schützenbahn 56 ·                     | 2005          | HIER WOHNTE GÜNTER MEYER JG. 1929 DEPORTIERT 1942 ERMORDET IN IZBICA |      | Julius Meyer (* 11. November 1888 in Lübbecke), seine Ehefrau Thea Meyer (geborene Paul; * 16. Januar 1897 in Kołobrzeg) und sein Sohn Günter Meyer (* 12. Februar 1929 in Essen) wurden am 22. April 1942 nach Izbica deportiert und wurden an einem unbekannten Datum ermordet. |
| Selmastraße 16 ·                      | 1. Juli 2005  | HIER WOHNTE SELMA LEVI GEB. BÄHR JG. 1878 DEPORTIERT 1942 IZBICA ERMORDET |      | Selma Levi (geborene Bähr; * 23. September 1878 in Neuwied) war verheiratet mit Max Levi, der bereits 1937 verstarb. Selma Levi wurde am 22. April 1942 nach Izbica deportiert und wurde an einem unbekannten Datum ermordet. Ihre beiden Kinder Lieselotte (* 1909) und Walter (* 1913) konnten in England und den USA überleben. |
| Steeler Straße 36 ·                   |               | HIER WOHNTE KURTH LUDWIG JG. 1896 VERHAFTET/VERURTEILT 1934 'SICHERUNGSVERWAHRUNG' ZUCHTHAUS RHEINBACH GRÄFENTONNA 1937 BRANDENBURG-GÖRDEN 6.12.1942 KZ MAUTHAUSEN ERMORDET 27.12.1942 |      | |
| Theaterplatz 11 ·                     | 8. Mai 2014   | OTTO ZEDLER JG. 1899 SCHAUSPIELER/REGISSEUR BERUFSVERBOT VERHAFTET 31.3.1936 GEFÄNGNIS 1940 ENTLASSEN ÜBERLEBT                                                                         |      | Otto Zedler (* 27. März 1893 in Potsdam) war deutscher Schauspieler und ab 1920 jährlich wechselnd an verschiedenen Theatern engagiert. Ab 1932 war Zedler fest in Essen engagiert und wurde dort später Operettenspielleiter. Am 12. Februar 1936 war Zedler als Karnevalsprinz „Otto I.“ beim Rosenmontagsumzug im offenen Wagen zu sehen. Die Gestapo hatte Zedler und andere Künstler wegen Vergehens gegen den § 175 bereits unter Beobachtung, der homosexuelle Beziehungen unter Strafe stellte. Peter Roleff wurde am 23. März 1936 verhaftet und verhört was am 31. März 1936 zur Verhaftung Otto Zedlers geführt hat. Bis Ende April 1936 gab es über 50 Verhaftungen im Umfeld, was als „Essener Theaterskandal“ auch überregional Beachtung fand. Ende 1936 wurde Otto Zedler zu einem Jahr Gefängnis verurteilt. Nach der Gefängnisstrafe wurde er weiterhin kontrolliert. Eine künstlerische Arbeit blieb ihm bis zum Ende des Zweiten Weltkriegs verwehrt. Von 1947 bis 1951 war er am Landestheater Brandenburg tätig, in den 1950er Jahren an verschiedenen Theatern in Ost-Berlin, später als Schauspieler für die DEFA. Otto Zedler starb am 1. Mai 1978 in Teltow. |
| Theaterplatz 11 ·                     | 8. Mai 2014   | WIR ERINNERN AN DIE GESTAPO-AKTIONEN 1936-1938 GEGEN HOMOSEXUELLE ENSEMBLE-MITGLIEDER DENUNZIERT VERHAFTET VERURTEILT 'SCHUTZHAFT'-ZUCHTHAUS KZ-EINWEISUNG                             |      | |
| Turmstraße 4 ·                        | 1. Juli 2005  | HIER WOHNTE SAMUEL HIRSCH JG. 1900 DEPORTIERT 1942 IZBICA ERMORDET 31.7.1942 |      | Samuel Hirsch (* 20. November 1899 in Tarnow), Sohn von Abraham und Frimet Hirsch, verheiratet mit Selma Hirsch (* 19. Januar 1900 in Pfungstadt), wurde am 27. Oktober 1941 mit seiner Frau nach Litzmannstadt deportiert, wo er am 31. Juli 1942 ermordet wurde. Laut Schilderung seines Bruders ist er verhungert. Selma Hirsch hat das Ghetto überlebt und wurde im September 1942 im Vernichtungslager Kulmhof ermordet. Für Samuel Hirsch ist in der Friedenstraße 80 in Gladbeck ein weiterer Stolperstein verlegt. |
| Varnhorststraße 25 ·                  | 1. Juli 2005  | HIER WOHNTE WALTER KAMP JG. 1906 DEPORTIERT 1942 ERMORDET IN IZBICA |      | Walter Kamp (* 21. September 1906 in Essen) war verheiratet mit Adeline Kamp (geborene Lichtenstadt; * 5. Dezember 1913 in Essen). Walter Kamp war der Sohn von Louis Kamp und der Bruder von Margarethe, Hedwig, Ilse, Heinz und Wilhelm Kamp. Walter und Adeline Kamp wurden am 22. April 1942 nach Izbica deportiert. |
| Varnhorststraße 25 ·                  | 1. Juli 2005  | HIER WOHNTE ADELINE KAMP GEB. SIETENSTADT JG. 1913 DEPORTIERT 1942 ERMORDET IN IZBICA                                                                                                  |      | Walter Kamp (* 21. September 1906 in Essen) war verheiratet mit Adeline Kamp (geborene Lichtenstadt; * 5. Dezember 1913 in Essen). Walter Kamp war der Sohn von Louis Kamp und der Bruder von Margarethe, Hedwig, Ilse, Heinz und Wilhelm Kamp. Walter und Adeline Kamp wurden am 22. April 1942 nach Izbica deportiert. |
| Varnhorststraße / Pausenhalle ·       | 27. Juni 2005 | FRIDA LEVY GEB. STERN JG. 1881 DEPORTIERT 1942 ERMORDET IN RIGA |      | Frida Levy (geborene Stern; * 18. Dezember 1881 in Geseke) heiratete am 29. März 1901 Fritz Levy und zog nach Essen. Das Paar hatte vier Kinder. Sie setzte sich vor dem Ersten Weltkrieg unter anderem auch für das Frauenwahlrecht ein. Nach dem Ersten Weltkrieg arbeitete sie im Women’s International League for Peace and Freedom mit. Fritz Levy wurde 1933 aufgrund seiner Mitgliedschaft in der SPD festgenommen und anschließend der Stadt verwiesen, weswegen die Familie nach Wuppertal zog. Nach dem Tod ihres Mannes 1936 zog Frida Levy zu ihrer Tochter Hanna Herz nach Berlin. Beide werden wegen „staatsfeindlicher Bestrebungen“ zu Zuchthaus verurteilt. Nach ihrer Freilassung im Frühjahr 1939 emigrierte Hanna Herz nach Schweden. Zu diesem Zeitpunkt waren ihre drei weiteren Geschwister bereits nach Schweden und Palästina emigriert. Frida Levy hat es abgelehnt auszuwandern, sich zu verstecken oder in den Tod zu flüchten. Am 25. Januar 1942 wurde Frida Levy nach Riga deportiert, wo sie zu einem unbekannten Datum ermordet wurde. In Essen ist die Frida-Levy-Gesamtschule nach ihr benannt; die Schule hat an beiden Standorten die Verlegung je eines Stolpersteines im Gebäude veranlasst. Neben dem Stein in der Varnhorststraße finden sich noch zwei Steine in der Hofterbergstraße 28 (der Außenstelle der Schule) und in der Moltkestraße 28 (ihrem ehemaligen Wohnhaus in Essen). |
| I. Weberstraße 17 ·                   | 1. Juli 2005  | HIER WOHNTE ADOLF MARCUS JG. 1877 DEPORTIERT 1942 ERMORDET IN IZBICA |      | Adolf Marcus (* 18. Mai 1877 in Hattingen) heiratete 1907 seine Frau Helene Marcus (geborene Meyer; * 10. Januar 1880 in Langenberg). Das Paar bekam zwei Töchter: Edith (* 1912) und Alma Lieselotte (* 1917). Adolf Marcus arbeitete als Schriftsetzer für die Rheinisch-Westfälische Zeitung, bevor ihm 1938 nach dreißig Jahren Betriebszugehörigkeit aus „rassischen Gründen“ gekündigt wurde. Wenige Monate später wurde während der Novemberpogrome 1938 ihre Wohnung geplündert und zerstört und Adolf Marcus kam für neun Tage in „Schutzhaft“. Ihre ältere Tochter konnte bereits nach England fliehen. Adolf und Helene Marcus waren gezwungen, mit ihrer jüngsten Tochter zu Verwandten nach Essen-Steele zu ziehen. Im Oktober 1940 mussten sie in ein „Judenhaus“ in der I. Weberstraße 17 umziehen. Im April 1942 wurden Helene und Adolf Marcus nach Izbica deportiert, wo sie zu einem unbekannten Datum ermordet wurden. Ihre Tochter Alma Liselotte Leyser geborene Marcus zog mit ihrem Mann nach Dortmund. Ihr Schicksal ist ungeklärt. Es liegen in Essen-Steele am Grendtor 15 Stolpersteine für Alma Liselotte Leyser, Helene Marcus und Adolf Marcus. |
| I. Weberstraße 17 ·                   | 1. Juli 2005  | HIER WOHNTE HELENE MARCUS GEB. MAYER JG. 1880 DEPORTIERT 1942 ERMORDET IN IZBICA |      | Adolf Marcus (* 18. Mai 1877 in Hattingen) heiratete 1907 seine Frau Helene Marcus (geborene Meyer; * 10. Januar 1880 in Langenberg). Das Paar bekam zwei Töchter: Edith (* 1912) und Alma Lieselotte (* 1917). Adolf Marcus arbeitete als Schriftsetzer für die Rheinisch-Westfälische Zeitung, bevor ihm 1938 nach dreißig Jahren Betriebszugehörigkeit aus „rassischen Gründen“ gekündigt wurde. Wenige Monate später wurde während der Novemberpogrome 1938 ihre Wohnung geplündert und zerstört und Adolf Marcus kam für neun Tage in „Schutzhaft“. Ihre ältere Tochter konnte bereits nach England fliehen. Adolf und Helene Marcus waren gezwungen, mit ihrer jüngsten Tochter zu Verwandten nach Essen-Steele zu ziehen. Im Oktober 1940 mussten sie in ein „Judenhaus“ in der I. Weberstraße 17 umziehen. Im April 1942 wurden Helene und Adolf Marcus nach Izbica deportiert, wo sie zu einem unbekannten Datum ermordet wurden. Ihre Tochter Alma Liselotte Leyser geborene Marcus zog mit ihrem Mann nach Dortmund. Ihr Schicksal ist ungeklärt. Es liegen in Essen-Steele am Grendtor 15 Stolpersteine für Alma Liselotte Leyser, Helene Marcus und Adolf Marcus. |

## Ostviertel
| Adresse                   | Verlegedatum  | Inschrift/Name | Bild | Anmerkung |
| ------------------------- | ------------- | --- | ---- | --- |
| Alfredistraße 37 ·        | 1. Juli 2005  | HIER WOHNTE ELSE LILIENFELD JG. 1881 DEPORTIERT 1942 ERMORDET IN IZBICA                                                                           |      | Rosa Lilienfeld (* 12. August 1879 in Witten) und Else Lilienfeld (* 3. März 1881 in Witten) wurden am 22. April 1942 nach Izbica deportiert und an einem unbekannten Datum ermordet. |
| Alfredistraße 37 ·        | 1. Juli 2005  | HIER WOHNTE ROSALIE LILIENFELD JG. 1879 DEPORTIERT 1942 ERMORDET IN IZBICA                                                                        |      | Rosa Lilienfeld (* 12. August 1879 in Witten) und Else Lilienfeld (* 3. März 1881 in Witten) wurden am 22. April 1942 nach Izbica deportiert und an einem unbekannten Datum ermordet. |
| Bornstraße 10 ·           | 1. Juli 2005  | HIER WOHNTE ADOLF KRUMMNASS JG. 1883 DEPORTIERT 1942 ERMORDET IN IZBICA                                                                           |      | Adolf Krummnaß (* 27. November 1883 in Wongrowitz), seine Frau Erna Krummnaß (geborene Lewin; * 25. Januar 1887 in Obornik) und seine Schwester Berta Krummnaß (* 24. Juli 1890 in Wongrowitz) wurden am 22. April 1942 ins Ghetto Izbica deportiert und an einem unbekannten Datum ermordet. |
| Bornstraße 10 ·           | 1. Juli 2005  | HIER WOHNTE BERTA KRUMMNASS JG. 1890 DEPORTIERT 1942 ERMORDET IN IZBICA                                                                           |      | Adolf Krummnaß (* 27. November 1883 in Wongrowitz), seine Frau Erna Krummnaß (geborene Lewin; * 25. Januar 1887 in Obornik) und seine Schwester Berta Krummnaß (* 24. Juli 1890 in Wongrowitz) wurden am 22. April 1942 ins Ghetto Izbica deportiert und an einem unbekannten Datum ermordet. |
| Bornstraße 10 ·           | 1. Juli 2005  | HIER WOHNTE ERNA KRUMMNASS GEB. LEWIN JG. 1887 DEPORTIERT 1942 ERMORDET IN IZBICA                                                                 |      | Adolf Krummnaß (* 27. November 1883 in Wongrowitz), seine Frau Erna Krummnaß (geborene Lewin; * 25. Januar 1887 in Obornik) und seine Schwester Berta Krummnaß (* 24. Juli 1890 in Wongrowitz) wurden am 22. April 1942 ins Ghetto Izbica deportiert und an einem unbekannten Datum ermordet. |
| Elisenstraße 111A ·       | 12. Okt. 2007 | HIER WOHNTE DENNY RANSENBERG JG. 1939 DEPORTIERT 1.3.1943 ERMORDET IN AUSCHWITZ                                                                   |      | Denny Ranzenberg (* 23. April 1939 in Essen), Sohn von Edmund Karl Wilhelm Ranzenberg und Erika Ranzenberg geborene Laschat wurde in der Nacht vom 28. Februar und 1. März 1943 nach Auschwitz deportiert und ermordet. Für die Eltern und Großeltern von Denny Ranzenberg wurden Stolpersteine in Köln Neustadt-Nord verlegt. |
| Frillendorfer Straße 61 · | 19. Dez. 2017 | HIER WOHNTE AUGUST HANNIG JG. 1910 IM WIDERSTAND / SPD 18.10.1932 FLUGBLÄTTER VERTEILT STREIT MIT NATIONALSOZIALISTEN ANGESCHOSSEN TOT 19.10.1932 |      | August Hannig (* 21. Dezember 1910 in Essen) war Mitglied der Organisation Reichsbanner Schwarz-Rot-Gold, einer Initiative der Parteien Zentrum, SPD und DDP zum Schutz der Demokratie und der Republik. Gegen Ende einer Flugblattverteilung am 18. Oktober 1932 kam es zu gewalttätigen Auseinandersetzungen mit Anhängern der NSDAP, August Hannig wurde durch einen Bauchschuss schwer verletzt. Am 19. Oktober 1932 erlag August Hannig der Verletzung im Elisabeth-Krankenhaus in Essen. Der Täter wurde am 14. März 1933 aus der Untersuchungshaft entlassen. Am 21. März 1933 wurde die Straffreiheitsverordnung von 1933 erlassen, die für solche und ähnliche Taten eine Amnestie gewährte. |
| Glashüttenstraße 13 ·     | 21. Nov. 2016 | HIER WOHNTE ALEXANDER STEUER JG. 1931 'POLENAKTION' 1938 BENTSCHEN/ZBASZYN DEPORTIERT 1941 RIGA, KOWNO ERMORDET 21.12.1944 STUTTHOF               |      | Nathan Samuel Steuer (* 1. Juli 1896 in Dzvynyach bei Salischtschyky) wurde im Ersten Weltkrieg das Eiserne Kreuz verliehen. in den 1920er Jahren heiratete er seine Frau Rachel Steuer (geborene Schmerler; * 16. Mai 1897 in Bohorodczany) und zog nach Essen. Das Paar bekam drei Kinder, die alle die polnische Staatsangehörigkeit durch ihre Eltern hatten: Ann „Anni“ Steuer (verheiratete Labaton; * 26. Juni 1926 in Essen), Max Steuer (* 23. September 1928 in Essen) und Alexander Steuer (* 29. September 1931 in Essen). Bis zur Machtergreifung führte Nathan Steuer ein Möbelgeschäft in der Kastanienallee. Im Oktober 1938 wurden zahlreiche polnisch-jüdische Familien nach Polen ausgewiesen, darunter auch Familie Steuer. Eine Ausreise nach Marokko war geplant, wofür man kurzzeitig im Herbst 1939 nach Deutschland kommen musste. Durch den wenige Tage später beginnenden Zweiten Weltkrieg wurde die Ausreise unmöglich. Nathan Samuel Steuer wurde am 28. Oktober 1938 in Gelsenkirchen verhaftet und zunächst im KZ Sachsenhausen interniert. Seine Frau Rachel Steuer erkrankte schwer und starb am 12. Oktober 1940. Max, Alexander und Regina Steuer wurden im Dezember 1941 zunächst ins Getto Riga deportiert und später ins KZ Stutthof transportiert. Nathan Samuel Steuer wurde im Mai 1943 vom KZ Sachsenhausen nach Auschwitz-Birkenau gebracht, wo er am 4. Mai 1943 ermordet wurde. Max und Alexander wurden im Dezember 1944 im KZ Stutthof ermordet. Ann Steuer konnte bei einem Todesmarsch fliehen. Sie überlebte und emigrierte in die USA. Ann Steuer Labaton starb am 7. Juni 2004 in Miami/Florida. |
| Glashüttenstraße 13 ·     | 21. Nov. 2016 | HIER WOHNTE MAX STEUER JG. 1928 'POLENAKTION' 1938 BENTSCHEN/ZBASZYN DEPORTIERT 1941 RIGA, KOWNO ERMORDET 16.12.1944 STUTTHOF                     |      | Nathan Samuel Steuer (* 1. Juli 1896 in Dzvynyach bei Salischtschyky) wurde im Ersten Weltkrieg das Eiserne Kreuz verliehen. in den 1920er Jahren heiratete er seine Frau Rachel Steuer (geborene Schmerler; * 16. Mai 1897 in Bohorodczany) und zog nach Essen. Das Paar bekam drei Kinder, die alle die polnische Staatsangehörigkeit durch ihre Eltern hatten: Ann „Anni“ Steuer (verheiratete Labaton; * 26. Juni 1926 in Essen), Max Steuer (* 23. September 1928 in Essen) und Alexander Steuer (* 29. September 1931 in Essen). Bis zur Machtergreifung führte Nathan Steuer ein Möbelgeschäft in der Kastanienallee. Im Oktober 1938 wurden zahlreiche polnisch-jüdische Familien nach Polen ausgewiesen, darunter auch Familie Steuer. Eine Ausreise nach Marokko war geplant, wofür man kurzzeitig im Herbst 1939 nach Deutschland kommen musste. Durch den wenige Tage später beginnenden Zweiten Weltkrieg wurde die Ausreise unmöglich. Nathan Samuel Steuer wurde am 28. Oktober 1938 in Gelsenkirchen verhaftet und zunächst im KZ Sachsenhausen interniert. Seine Frau Rachel Steuer erkrankte schwer und starb am 12. Oktober 1940. Max, Alexander und Regina Steuer wurden im Dezember 1941 zunächst ins Getto Riga deportiert und später ins KZ Stutthof transportiert. Nathan Samuel Steuer wurde im Mai 1943 vom KZ Sachsenhausen nach Auschwitz-Birkenau gebracht, wo er am 4. Mai 1943 ermordet wurde. Max und Alexander wurden im Dezember 1944 im KZ Stutthof ermordet. Ann Steuer konnte bei einem Todesmarsch fliehen. Sie überlebte und emigrierte in die USA. Ann Steuer Labaton starb am 7. Juni 2004 in Miami/Florida. |
| Glashüttenstraße 13 ·     | 21. Nov. 2016 | HIER WOHNTE NATHAN SAMUEL STEUER JG. 1896 'POLENAKTION' 1938 BENTSCHEN/ZBASZYN VERHAFTET 1939 DACHAU SACHSENHAUSEN ERMORDET 4.5.1943 AUSCHWITZ    |      | Nathan Samuel Steuer (* 1. Juli 1896 in Dzvynyach bei Salischtschyky) wurde im Ersten Weltkrieg das Eiserne Kreuz verliehen. in den 1920er Jahren heiratete er seine Frau Rachel Steuer (geborene Schmerler; * 16. Mai 1897 in Bohorodczany) und zog nach Essen. Das Paar bekam drei Kinder, die alle die polnische Staatsangehörigkeit durch ihre Eltern hatten: Ann „Anni“ Steuer (verheiratete Labaton; * 26. Juni 1926 in Essen), Max Steuer (* 23. September 1928 in Essen) und Alexander Steuer (* 29. September 1931 in Essen). Bis zur Machtergreifung führte Nathan Steuer ein Möbelgeschäft in der Kastanienallee. Im Oktober 1938 wurden zahlreiche polnisch-jüdische Familien nach Polen ausgewiesen, darunter auch Familie Steuer. Eine Ausreise nach Marokko war geplant, wofür man kurzzeitig im Herbst 1939 nach Deutschland kommen musste. Durch den wenige Tage später beginnenden Zweiten Weltkrieg wurde die Ausreise unmöglich. Nathan Samuel Steuer wurde am 28. Oktober 1938 in Gelsenkirchen verhaftet und zunächst im KZ Sachsenhausen interniert. Seine Frau Rachel Steuer erkrankte schwer und starb am 12. Oktober 1940. Max, Alexander und Regina Steuer wurden im Dezember 1941 zunächst ins Getto Riga deportiert und später ins KZ Stutthof transportiert. Nathan Samuel Steuer wurde im Mai 1943 vom KZ Sachsenhausen nach Auschwitz-Birkenau gebracht, wo er am 4. Mai 1943 ermordet wurde. Max und Alexander wurden im Dezember 1944 im KZ Stutthof ermordet. Ann Steuer konnte bei einem Todesmarsch fliehen. Sie überlebte und emigrierte in die USA. Ann Steuer Labaton starb am 7. Juni 2004 in Miami/Florida. |
| Glashüttenstraße 13 ·     | 21. Nov. 2016 | HIER WOHNTE RACHEL 'REGINA' STEUER GEB. SCHMERLER JG. 1897 'POLENAKTION' 1938 BENTSCHEN/ZBASZYN 1938 RÜCKKEHR ESSEN TOT 12.10.1940                |      | Nathan Samuel Steuer (* 1. Juli 1896 in Dzvynyach bei Salischtschyky) wurde im Ersten Weltkrieg das Eiserne Kreuz verliehen. in den 1920er Jahren heiratete er seine Frau Rachel Steuer (geborene Schmerler; * 16. Mai 1897 in Bohorodczany) und zog nach Essen. Das Paar bekam drei Kinder, die alle die polnische Staatsangehörigkeit durch ihre Eltern hatten: Ann „Anni“ Steuer (verheiratete Labaton; * 26. Juni 1926 in Essen), Max Steuer (* 23. September 1928 in Essen) und Alexander Steuer (* 29. September 1931 in Essen). Bis zur Machtergreifung führte Nathan Steuer ein Möbelgeschäft in der Kastanienallee. Im Oktober 1938 wurden zahlreiche polnisch-jüdische Familien nach Polen ausgewiesen, darunter auch Familie Steuer. Eine Ausreise nach Marokko war geplant, wofür man kurzzeitig im Herbst 1939 nach Deutschland kommen musste. Durch den wenige Tage später beginnenden Zweiten Weltkrieg wurde die Ausreise unmöglich. Nathan Samuel Steuer wurde am 28. Oktober 1938 in Gelsenkirchen verhaftet und zunächst im KZ Sachsenhausen interniert. Seine Frau Rachel Steuer erkrankte schwer und starb am 12. Oktober 1940. Max, Alexander und Regina Steuer wurden im Dezember 1941 zunächst ins Getto Riga deportiert und später ins KZ Stutthof transportiert. Nathan Samuel Steuer wurde im Mai 1943 vom KZ Sachsenhausen nach Auschwitz-Birkenau gebracht, wo er am 4. Mai 1943 ermordet wurde. Max und Alexander wurden im Dezember 1944 im KZ Stutthof ermordet. Ann Steuer konnte bei einem Todesmarsch fliehen. Sie überlebte und emigrierte in die USA. Ann Steuer Labaton starb am 7. Juni 2004 in Miami/Florida. |
| Glashüttenstraße 13 ·     | 21. Nov. 2016 | HIER WOHNTE ANNI STEUER VERH. LABATON JG. 1926 'POLENAKTION' 1938 BENTSCHEN/ZBASZYN DEPORTIERT 1941 RIGA, STUTTHOF TODESMARSCH GEFLOHEN/ÜBERLEBT  |      | Nathan Samuel Steuer (* 1. Juli 1896 in Dzvynyach bei Salischtschyky) wurde im Ersten Weltkrieg das Eiserne Kreuz verliehen. in den 1920er Jahren heiratete er seine Frau Rachel Steuer (geborene Schmerler; * 16. Mai 1897 in Bohorodczany) und zog nach Essen. Das Paar bekam drei Kinder, die alle die polnische Staatsangehörigkeit durch ihre Eltern hatten: Ann „Anni“ Steuer (verheiratete Labaton; * 26. Juni 1926 in Essen), Max Steuer (* 23. September 1928 in Essen) und Alexander Steuer (* 29. September 1931 in Essen). Bis zur Machtergreifung führte Nathan Steuer ein Möbelgeschäft in der Kastanienallee. Im Oktober 1938 wurden zahlreiche polnisch-jüdische Familien nach Polen ausgewiesen, darunter auch Familie Steuer. Eine Ausreise nach Marokko war geplant, wofür man kurzzeitig im Herbst 1939 nach Deutschland kommen musste. Durch den wenige Tage später beginnenden Zweiten Weltkrieg wurde die Ausreise unmöglich. Nathan Samuel Steuer wurde am 28. Oktober 1938 in Gelsenkirchen verhaftet und zunächst im KZ Sachsenhausen interniert. Seine Frau Rachel Steuer erkrankte schwer und starb am 12. Oktober 1940. Max, Alexander und Regina Steuer wurden im Dezember 1941 zunächst ins Getto Riga deportiert und später ins KZ Stutthof transportiert. Nathan Samuel Steuer wurde im Mai 1943 vom KZ Sachsenhausen nach Auschwitz-Birkenau gebracht, wo er am 4. Mai 1943 ermordet wurde. Max und Alexander wurden im Dezember 1944 im KZ Stutthof ermordet. Ann Steuer konnte bei einem Todesmarsch fliehen. Sie überlebte und emigrierte in die USA. Ann Steuer Labaton starb am 7. Juni 2004 in Miami/Florida. |
| Hofterbergstraße 28 ·     | 27. Juni 2005 | FRIDA LEVY GEB. STEIN JG. 1881 DEPORTIERT 1942 ERMORDET IN RIGA                                                                                   |      | siehe Stolperstein Frida Levy (Varnhorststraße) |
| Severinstraße 61 ·        | 1. Juli 2005  | HIER WOHNTE NORA EICHBERG JG. 1882 DEPORTIERT 1942 ERMORDET IN IZBICA                                                                             |      | Nora Eichberg (* 6. Mai 1882 in Bochum) wurde am 22. April 1942 ins Ghetto Izbica deportiert und an einem unbekannten Datum ermordet. |

## Nordviertel
| Adresse                              | Verlegedatum | Inschrift/Name | Bild | Anmerkung |
| ------------------------------------ | ------------ | --- | ---- | --- |
| Altenessener Straße 35 ·             | Sep. 2009    | HIER WIRKTE WILHELM RICKEN JG. 1892 VERHAFTET 20.10.1943 'WEHRKRAFTZERSETZUNG' HINGERICHTET 2.5.1944 BERLIN-PLÖTZENSEE |      | Wilhelm Ricken (* 1. April 1892) war 1943 technischer Direktor und designierter Generaldirektor des RWE. Der Vorstand des RWE war nach der Machtergreifung 1933 geschlossen in die NSDAP eingetreten. Wilhelm Ricken äußerte sich im Herbst 1943 in einer Vorstandsrede kritisch über den Zweiten Weltkrieg, unter anderem mit der Aussage, „der Krieg werde enden wie 1918“. Just Dillgardt, damaliges Vorstandsmitglied und Oberbürgermeister von Essen, zeigte Ricken bei der Staatspolizei an. Wilhelm Ricken wurde am 20. Oktober 1943 verhaftet, am 8. März 1944 vom Volksgerichtshof zum Tode verurteilt und am 2. Mai 1944 in Berlin-Plötzensee hingerichtet. Just Dillgardt wurde nach dem Krieg wegen eines Verbrechens gegen die Menschlichkeit angeklagt und 1953 freigesprochen. |
| Altenessener Straße / Grillostraße · | 4. Sep. 2009 | HIER WOHNTE EDITH REINER JG. 1917 FLUCHT 1938 TSCHECHOSLOWAKEI ? ? ?                                                   |      | Familie Reiner stammte aus der Tschechoslowakei, Otto Reiner (* 5. April 1888 in Divišov) heiratete Irma Reiner (geborene Theiner; * 19. November 1889 in Kamenice nad Lipou, Böhmen). Sie hatten die Kinder Edith Reiner (verheiratete König; * 28. September 1917 in Essen), Karl Reiner (* 14. Juni 1921) und Ilse Reiner (* 9. Februar 1925). Dem Bericht einer Großnichte zufolge war Otto Reiner Fabrikbesitzer und hatte die tschechoslowakische Staatsbürgerschaft. Die Tschechoslowakei entstand als Staat 1918 durch den Zerfall Österreich-Ungarns am Ende des Ersten Weltkriegs. Hier lebten auch Menschen, die sich mit Deutschland verbunden fühlten. Zwischen November 1938 und März 1939 wurde die Tschechoslowakei von Deutschland besetzt. Wann genau Familie Reiner zurück in die Tschechoslowakei ging, bleibt unklar. Otto Reiner und seine Frau Irma Reiner sowie seine Kinder Ilse und Karl Reiner wurden am 12. November 1942 von Tabor, Böhmen, nach Theresienstadt gebracht. Das Schicksal von Edith Reiner ist nicht ganz klar. Eine Großnichte berichtete, dass sie sich in Jindřichův Hradec aufgehalten hatte, in das Ghetto Theresienstadt kam und 1942 im Ghetto Lublin getötet wurde. Die restliche Familie wurde am 6. September 1943 von Theresienstadt ins KZ Auschwitz-Birkenau transportiert und dort ermordet. |
| Altenessener Straße / Grillostraße · | 4. Sep. 2009 | HIER WOHNTE ILSE REINER JG. 1925 DEPORTIERT 1942 THERESIENSTADT 1943 AUSCHWITZ ERMORDET                                |      | Familie Reiner stammte aus der Tschechoslowakei, Otto Reiner (* 5. April 1888 in Divišov) heiratete Irma Reiner (geborene Theiner; * 19. November 1889 in Kamenice nad Lipou, Böhmen). Sie hatten die Kinder Edith Reiner (verheiratete König; * 28. September 1917 in Essen), Karl Reiner (* 14. Juni 1921) und Ilse Reiner (* 9. Februar 1925). Dem Bericht einer Großnichte zufolge war Otto Reiner Fabrikbesitzer und hatte die tschechoslowakische Staatsbürgerschaft. Die Tschechoslowakei entstand als Staat 1918 durch den Zerfall Österreich-Ungarns am Ende des Ersten Weltkriegs. Hier lebten auch Menschen, die sich mit Deutschland verbunden fühlten. Zwischen November 1938 und März 1939 wurde die Tschechoslowakei von Deutschland besetzt. Wann genau Familie Reiner zurück in die Tschechoslowakei ging, bleibt unklar. Otto Reiner und seine Frau Irma Reiner sowie seine Kinder Ilse und Karl Reiner wurden am 12. November 1942 von Tabor, Böhmen, nach Theresienstadt gebracht. Das Schicksal von Edith Reiner ist nicht ganz klar. Eine Großnichte berichtete, dass sie sich in Jindřichův Hradec aufgehalten hatte, in das Ghetto Theresienstadt kam und 1942 im Ghetto Lublin getötet wurde. Die restliche Familie wurde am 6. September 1943 von Theresienstadt ins KZ Auschwitz-Birkenau transportiert und dort ermordet. |
| Altenessener Straße / Grillostraße · | 4. Sep. 2009 | HIER WOHNTE KARL REINER JG. 1921 DEPORTIERT 1942 THERESIENSTADT 1943 AUSCHWITZ ERMORDET                                |      | Familie Reiner stammte aus der Tschechoslowakei, Otto Reiner (* 5. April 1888 in Divišov) heiratete Irma Reiner (geborene Theiner; * 19. November 1889 in Kamenice nad Lipou, Böhmen). Sie hatten die Kinder Edith Reiner (verheiratete König; * 28. September 1917 in Essen), Karl Reiner (* 14. Juni 1921) und Ilse Reiner (* 9. Februar 1925). Dem Bericht einer Großnichte zufolge war Otto Reiner Fabrikbesitzer und hatte die tschechoslowakische Staatsbürgerschaft. Die Tschechoslowakei entstand als Staat 1918 durch den Zerfall Österreich-Ungarns am Ende des Ersten Weltkriegs. Hier lebten auch Menschen, die sich mit Deutschland verbunden fühlten. Zwischen November 1938 und März 1939 wurde die Tschechoslowakei von Deutschland besetzt. Wann genau Familie Reiner zurück in die Tschechoslowakei ging, bleibt unklar. Otto Reiner und seine Frau Irma Reiner sowie seine Kinder Ilse und Karl Reiner wurden am 12. November 1942 von Tabor, Böhmen, nach Theresienstadt gebracht. Das Schicksal von Edith Reiner ist nicht ganz klar. Eine Großnichte berichtete, dass sie sich in Jindřichův Hradec aufgehalten hatte, in das Ghetto Theresienstadt kam und 1942 im Ghetto Lublin getötet wurde. Die restliche Familie wurde am 6. September 1943 von Theresienstadt ins KZ Auschwitz-Birkenau transportiert und dort ermordet. |
| Altenessener Straße / Grillostraße · | 4. Sep. 2009 | HIER WOHNTE OTTO REINER JG. 1888 DEPORTIERT 1942 THERESIENSTADT 1943 AUSCHWITZ ERMORDET                                |      | Familie Reiner stammte aus der Tschechoslowakei, Otto Reiner (* 5. April 1888 in Divišov) heiratete Irma Reiner (geborene Theiner; * 19. November 1889 in Kamenice nad Lipou, Böhmen). Sie hatten die Kinder Edith Reiner (verheiratete König; * 28. September 1917 in Essen), Karl Reiner (* 14. Juni 1921) und Ilse Reiner (* 9. Februar 1925). Dem Bericht einer Großnichte zufolge war Otto Reiner Fabrikbesitzer und hatte die tschechoslowakische Staatsbürgerschaft. Die Tschechoslowakei entstand als Staat 1918 durch den Zerfall Österreich-Ungarns am Ende des Ersten Weltkriegs. Hier lebten auch Menschen, die sich mit Deutschland verbunden fühlten. Zwischen November 1938 und März 1939 wurde die Tschechoslowakei von Deutschland besetzt. Wann genau Familie Reiner zurück in die Tschechoslowakei ging, bleibt unklar. Otto Reiner und seine Frau Irma Reiner sowie seine Kinder Ilse und Karl Reiner wurden am 12. November 1942 von Tabor, Böhmen, nach Theresienstadt gebracht. Das Schicksal von Edith Reiner ist nicht ganz klar. Eine Großnichte berichtete, dass sie sich in Jindřichův Hradec aufgehalten hatte, in das Ghetto Theresienstadt kam und 1942 im Ghetto Lublin getötet wurde. Die restliche Familie wurde am 6. September 1943 von Theresienstadt ins KZ Auschwitz-Birkenau transportiert und dort ermordet. |
| Altenessener Straße / Grillostraße · | 4. Sep. 2009 | HIER WOHNTE IRMA REINER GEB. THEINER JG. 1889 DEPORTIERT 1942 THERESIENSTADT 1943 AUSCHWITZ ERMORDET                   |      | Familie Reiner stammte aus der Tschechoslowakei, Otto Reiner (* 5. April 1888 in Divišov) heiratete Irma Reiner (geborene Theiner; * 19. November 1889 in Kamenice nad Lipou, Böhmen). Sie hatten die Kinder Edith Reiner (verheiratete König; * 28. September 1917 in Essen), Karl Reiner (* 14. Juni 1921) und Ilse Reiner (* 9. Februar 1925). Dem Bericht einer Großnichte zufolge war Otto Reiner Fabrikbesitzer und hatte die tschechoslowakische Staatsbürgerschaft. Die Tschechoslowakei entstand als Staat 1918 durch den Zerfall Österreich-Ungarns am Ende des Ersten Weltkriegs. Hier lebten auch Menschen, die sich mit Deutschland verbunden fühlten. Zwischen November 1938 und März 1939 wurde die Tschechoslowakei von Deutschland besetzt. Wann genau Familie Reiner zurück in die Tschechoslowakei ging, bleibt unklar. Otto Reiner und seine Frau Irma Reiner sowie seine Kinder Ilse und Karl Reiner wurden am 12. November 1942 von Tabor, Böhmen, nach Theresienstadt gebracht. Das Schicksal von Edith Reiner ist nicht ganz klar. Eine Großnichte berichtete, dass sie sich in Jindřichův Hradec aufgehalten hatte, in das Ghetto Theresienstadt kam und 1942 im Ghetto Lublin getötet wurde. Die restliche Familie wurde am 6. September 1943 von Theresienstadt ins KZ Auschwitz-Birkenau transportiert und dort ermordet. |
| Peterstraße 2 ·                      | 23. Mai 2018 | HIER ARBEITETE HEDWIG LEVY JG. 1887 DEPORTIERT 1941 MINSK ERMORDET                                                     |      | Hedwig Levy (* 10. Juni 1887 in Essen) leitete das jüdische Kinderheim „Hirschlandhaus“ in der Peterstraße 2 von der Eröffnung im April 1924 bis zur Schließung am 9. November 1938. Mit der Schließung des Kinderheims war sie arbeitslos und wohnte bei Verwandten. Am 29. September 1941 wurde sie gezwungen, in ein „Judenhaus“ in der Michaelstraße 28 zu ziehen. Am 10. November 1941 wurde sie ins Ghetto Minsk deportiert und an einem unbekannten Datum ermordet. Das Gebäude des ehemaligen Kinderheims in der Peterstraße ging 1938 in den Besitz des Deutschen Reichs über und wurde als Polizeidienststelle genutzt, nach 1945 zusätzlich als Einwohnermeldeamt. 1954 wurde das Gebäude in jüdischen Besitz zurückerstattet und anschließend an das Erzbistum Köln verkauft. 1996 erwarb der Kreisverband Essen der Arbeiterwohlfahrt das Gebäude als Ausbildungsstätte. Seit 1997 trägt das Gebäude den Namen „Hedwig-Levy-Haus“. |
| Tiegelstraße 7 ·                     | 1. Juli 2005 | HIER WOHNTE JOHANN WASIELEWSKI JG. 1896 VERHAFTET ERMORDET 13.4.1943 IM GEFÄNGNIS BOCHUM                               |      | Johann Wasielewski (* 4. April 1896 in Libau/Kurland) war zunächst lettischer Staatsangehöriger, später staatenlos. Er zog mehrfach um, wohnte zunächst in der Nedelmannstraße, später auch in der Tiegelstraße 7 in Essen. Im Dezember 1930 heiratete er Lisette Ida Birkle (geb. Heidmann; * 7. Februar 1896 in Goldingen/Kurland). Am 31. März 1942 wurde Johann Wasielewski durch ein Sondergericht beim Landgericht Essen wegen Vergehen gegen das Heimtückegesetz zu 3 Jahren Gefängnis verurteilt. Aus dem Urteil geht hervor, dass Wasielewski seinen Hass gegen alles Deutsche richtete und seine Wutausbrüche gegen das Regime. Seine lautstarken Schimpfereien führten auch zu Ausfällen gegen seine Familie, weswegen er schließlich angezeigt wurde. Johann Wasielewski starb am 13. April 1943 in der Haftanstalt Bochum. Es gibt gewisse Unstimmigkeiten in den hiostorischen Daten der 1920 eingeführten Meldekarten und der Heiratsurkunde. Ida Wasielewski hat laut Meldekarte das Geburtsdatum 20. Februar 1895. Ihr Familienname aus erster Ehe wird mit Heidemann oder Heidmann angegeben. Der Familienname in der Ehe mit Johann wird in der Heiratsurkunde mit Wasilewsi angegeben. |
| Uni Essen / Segerothstraße ·         | 4. Sep. 2009 | HIER LEBTE DAVID CAHN JG. 1884 DEPORTIERT 1943 AUSCHWITZ ERMORDET                                                      |      | David Cahn (* 26. August 1884 in Köln) und seine Frau Hedwig Cahn (geborene Marcus;* 26. August 1886 in Koblenz) hatten zwei Kinder: Helene Cahn (* 26. Mai 1921 in Essen) und Horst Cahn (* 25. August 1925 in Essen). David Cahn war Büroangestellter, als Nebenerwerb betrieb die Familie ein Schreibwarengeschäft. Nach mehreren Umzügen bewohnte die Familie eine großzügige Wohnung in der Brandstraße 10. 1939 war die Familie gezwungen, ihre Wohnung aufzugeben und in die Maschinenstraße 19 zu ziehen. Diese Straße im Nordviertel wurde in den 1970er Jahren aufgehoben und überbaut und lag in der Nähe der heutigen Universität. David Cahn litt unter dem Berufsverbot und musste später als Zwangsarbeiter im Tiefbau arbeiten. Helene Cahn wurde am 22. April 1942 mit ihrem Mann Moses Moszkowitz (* 15. April 1914 in Skierniewice) und ihrem gemeinsamen Kind ins Ghetto Izbica deportiert, wo sie zu einem unbekannten Zeitpunkt ermordet wurden. Ihr Bruder Horst Cahn soll erfahren haben, dass Helene Ende 1942 erschossen wurde, da sie sich nicht von ihrem Kind trennen wollte. David Cahn, seine Frau Hedwig Cahn und sein Sohn Horst Cahn wurden zwischen dem 27. April 1942 und dem 5. August 1942 im Barackenlager Holbeckshof interniert. Danach mussten sie in der Hindenburgstraße 22 wohnen. Am 3. März 1943 wurden sie ins KZ Auschwitz-Birkenau deportiert, wo sie später ermordet wurden. |
| Uni Essen / Segerothstraße ·         | 4. Sep. 2009 | HIER LEBTE HEDWIG CAHN GEB. MARCUS JG. 1886 DEPORTIERT 1943 AUSCHWITZ ERMORDET                                         |      | David Cahn (* 26. August 1884 in Köln) und seine Frau Hedwig Cahn (geborene Marcus;* 26. August 1886 in Koblenz) hatten zwei Kinder: Helene Cahn (* 26. Mai 1921 in Essen) und Horst Cahn (* 25. August 1925 in Essen). David Cahn war Büroangestellter, als Nebenerwerb betrieb die Familie ein Schreibwarengeschäft. Nach mehreren Umzügen bewohnte die Familie eine großzügige Wohnung in der Brandstraße 10. 1939 war die Familie gezwungen, ihre Wohnung aufzugeben und in die Maschinenstraße 19 zu ziehen. Diese Straße im Nordviertel wurde in den 1970er Jahren aufgehoben und überbaut und lag in der Nähe der heutigen Universität. David Cahn litt unter dem Berufsverbot und musste später als Zwangsarbeiter im Tiefbau arbeiten. Helene Cahn wurde am 22. April 1942 mit ihrem Mann Moses Moszkowitz (* 15. April 1914 in Skierniewice) und ihrem gemeinsamen Kind ins Ghetto Izbica deportiert, wo sie zu einem unbekannten Zeitpunkt ermordet wurden. Ihr Bruder Horst Cahn soll erfahren haben, dass Helene Ende 1942 erschossen wurde, da sie sich nicht von ihrem Kind trennen wollte. David Cahn, seine Frau Hedwig Cahn und sein Sohn Horst Cahn wurden zwischen dem 27. April 1942 und dem 5. August 1942 im Barackenlager Holbeckshof interniert. Danach mussten sie in der Hindenburgstraße 22 wohnen. Am 3. März 1943 wurden sie ins KZ Auschwitz-Birkenau deportiert, wo sie später ermordet wurden. |
| Uni Essen / Segerothstraße ·         | 4. Sep. 2009 | HIER LEBTE EWALD HERZ JG. 1910 DEPORTIERT 1943 MAUTHAUSEN ERMORDET                                                     |      | Ewald Herz (* 20. März 1910 in Kupferdreh) war verheiratet und hatte ein Kind. Er wurde am 1. März 1943 deportiert. Laut Häftlings-Personal-Karte des KZ Mauthausen hatte er eine Angehörige „Frau Rosa geb. Fiebelmann in Neheim-Hüsten“. Laut aktuellen Informationen des Historischen Vereins Essen hat Ewald Herz überlebt. |
| Uni Essen / Segerothstraße ·         | 4. Sep. 2009 | HIER LEBTE HERMANN JENA JG. 1888 DEPORTIERT 1943 AUSCHWITZ ERMORDET                                                    |      | Hermann Jena (* 23. Oktober 1888 in Ritschenwalde, Polen) und seine Frau Emmi Jena (geborene Stammhalter; * 8. Februar 1894 in Frankfurt am Main) wurden im März 1943 ins KZ Auschwitz deportiert, wo sie an einem unbekannten Datum ermordet wurden. |
| Uni Essen / Segerothstraße ·         | 4. Sep. 2009 | HIER LEBTE EMMY JENA GEB. STAMMHALTER JG. 1894 DEPORTIERT 1943 AUSCHWITZ ERMORDET                                      |      | Hermann Jena (* 23. Oktober 1888 in Ritschenwalde, Polen) und seine Frau Emmi Jena (geborene Stammhalter; * 8. Februar 1894 in Frankfurt am Main) wurden im März 1943 ins KZ Auschwitz deportiert, wo sie an einem unbekannten Datum ermordet wurden. |
| Uni Essen / Segerothstraße ·         | 4. Sep. 2009 | HIER LEBTE GERTRUD LEVISOHN JG. 1894 DEPORTIERT 1943 AUSCHWITZ ERMORDET                                                |      | Hugo Levisohn (* 14. April 1892 in Glogau) zog am 1. Februar 1920 nach Altenessen und holte im Mai 1922 seine Mutter Zerline Levysohn (geborene Goldschmidt; * 9. Mai 1859 in Filehne) und seine Schwester Gertrud Levisohn (* 1. Oktober 1894 in Filehne) nach. Zerline Levisohn betrieb an der Langenhorster Straße 9 ein Geschäft. 1934 musste die Familie in die Maschinenstraße 19 umziehen. Zerline Levysohn starb am 27. Juni 1937. Hugo und Gertrud Levisohn wurden am 1. März 1943 ins KZ Auschwitz deportiert, wo sie an einem unbekannten Datum ermordet wurden. |
| Uni Essen / Segerothstraße ·         | 4. Sep. 2009 | HIER LEBTE HUGO LEVISOHN JG. 1882 DEPORTIERT 1943 AUSCHWITZ ERMORDET                                                   |      | Hugo Levisohn (* 14. April 1892 in Glogau) zog am 1. Februar 1920 nach Altenessen und holte im Mai 1922 seine Mutter Zerline Levysohn (geborene Goldschmidt; * 9. Mai 1859 in Filehne) und seine Schwester Gertrud Levisohn (* 1. Oktober 1894 in Filehne) nach. Zerline Levisohn betrieb an der Langenhorster Straße 9 ein Geschäft. 1934 musste die Familie in die Maschinenstraße 19 umziehen. Zerline Levysohn starb am 27. Juni 1937. Hugo und Gertrud Levisohn wurden am 1. März 1943 ins KZ Auschwitz deportiert, wo sie an einem unbekannten Datum ermordet wurden. |
| Uni Essen / Segerothstraße ·         | 4. Sep. 2009 | HIER WOHNTE KURT MOSBACH JG. 1932 DEPORTIERT 1941 MINSK ERMORDET                                                       |      | Moritz Mosbach (* 12. Februar 1884 in Werden an der Ruhr), seine Frau Sophie Mosbach (geborene Levy; * 28. März 1894 in Köln) und ihr Sohn Kurt Mosbach (* 18. September 1932 in Bonn) wurden am 10. November 1941 ins Ghetto Minsk deportiert, wo sie an einem unbekannten Datum ermordet wurden. |
| Uni Essen / Segerothstraße ·         | 4. Sep. 2009 | HIER WOHNTE MORITZ MOSBACH JG. 1884 DEPORTIERT 1941 MINSK ERMORDET                                                     |      | Moritz Mosbach (* 12. Februar 1884 in Werden an der Ruhr), seine Frau Sophie Mosbach (geborene Levy; * 28. März 1894 in Köln) und ihr Sohn Kurt Mosbach (* 18. September 1932 in Bonn) wurden am 10. November 1941 ins Ghetto Minsk deportiert, wo sie an einem unbekannten Datum ermordet wurden. |
| Uni Essen / Segerothstraße ·         | 4. Sep. 2009 | HIER WOHNTE SOPHIE MOSBACH GEB. LEVY JG. 1894 DEPORTIERT 1941 MINSK ERMORDET                                           |      | Moritz Mosbach (* 12. Februar 1884 in Werden an der Ruhr), seine Frau Sophie Mosbach (geborene Levy; * 28. März 1894 in Köln) und ihr Sohn Kurt Mosbach (* 18. September 1932 in Bonn) wurden am 10. November 1941 ins Ghetto Minsk deportiert, wo sie an einem unbekannten Datum ermordet wurden. |
| Uni Essen / Segerothstraße ·         | 4. Sep. 2009 | HIER LEBTE ALFRED STEINBERG JG. 1906 DEPORTIERT 1943 AUSCHWITZ ERMORDET                                                |      | Julius Steinberg (* 14. April 1874 in Gelsenkirchen), seine Frau Selma Steinberg (geborene Levisohn; * 15. April 1879 in Stuttgart) und ihr Sohn Alfred Steinberg (* 4. Mai 1906 in Gelsenkirchen) wurden am 6. Mai 1942 von der Erich-Garthe-Straße 10 (heute: Corlißstraße) zunächst ins Barackenlager Holbeckshof umgesiedelt, von dort am 5. August 1942 ins „Judenhaus“ in der Maschinenstraße 19. Im März 1943 wurden sie ins KZ Auschwitz deportiert und dort ermordet. |
| Uni Essen / Segerothstraße ·         | 4. Sep. 2009 | HIER LEBTE JULIUS STEINBERG JG. 1874 DEPORTIERT 1943 AUSCHWITZ ERMORDET                                                |      | Julius Steinberg (* 14. April 1874 in Gelsenkirchen), seine Frau Selma Steinberg (geborene Levisohn; * 15. April 1879 in Stuttgart) und ihr Sohn Alfred Steinberg (* 4. Mai 1906 in Gelsenkirchen) wurden am 6. Mai 1942 von der Erich-Garthe-Straße 10 (heute: Corlißstraße) zunächst ins Barackenlager Holbeckshof umgesiedelt, von dort am 5. August 1942 ins „Judenhaus“ in der Maschinenstraße 19. Im März 1943 wurden sie ins KZ Auschwitz deportiert und dort ermordet. |
| Uni Essen / Segerothstraße ·         | 4. Sep. 2009 | HIER LEBTE SELMA STEINBERG GEB. LEIRSON JG. 1879 DEPORTIERT 1943 AUSCHWITZ ERMORDET                                    |      | Julius Steinberg (* 14. April 1874 in Gelsenkirchen), seine Frau Selma Steinberg (geborene Levisohn; * 15. April 1879 in Stuttgart) und ihr Sohn Alfred Steinberg (* 4. Mai 1906 in Gelsenkirchen) wurden am 6. Mai 1942 von der Erich-Garthe-Straße 10 (heute: Corlißstraße) zunächst ins Barackenlager Holbeckshof umgesiedelt, von dort am 5. August 1942 ins „Judenhaus“ in der Maschinenstraße 19. Im März 1943 wurden sie ins KZ Auschwitz deportiert und dort ermordet. |
| Uni Essen / Segerothstraße ·         | 4. Sep. 2009 | HIER LEBTE ELSE HÜNERBERG JG. 1921 DEPORTIERT 1942 IZBICA ERMORDET 1943                                                |      | Gustav Hünerberg (* 25. Dezember 1881 in Lüthorst) und seine Frau Sofie Hünerberg (geborene Neufeld; * 27. Februar 1890 in Pattensen) hatten zwei Töchter und einen Sohn: Else Hünerberg (* 18. August 1921 in Essen), Marianne Waag (geborene Hünerberg; * 25. Februar 1925 in Essen) und Werner Hünerberg (* 3. Dezember 1919 in Essen). Die Familie hatte zunächst eine Metzgerei in der Witteringstraße, die aus gesundheitlichen Gründen aufgegeben wurde. Gustav Hünerberg hat danach mit einem Bekannten eine Papiergroßhandlung betrieben, welche ebenfalls aufgegeben werden musste. 1938 gab es weit reichende Berufsverbote, weswegen Gustav Hünerberg schließlich im Tiefbau arbeitete. Am 27. April 1942 wurden Marianne und Bruno Waag von der Lichtschlagstraße 4 ins Barackenlager Holbeckshof umgesiedelt. Später wurde die Familie gezwungen, in ein „Judenhaus“ in der damaligen Maschinenstraße zu ziehen. Werner Hünerberg konnte im September 1938 über Schweden nach Palästina ausreisen. Else Hünerberg hat im September 1939 versucht, per Schiff nach England auszureisen, was durch den Beginn des Zweiten Weltkriegs unmöglich gemacht wurde. Else Hünerberg und ihre Eltern Gustav und Sofie Hünerberg wurden am 22. April 1942 ins Ghetto Izbica deportiert, wo sie an einem unbekannten Datum ermordet wurden. Marianne Waag hat 1942 im Alter von 17 Jahren Bruno Waag (* 1. Juli 1921) geheiratet. Marianne Waag wurde am 1. März 1943 nach Auschwitz deportiert, wo sie ermordet wurde. Bruno Waag wurde ins KZ Bergen-Belsen deportiert und konnte den Krieg überleben. |
| Uni Essen / Segerothstraße ·         | 4. Sep. 2009 | HIER LEBTE GUSTAV HÜNERBERG JG. 1881 DEPORTIERT 1942 IZBICA ERMORDET 1943                                              |      | Gustav Hünerberg (* 25. Dezember 1881 in Lüthorst) und seine Frau Sofie Hünerberg (geborene Neufeld; * 27. Februar 1890 in Pattensen) hatten zwei Töchter und einen Sohn: Else Hünerberg (* 18. August 1921 in Essen), Marianne Waag (geborene Hünerberg; * 25. Februar 1925 in Essen) und Werner Hünerberg (* 3. Dezember 1919 in Essen). Die Familie hatte zunächst eine Metzgerei in der Witteringstraße, die aus gesundheitlichen Gründen aufgegeben wurde. Gustav Hünerberg hat danach mit einem Bekannten eine Papiergroßhandlung betrieben, welche ebenfalls aufgegeben werden musste. 1938 gab es weit reichende Berufsverbote, weswegen Gustav Hünerberg schließlich im Tiefbau arbeitete. Am 27. April 1942 wurden Marianne und Bruno Waag von der Lichtschlagstraße 4 ins Barackenlager Holbeckshof umgesiedelt. Später wurde die Familie gezwungen, in ein „Judenhaus“ in der damaligen Maschinenstraße zu ziehen. Werner Hünerberg konnte im September 1938 über Schweden nach Palästina ausreisen. Else Hünerberg hat im September 1939 versucht, per Schiff nach England auszureisen, was durch den Beginn des Zweiten Weltkriegs unmöglich gemacht wurde. Else Hünerberg und ihre Eltern Gustav und Sofie Hünerberg wurden am 22. April 1942 ins Ghetto Izbica deportiert, wo sie an einem unbekannten Datum ermordet wurden. Marianne Waag hat 1942 im Alter von 17 Jahren Bruno Waag (* 1. Juli 1921) geheiratet. Marianne Waag wurde am 1. März 1943 nach Auschwitz deportiert, wo sie ermordet wurde. Bruno Waag wurde ins KZ Bergen-Belsen deportiert und konnte den Krieg überleben. |
| Uni Essen / Segerothstraße ·         | 4. Sep. 2009 | HIER LEBTE SOFIE HÜNERBERG GEB. NEUFELD JG. 1890 DEPORTIERT 1942 IZBICA ERMORDET 1943                                  |      | Gustav Hünerberg (* 25. Dezember 1881 in Lüthorst) und seine Frau Sofie Hünerberg (geborene Neufeld; * 27. Februar 1890 in Pattensen) hatten zwei Töchter und einen Sohn: Else Hünerberg (* 18. August 1921 in Essen), Marianne Waag (geborene Hünerberg; * 25. Februar 1925 in Essen) und Werner Hünerberg (* 3. Dezember 1919 in Essen). Die Familie hatte zunächst eine Metzgerei in der Witteringstraße, die aus gesundheitlichen Gründen aufgegeben wurde. Gustav Hünerberg hat danach mit einem Bekannten eine Papiergroßhandlung betrieben, welche ebenfalls aufgegeben werden musste. 1938 gab es weit reichende Berufsverbote, weswegen Gustav Hünerberg schließlich im Tiefbau arbeitete. Am 27. April 1942 wurden Marianne und Bruno Waag von der Lichtschlagstraße 4 ins Barackenlager Holbeckshof umgesiedelt. Später wurde die Familie gezwungen, in ein „Judenhaus“ in der damaligen Maschinenstraße zu ziehen. Werner Hünerberg konnte im September 1938 über Schweden nach Palästina ausreisen. Else Hünerberg hat im September 1939 versucht, per Schiff nach England auszureisen, was durch den Beginn des Zweiten Weltkriegs unmöglich gemacht wurde. Else Hünerberg und ihre Eltern Gustav und Sofie Hünerberg wurden am 22. April 1942 ins Ghetto Izbica deportiert, wo sie an einem unbekannten Datum ermordet wurden. Marianne Waag hat 1942 im Alter von 17 Jahren Bruno Waag (* 1. Juli 1921) geheiratet. Marianne Waag wurde am 1. März 1943 nach Auschwitz deportiert, wo sie ermordet wurde. Bruno Waag wurde ins KZ Bergen-Belsen deportiert und konnte den Krieg überleben. |
| Uni Essen / Segerothstraße ·         | 4. Sep. 2009 | HIER LEBTE MARIANNE WAAG GEB. HÜNERBERG JG. 1925 DEPORTIERT 1943 AUSCHWITZ ERMORDET                                    |      | Gustav Hünerberg (* 25. Dezember 1881 in Lüthorst) und seine Frau Sofie Hünerberg (geborene Neufeld; * 27. Februar 1890 in Pattensen) hatten zwei Töchter und einen Sohn: Else Hünerberg (* 18. August 1921 in Essen), Marianne Waag (geborene Hünerberg; * 25. Februar 1925 in Essen) und Werner Hünerberg (* 3. Dezember 1919 in Essen). Die Familie hatte zunächst eine Metzgerei in der Witteringstraße, die aus gesundheitlichen Gründen aufgegeben wurde. Gustav Hünerberg hat danach mit einem Bekannten eine Papiergroßhandlung betrieben, welche ebenfalls aufgegeben werden musste. 1938 gab es weit reichende Berufsverbote, weswegen Gustav Hünerberg schließlich im Tiefbau arbeitete. Am 27. April 1942 wurden Marianne und Bruno Waag von der Lichtschlagstraße 4 ins Barackenlager Holbeckshof umgesiedelt. Später wurde die Familie gezwungen, in ein „Judenhaus“ in der damaligen Maschinenstraße zu ziehen. Werner Hünerberg konnte im September 1938 über Schweden nach Palästina ausreisen. Else Hünerberg hat im September 1939 versucht, per Schiff nach England auszureisen, was durch den Beginn des Zweiten Weltkriegs unmöglich gemacht wurde. Else Hünerberg und ihre Eltern Gustav und Sofie Hünerberg wurden am 22. April 1942 ins Ghetto Izbica deportiert, wo sie an einem unbekannten Datum ermordet wurden. Marianne Waag hat 1942 im Alter von 17 Jahren Bruno Waag (* 1. Juli 1921) geheiratet. Marianne Waag wurde am 1. März 1943 nach Auschwitz deportiert, wo sie ermordet wurde. Bruno Waag wurde ins KZ Bergen-Belsen deportiert und konnte den Krieg überleben. |
| Uni Essen / Segerothstraße ·         | 4. Sep. 2009 | HIER LEBTE BRUNO WAAG JG. 1921 DEPORTIERT 1943 AUSCHWITZ ERMORDET                                                      |      | Gustav Hünerberg (* 25. Dezember 1881 in Lüthorst) und seine Frau Sofie Hünerberg (geborene Neufeld; * 27. Februar 1890 in Pattensen) hatten zwei Töchter und einen Sohn: Else Hünerberg (* 18. August 1921 in Essen), Marianne Waag (geborene Hünerberg; * 25. Februar 1925 in Essen) und Werner Hünerberg (* 3. Dezember 1919 in Essen). Die Familie hatte zunächst eine Metzgerei in der Witteringstraße, die aus gesundheitlichen Gründen aufgegeben wurde. Gustav Hünerberg hat danach mit einem Bekannten eine Papiergroßhandlung betrieben, welche ebenfalls aufgegeben werden musste. 1938 gab es weit reichende Berufsverbote, weswegen Gustav Hünerberg schließlich im Tiefbau arbeitete. Am 27. April 1942 wurden Marianne und Bruno Waag von der Lichtschlagstraße 4 ins Barackenlager Holbeckshof umgesiedelt. Später wurde die Familie gezwungen, in ein „Judenhaus“ in der damaligen Maschinenstraße zu ziehen. Werner Hünerberg konnte im September 1938 über Schweden nach Palästina ausreisen. Else Hünerberg hat im September 1939 versucht, per Schiff nach England auszureisen, was durch den Beginn des Zweiten Weltkriegs unmöglich gemacht wurde. Else Hünerberg und ihre Eltern Gustav und Sofie Hünerberg wurden am 22. April 1942 ins Ghetto Izbica deportiert, wo sie an einem unbekannten Datum ermordet wurden. Marianne Waag hat 1942 im Alter von 17 Jahren Bruno Waag (* 1. Juli 1921) geheiratet. Marianne Waag wurde am 1. März 1943 nach Auschwitz deportiert, wo sie ermordet wurde. Bruno Waag wurde ins KZ Bergen-Belsen deportiert und konnte den Krieg überleben. |
| Uni Essen / Segerothstraße ·         | 4. Sep. 2009 | HIER LEBTE KARL WAAG JG. 1883 DEPORTIERT 1943 AUSCHWITZ ERMORDET                                                       |      | Karl Waag (* 31. August 1883 in Iserlohn), seine Frau Paula Waag (geborene Rosenberg; * 16. Juni 1883 in Unna) und ihr Sohn Kurt Waag (* 12. Dezember 1919 in Iserlohn) wurden im März 1943 ins KZ Auschwitz deportiert, wo sie an einem unbekannten Datum ermordet wurden. Laut Sterbeurkunde war Karl Waag Bankkaufmann. Sein Bruder Benno Waag wurde ins KZ Bergen-Belsen deportiert und konnte den Krieg überleben. |
| Uni Essen / Segerothstraße ·         | 4. Sep. 2009 | HIER LEBTE KURT WAAG JG. 1919 DEPORTIERT 1943 AUSCHWITZ ERMORDET                                                       |      | Karl Waag (* 31. August 1883 in Iserlohn), seine Frau Paula Waag (geborene Rosenberg; * 16. Juni 1883 in Unna) und ihr Sohn Kurt Waag (* 12. Dezember 1919 in Iserlohn) wurden im März 1943 ins KZ Auschwitz deportiert, wo sie an einem unbekannten Datum ermordet wurden. Laut Sterbeurkunde war Karl Waag Bankkaufmann. Sein Bruder Benno Waag wurde ins KZ Bergen-Belsen deportiert und konnte den Krieg überleben. |
| Uni Essen / Segerothstraße ·         | 4. Sep. 2009 | HIER LEBTE PAULA WAAG GEB. ROSENBERG JG. 1883 DEPORTIERT 1943 AUSCHWITZ ERMORDET                                       |      | Karl Waag (* 31. August 1883 in Iserlohn), seine Frau Paula Waag (geborene Rosenberg; * 16. Juni 1883 in Unna) und ihr Sohn Kurt Waag (* 12. Dezember 1919 in Iserlohn) wurden im März 1943 ins KZ Auschwitz deportiert, wo sie an einem unbekannten Datum ermordet wurden. Laut Sterbeurkunde war Karl Waag Bankkaufmann. Sein Bruder Benno Waag wurde ins KZ Bergen-Belsen deportiert und konnte den Krieg überleben. |

## Westviertel
| Adresse                     | Verlegedatum  | Inschrift/Name | Bild | Anmerkung |
| --------------------------- | ------------- | --- | ---- | --- |
| Friedrich-Ebert-Straße 55 · | 10. Nov. 2020 | HIER WOHNTE JULIUS DAVIDSOHN JG. 1879 DEPORTIERT 1942 IZBICA ERMORDET                                                                                  |      | Julius Davidsohn (* 7. November 1879 in Inowrocław) heiratete 1906 in Berlin Else Davidsohn (geborene Rosener; * 12. Oktober 1881 in Berlin), sie bekamen zwei Töchter und zogen 1918 in die Moltkestraße 8 in Essen. 1933 wanderte die jüngste Tochter über die Niederlande nach Frankreich aus. Etwas später zog die Familie in eine kleinere Wohnung in der Friedrich-Ebert-Straße 55. Während der Novemberpogrome 1938 wurden die Wohnung und Geschäftsräume der Familie geplündert und zerstört. Julius und Else Davidsohn wurden am 22. April 1942 nach Izbica deportiert und an einem unbekannten Datum ermordet. Die ältere Tochter Lotte Sarah Grüner (geborene Davidsohn; * 9. Juni 1907 in Berlin) schrieb laut Eintrag im Gedenkbuch eine Postkarte aus Izbica an ihre ältere Schwester. |
| Friedrich-Ebert-Straße 55 · | 10. Nov. 2020 | HIER WOHNTE ELSE DAVIDSOHN GEB. ROSENER JG. 1881 DEPORTIERT 1942 IZBICA ERMORDET                                                                       |      | Julius Davidsohn (* 7. November 1879 in Inowrocław) heiratete 1906 in Berlin Else Davidsohn (geborene Rosener; * 12. Oktober 1881 in Berlin), sie bekamen zwei Töchter und zogen 1918 in die Moltkestraße 8 in Essen. 1933 wanderte die jüngste Tochter über die Niederlande nach Frankreich aus. Etwas später zog die Familie in eine kleinere Wohnung in der Friedrich-Ebert-Straße 55. Während der Novemberpogrome 1938 wurden die Wohnung und Geschäftsräume der Familie geplündert und zerstört. Julius und Else Davidsohn wurden am 22. April 1942 nach Izbica deportiert und an einem unbekannten Datum ermordet. Die ältere Tochter Lotte Sarah Grüner (geborene Davidsohn; * 9. Juni 1907 in Berlin) schrieb laut Eintrag im Gedenkbuch eine Postkarte aus Izbica an ihre ältere Schwester. |
| Friedrich-Ebert-Straße 71 · | 10. Nov. 2020 | HIER WOHNTE HERMANN HAMACHER JG. 1886 IM WIDERSTAND / SPD 'SCHUTZHAFT' 1933 GEFÄNGNIS ESSEN FLUCHT 1933 HOLLAND TOT 15.5.1940 AMSTERDAM                |      | Hermann Hamacher (* 29. Januar 1886) war SPD-Mitglied und Chefredakteur der Partei-Zeitung „Volkswacht“. Er wurde am Tag der Reichstagswahl März 1933 für mehrere Wochen in „Schutzhaft“ genommen. Nach seiner Entlassung floh er in die Niederlande. Als die deutschen Truppen während des Westfeldzugs auch die Niederlande einnahmen, floh Hermann Hamacher in den Tod. Er starb am 14. Mai 1940 in Amsterdam. Es liegt ein weiterer Stolperstein für Hermann Hamacher in Essen-Altenessen. |
| Nordhofstraße 2 ·           | 4. Sep. 2009  | HIER WOHNTE NIKOLAUS FRANZ JG. 1912 IM WIDERSTAND/KJDV VERHAFTET 2.2.1935 VERURTEILT 'HOCHVERRAT' ZUCHTHAUS HERFORD 1937 BUCHENWALD ERMORDET 17.6.1940 |      | Der Stolperstein wurde am 29. Juli 2016 zum ersten Mal neu verlegt. Am 14. Dezember 2021 wurde der Stein nach monatelanger Bauphase an der Adresse mit einer aktualisierten Inschrift neu verlegt. |
| Segerothstraße 43 ·         | Juli 2005     | HIER WOHNTE HERMANN SPRENGER JG. 1893 ERMORDET 29.4.1940 IM KZ MAUTHAUSEN                                                                              |      | Hermann Sprenger (* 8. Mai 1894 in Düsseldorf) war Sohn eines Fabrikarbeiters und kam später mit seiner Familie nach Essen. Nach der Volksschule war er zunächst Laufjunge bei der Gussstahlfabrik Krupp, schloss dort eine Lehre als Dreher ab und war anschließend als Maschinist tätig. Im November 1915 wurde er zur Infanterie eingezogen und diente bis 1918 an der Westfront. Nach dem Ersten Weltkrieg wurde Sprenger als Dreher bei Krupp übernommen, 1921 allerdings aufgrund von Arbeitsmangel entlassen. Sprenger hat danach Gelegenheitsarbeiten angenommen, was zu sozialer Ausgrenzung führte und Sprenger schließlich zum Alkoholkonsum. Familienmitglieder gaben an, dass er sich aufgrund seiner Alkoholkrankheit häufig aggressiv und gewalttätig zeigte. Er wurde mehrfach bestraft wegen Diebstahls, Sachbeschädigung oder Unterschlagung. 1931 wurde Hermann Sprenger entmündigt, 1933 und 1934 wurde er gegen seinen Willen in die Arbeitsanstalt Brauweiler bei Köln eingewiesen. Obwohl Sprenger als nicht politisch galt, wurde er im August 1935 festgenommen, da er auf der Straße kommunistische Reden gehalten hatte. Das Verfahren wegen „Vorbereitung zum Hochverrat“ wurde 1937 mit einer vierwöchigen Haftstrafe wegen Groben Unfugs eingestellt, da man in ihm keinen politischen Aktivisten sah. Der Essener Amtsarzt beantragte 1937 beim Erbgesundheitsgericht die Sterilisation Hermann Sprengers wegen „schwerem Alkoholismus“. Der Beschluss erfolgte im Februar 1938 positiv und zwei Wochen später wurde der Eingriff in den Städtischen Krankenanstalten Essen an Sprenger vorgenommen. Im Dezember 1938 wurde er abermals festgenommen aufgrund seiner staatsfeindlichen Ausrufe während seiner Trunkenheit, diesmal wurde er nach dem Heimtückegesetz angeklagt. Am 2. Juni 1939 verhandelte ein Sondergericht und verurteilte ihn zu acht Monaten Freiheitsstrafe mit anschließender Sicherheitsverwahrung in einer Trinkerheilanstalt, der Pflegeanstalt Bedburg-Hau. Im März 1940 wurden 1.742 Menschen aus Bedburg-Hau verschleppt, um dort Platz für ein Marinereservelazarett zu schaffen. Hermann Sprenger wurde am 11. März 1940 in die Pflegeanstalt Waldheim aufgenommen und am 4. April 1940 mit einem Sammeltransport weiter verlegt. Am 28. Juni 1940 wurden seine sterblichen Überreste auf dem Parkfriedhof in Essen beigesetzt. |
| Turmstraße 17 ·             | 21. Nov. 2016 | HIER WOHNTE ARON LEIB STEUER JG. 1900 'POLENAKTION' 1938 BENTSCHEN/ZBASZYN VERHAFTET OKT. 1939 DACHAU, BUCHENWALD RAVENSBRÜCK ERMORDET 7.8.1942 DACHAU |      | Aaron Leib Steuer (* 21. November 1900 in Dźwiniacz Dolny, Polen) und seine Frau Klara Steuer (geborene Fahn; * 18. Februar 1904 in Stanisławów, Polen) hatten drei Töchter: Dora (* 1927), Berta (* 1929) und Taube (* 1936). Klara Steuer litt an einer Wochenbettdepression und war vom 5. Mai 1938 bis zum 26. August 1940 wegen „einer Psychose mit Halbseitenlähmung“ zunächst in der Pflegeanstalt Düsseldorf-Grafenberg. Von dort kam sie zunächst in die Pflegeanstalt Andernach und wurde am 11. Februar 1941 in die „Pflege- und Heilanstalt Hadamar“ transportiert, wo sie in der „Aktion T4“ ermordet wurde. Aaron Steuers Töchter wohnten ab 1938 in Kinderheimen und konnten Anfang der 1940er Jahre auswandern. Aaron Leib Steuer wurde im Oktober 1938 im Zuge der „Polenaktion“ nach Bentschen in Polen abgeschoben. Am 4. Mai 1939 kehrte er nach Essen zurück, am 28. Oktober 1939 wurde er verhaftet und ins KZ Buchenwald deportiert. Am 13. März 1942 kam er von dort ins KZ Ravensbrück und von dort am 22. Juli 1942 ins KZ Dachau, wo er am 7. August 1942 ermordet wurde. |
| Turmstraße 17 ·             | 21. Nov. 2016 | HIER WOHNTE KLARA STEUER GEB. FAHN JG. 1904 SEIT 1938 VERSCHIEDENE HEILANSTALTEN 'VERLEGT' 11.2.1941 HADAMAR ERMORDET 11.2.1941 'AKTION T4'            |      | Aaron Leib Steuer (* 21. November 1900 in Dźwiniacz Dolny, Polen) und seine Frau Klara Steuer (geborene Fahn; * 18. Februar 1904 in Stanisławów, Polen) hatten drei Töchter: Dora (* 1927), Berta (* 1929) und Taube (* 1936). Klara Steuer litt an einer Wochenbettdepression und war vom 5. Mai 1938 bis zum 26. August 1940 wegen „einer Psychose mit Halbseitenlähmung“ zunächst in der Pflegeanstalt Düsseldorf-Grafenberg. Von dort kam sie zunächst in die Pflegeanstalt Andernach und wurde am 11. Februar 1941 in die „Pflege- und Heilanstalt Hadamar“ transportiert, wo sie in der „Aktion T4“ ermordet wurde. Aaron Steuers Töchter wohnten ab 1938 in Kinderheimen und konnten Anfang der 1940er Jahre auswandern. Aaron Leib Steuer wurde im Oktober 1938 im Zuge der „Polenaktion“ nach Bentschen in Polen abgeschoben. Am 4. Mai 1939 kehrte er nach Essen zurück, am 28. Oktober 1939 wurde er verhaftet und ins KZ Buchenwald deportiert. Am 13. März 1942 kam er von dort ins KZ Ravensbrück und von dort am 22. Juli 1942 ins KZ Dachau, wo er am 7. August 1942 ermordet wurde. |

## Südviertel
| Adresse                                    | Verlegedatum  | Inschrift/Name | Bild | Anmerkung |
| ------------------------------------------ | ------------- | --- | ---- | --- |
| Brunnenstraße 55 ·                         | 23. Mai 2018  | HIER WOHNTE EMIL KATZ JG. 1892 'SCHUTZHAFT' 1938 DACHAU DEPORTIERT 1941 ŁODZ/LITZMANNSTADT ERMORDET 11.7.1944 CHELMNO/KULMHOF                                                                 |      | Emil Katz (* 16. August 1892 in Züschen) heiratete in Köln am 3. November 1924 Anna Amalie „Änne“ Katz (geborene Mendel; * 17. März 1902 in Köln). Gemeinsam zogen sie am 20. November 1924 nach Essen in die Frohnhauser Straße 272 und bekamen ihre Tochter Anneliese Katz (verheiratete Ranasinghe; * 2. Oktober 1925 in Essen). Zwischen 1926 und 1936 wohnte die Familie in der Rüttenscheider Straße 26, bevor sie in die Mackensenstraße, heutige Brunnenstraße 55 zogen. Emil Katz hatte als Soldat im Ersten Weltkrieg gekämpft. Nach der Machtergreifung 1933 erwog Änne Katz die Auswanderung, was ihr Mann Emil Katz strikt abgelehnte, da er sich zutiefst mit Deutschland verbunden fühlte. Änne Katz musste für den Unterhalt der Familie sorgen, nachdem die Fabrik für Sanitärartikel ihres Manns aufgelöst wurde. Emil Katz wurde in den Novemberpogromen 1938 verhaftet und in das KZ Dachau verschleppt, aus dem er im Dezember 1938 zurückkehrte. Danach bemühte sich die Familie nun doch um eine Ausreise, zunächst wurde die Tochter Anneliese Katz zu einer Tante in England geschickt. Eine Ausreise für Emil und Änne Katz war nicht mehr möglich, sie wurden am 27. Oktober 1941 ins Ghetto Litzmannstadt deportiert, aus dem heraus Änne Katz mit ihrer Halbschwester Lotte in Düsseldorf noch Postkarten austauschte und sich nach ihrer Mutter Paula Heiser, verwitwete Mendel und geborene Stern, erkundigte. Die Mutter wurde am 30. Oktober 1941 von Köln ebenfalls ins Ghetto Litzmannstadt deportiert und am 12. September 1942 im Vernichtungslager Kulmhof ermordet. Emil und Änne Katz wurden am 11. Juli 1944 im Vernichtungslager Kulmhof ermordet. Anneliese Katz zog mit ihrem Mann nach Colombo, Sri Lanka und studierte Journalismus. Sie schrieb Kurzgeschichten, Gedichte und Hörspiele, in denen sie auch die Erlebnisse in der Zeit des Nationalsozialismus verarbeitete. Nach dem Tod ihres Mannes 1981 besuchte sie 1983 Essen. 1985 produzierte der WDR mit ihr den Dokumentarfilm Heimsuchung – Anne Ranasinghe’s Konfrontation mit den Deutschen. Anne Ranasinghe starb am 17. Dezember 2016 in Colombo im Kreise ihrer Familie. |
| Brunnenstraße 55 ·                         | 23. Mai 2018  | HIER WOHNTE ÄNNE KATZ GEB. MENDEL JG. 1902 DEPORTIERT 1941 ŁODZ/LITZMANNSTADT ERMORDET 11.7.1944 CHELMNO/KULMHOF                                                                              |      | Emil Katz (* 16. August 1892 in Züschen) heiratete in Köln am 3. November 1924 Anna Amalie „Änne“ Katz (geborene Mendel; * 17. März 1902 in Köln). Gemeinsam zogen sie am 20. November 1924 nach Essen in die Frohnhauser Straße 272 und bekamen ihre Tochter Anneliese Katz (verheiratete Ranasinghe; * 2. Oktober 1925 in Essen). Zwischen 1926 und 1936 wohnte die Familie in der Rüttenscheider Straße 26, bevor sie in die Mackensenstraße, heutige Brunnenstraße 55 zogen. Emil Katz hatte als Soldat im Ersten Weltkrieg gekämpft. Nach der Machtergreifung 1933 erwog Änne Katz die Auswanderung, was ihr Mann Emil Katz strikt abgelehnte, da er sich zutiefst mit Deutschland verbunden fühlte. Änne Katz musste für den Unterhalt der Familie sorgen, nachdem die Fabrik für Sanitärartikel ihres Manns aufgelöst wurde. Emil Katz wurde in den Novemberpogromen 1938 verhaftet und in das KZ Dachau verschleppt, aus dem er im Dezember 1938 zurückkehrte. Danach bemühte sich die Familie nun doch um eine Ausreise, zunächst wurde die Tochter Anneliese Katz zu einer Tante in England geschickt. Eine Ausreise für Emil und Änne Katz war nicht mehr möglich, sie wurden am 27. Oktober 1941 ins Ghetto Litzmannstadt deportiert, aus dem heraus Änne Katz mit ihrer Halbschwester Lotte in Düsseldorf noch Postkarten austauschte und sich nach ihrer Mutter Paula Heiser, verwitwete Mendel und geborene Stern, erkundigte. Die Mutter wurde am 30. Oktober 1941 von Köln ebenfalls ins Ghetto Litzmannstadt deportiert und am 12. September 1942 im Vernichtungslager Kulmhof ermordet. Emil und Änne Katz wurden am 11. Juli 1944 im Vernichtungslager Kulmhof ermordet. Anneliese Katz zog mit ihrem Mann nach Colombo, Sri Lanka und studierte Journalismus. Sie schrieb Kurzgeschichten, Gedichte und Hörspiele, in denen sie auch die Erlebnisse in der Zeit des Nationalsozialismus verarbeitete. Nach dem Tod ihres Mannes 1981 besuchte sie 1983 Essen. 1985 produzierte der WDR mit ihr den Dokumentarfilm Heimsuchung – Anne Ranasinghe’s Konfrontation mit den Deutschen. Anne Ranasinghe starb am 17. Dezember 2016 in Colombo im Kreise ihrer Familie. |
| Brunnenstraße 55 ·                         | 23. Mai 2018  | HIER WOHNTE ANNELIESE KATZ VERH. RANASINGHE JG. 1925 KINDERTRANSPORT 1939 ENGLAND |      | Emil Katz (* 16. August 1892 in Züschen) heiratete in Köln am 3. November 1924 Anna Amalie „Änne“ Katz (geborene Mendel; * 17. März 1902 in Köln). Gemeinsam zogen sie am 20. November 1924 nach Essen in die Frohnhauser Straße 272 und bekamen ihre Tochter Anneliese Katz (verheiratete Ranasinghe; * 2. Oktober 1925 in Essen). Zwischen 1926 und 1936 wohnte die Familie in der Rüttenscheider Straße 26, bevor sie in die Mackensenstraße, heutige Brunnenstraße 55 zogen. Emil Katz hatte als Soldat im Ersten Weltkrieg gekämpft. Nach der Machtergreifung 1933 erwog Änne Katz die Auswanderung, was ihr Mann Emil Katz strikt abgelehnte, da er sich zutiefst mit Deutschland verbunden fühlte. Änne Katz musste für den Unterhalt der Familie sorgen, nachdem die Fabrik für Sanitärartikel ihres Manns aufgelöst wurde. Emil Katz wurde in den Novemberpogromen 1938 verhaftet und in das KZ Dachau verschleppt, aus dem er im Dezember 1938 zurückkehrte. Danach bemühte sich die Familie nun doch um eine Ausreise, zunächst wurde die Tochter Anneliese Katz zu einer Tante in England geschickt. Eine Ausreise für Emil und Änne Katz war nicht mehr möglich, sie wurden am 27. Oktober 1941 ins Ghetto Litzmannstadt deportiert, aus dem heraus Änne Katz mit ihrer Halbschwester Lotte in Düsseldorf noch Postkarten austauschte und sich nach ihrer Mutter Paula Heiser, verwitwete Mendel und geborene Stern, erkundigte. Die Mutter wurde am 30. Oktober 1941 von Köln ebenfalls ins Ghetto Litzmannstadt deportiert und am 12. September 1942 im Vernichtungslager Kulmhof ermordet. Emil und Änne Katz wurden am 11. Juli 1944 im Vernichtungslager Kulmhof ermordet. Anneliese Katz zog mit ihrem Mann nach Colombo, Sri Lanka und studierte Journalismus. Sie schrieb Kurzgeschichten, Gedichte und Hörspiele, in denen sie auch die Erlebnisse in der Zeit des Nationalsozialismus verarbeitete. Nach dem Tod ihres Mannes 1981 besuchte sie 1983 Essen. 1985 produzierte der WDR mit ihr den Dokumentarfilm Heimsuchung – Anne Ranasinghe’s Konfrontation mit den Deutschen. Anne Ranasinghe starb am 17. Dezember 2016 in Colombo im Kreise ihrer Familie. |
| Eckhaus Baedekerstraße 5 ·                 | 1. Juli 2005  | HIER WOHNTE HERMANN KAMINSKI JG. 1873 DEPORTIERT 1941 ŁODZ ERMORDET 5.5.1942 |      | Hermann Kaminski (* 26. November 1873 in Ludwigsdorf) wurde am 27. Oktober 1941 ins Ghetto Litzmannstadt deportiert, wo er am 5. Mai 1942 ermordet wurde. Seine Schwestern Berta (* 19. Dezember 1865) und Paula (verheiratete Littauer; * 8. März 1870) sowie sein Bruder Leopold (* 6. Mai 1875) haben den Krieg ebenfalls nicht überlebt. Allein seine Schwester Rosalie (verheiratete Meißner; * 15. Februar 1872) überlebte den Zweiten Weltkrieg und starb 1957. |
| Ernst-Schmidt-Platz 1 ·                    | 7. Juli 2006  | HIER LEHRTE NELLI NEUMANN JG. 1886 DEPORTIERT 1941 ERMORDET IN MINSK |      | Nelli Neumann (* 3. Januar 1886 in Breslau) war Tochter evangelischer Christen jüdischer Abstammung. Sie wurde von ihrem Vater erzogen und gefördert, da ihre Mutter bereits 1888 starb. In der Schule zeigte sich Nelli Neumanns mathematische Begabung, die schließlich zum Studium der Mathematik und Physik an der Universität Breslau führte. Ende 1911 verlobten sich Nelli Neumann und Richard Courant und 1912 zog das Ehepaar nach Göttingen. 1914 wurde Richard Courant während des Ersten Weltkriegs zum Dienst eingezogen. Als er 1916 verwundet im Militärkrankenhaus in Essen lag, besuchte Nelli ihn und bat um die Scheidung, die am 16. Februar 1916 rechtskräftig wurde. Nelli Neumann nahm ihren Mädchennamen an und zog 1918 nach Essen, wo sie von 1919 bis 1933 an der Luisenschule Essen Studienrätin in den Fächern Mathematik, Physik und Chemie wurde. 1933 wurde Nelli Neumann mit Berufsverbot belegt und unverzüglich aus dem Dienst entlassen. Nachdem sich Pfarrer Friedrich Wilhelm Graeber kritisch über den Nationalsozialismus geäußert hatte und Hausverbot in der Pauluskirche bekam, konnte sich die Gemeinde, zu der auch Nelli Neumann gehörte, nur noch in Privathäusern treffen. Viele ehemalige Kolleginnen und Schülerinnen hielten auch nach 1933 weiter Kontakt zu Nelli Neumann. Am 10. November 1941 wurde Nelli Neumann ins Ghetto Minsk deportiert. Zuvor hatten sich ihre Kirchengemeinde und ehemalige Kollegen von ihr verabschiedet. Sie wurde von Freunden und ehemaligen Schülerinnen zum Bahnsteig begleitet. Im Dezember 1941 erhielt der Religionslehrer Dr. Böhmer noch eine Karte von Nelli Neumann. Im Sommer 1942 gab Pfarrer Graeber der Gemeinde bekannt, dass Nelli Neumann ermordet wurde. In der Raumertstraße 55 in Essen-Frohnhausen ist die Nelli-Neumann-Schule nach ihr benannt. |
| Helbingstraße 70 ·                         | 20. Okt. 2022 | HIER WOHNTE JOHANNA KIRSCHSTEIN GEB. KIEWE JG. 1890 DEPORTIERT 1941 MINSK ERMORDET |      | Max Kirschstein (* 18. Februar 1875 in Berlin) hat bis zum Ersten Weltkrieg als Kunsthistoriker und Literaturwissenschaftler an der Universität in Siena gearbeitet. Er zog mit seiner Frau Johanna Kirschstein (geb. Kiewe; * 5. Juni 1890 in Gollub) nach Essen und arbeitete dort als Archivar im Bankhaus Hirschland sowie freiberuflich als Autor für verschiedene Zeitungen. Nach der Machtergreifung 1933 musste er seine Tätigkeit als Autor niederlegen, 1938 verlor er nach der „Arisierung“ der Hirschland Bank auch die Anstellung als Archivar. Er starb am 10. Januar 1939 an den Folgen der Demütigungen und Verfolgung nach den Novemberpogromen. Im Herbst 1940 musste seine Witze Johanna zunächst in ein „Judenhaus“ in der Hufelandstraße, später in die Pettenkoferstraße umziehen. Am 10. November 1941 wurde sie ins Ghetto Minsk deportiert wo sie an einem unbekannten Datum ermordet wurde. |
| Helbingstraße 70 ·                         | 20. Okt. 2022 | HIER WOHNTE MAX KIRSCHSTEIN JG. 1875 GEDEMÜTIGT/ENTRECHTET TOT 10. JAN. 1939 |      | Max Kirschstein (* 18. Februar 1875 in Berlin) hat bis zum Ersten Weltkrieg als Kunsthistoriker und Literaturwissenschaftler an der Universität in Siena gearbeitet. Er zog mit seiner Frau Johanna Kirschstein (geb. Kiewe; * 5. Juni 1890 in Gollub) nach Essen und arbeitete dort als Archivar im Bankhaus Hirschland sowie freiberuflich als Autor für verschiedene Zeitungen. Nach der Machtergreifung 1933 musste er seine Tätigkeit als Autor niederlegen, 1938 verlor er nach der „Arisierung“ der Hirschland Bank auch die Anstellung als Archivar. Er starb am 10. Januar 1939 an den Folgen der Demütigungen und Verfolgung nach den Novemberpogromen. Im Herbst 1940 musste seine Witze Johanna zunächst in ein „Judenhaus“ in der Hufelandstraße, später in die Pettenkoferstraße umziehen. Am 10. November 1941 wurde sie ins Ghetto Minsk deportiert wo sie an einem unbekannten Datum ermordet wurde. |
| Isenbergstraße 3 ·                         | 28. Feb. 2014 | HIER WOHNTE MAX FRANK JG. 1879 FLUCHT 1939 BELGIEN INTERNIERT MECHELEN DEPORTIERT 1942 COSEL ORGANISATION SCHMELT SCHICKSAL UNBEKANNT                                                         |      | Max Frank (* 22. Juni 1879 in Lingen) floh 1939 nach Belgien. Nachdem während des Westfeldzugs 1940 Deutschland auch Belgien überfallen hatte, wurde Max Frank im SS-Sammellager Mecheln interniert. Laut Gedenkbuch des Deutschen Bundesarchivs wurde Max Frank danach im Arbeitslager Blechhammer nahe Koźle interniert. Laut Transportliste wurde er am 8. September 1942 von Mecheln ins KZ Auschwitz-Birkenau transportiert, wo er ermordet wurde. |
| Isenbergstraße 3 ·                         | 28. Feb. 2014 | HIER WOHNTE MAGDA FRANK GEB. NETER JG. 1888 FLUCHT 1939 HOLLAND INTERNIERT WESTERBORK DEPORTIERT 1943 AUSCHWITZ ERMORDET 12.2.1943                                                            |      | Magda Frank (geborene Neter; * 9. August 1888 in Bentheim) war die Tochter von Friedmann und Berta Neter (geborene Cohen). Die Familie hatte sechs Kinder. Magda und ihre Zwillingsschwester Jenni haben Bentheim jeweils nach ihrer Heirat verlassen. Über beide Schwestern ist nicht mehr bekannt. Am 9. Februar 1943 wurden Magda Frank und ihre Zwillingsschwester Jenni Heijmann ins KZ Auschwitz-Birkenau transportiert, wo sie am 12. Februar 1943 ermordet wurden. Familie Neter war in Bad Bentheim eine angesehene Bürgerfamilie. Für Magda Frank und Jenni Heijmann wurden dort im Jahr 2006 Stolpersteine verlegt. |
| Kronprinzenstraße 24 ·                     | 20. Okt. 2022 | HIER ARBEITETE DR. HERMANN BACH JG. 1875 ZWANGSRUHESTAND 1935 UNFREIWILLIG VERZOGEN 1936 BERLIN DEPORTIERT 1942 VERHAFTET 7.1.1944 LAGER GR. HAMBURGER STR. TOT 7.1.1944 UMSTÄNDE NIE GEKLÄRT |      | Dr. Hermann Bach (* 22. März 1875 in Lemberg) studierte Chemie in Würzburg und Breslau. Nachdem er 1901 promovierte, arbeitete er zunächst in der Zuckerindustrie, bevor er 1907 der Emschergenossenschaft beitrat. Ursprünglich war Bach Sohn einer jüdischen Familie, allerdings konvertierte er zu dieser Zeit zur evangelischen Konfession. Er trug maßgeblich zur Verbesserung der Abwasserentsorgung bei, erhielt 15 Verfahrenspatentierungen und war ab 1919 Oberchemiker bei der Emschergenossenschaft. Er entwickelte den „Emscherfilter“ und war Gründungsmitglied der Fachgruppe Wasserchemie im „Verein Deutscher Chemiker“. Dieser Verein diente unter anderem auch dem Austausch technischer Verfahren und der Vernetzung, dazu gab Bach die regelmäßig erscheinende Fachzeitschrift „Vom Wasser“ heraus. Er wurde im Alter von 60 Jahren zum 31. Dezember 1935 unfreiwillig in den Ruhestand versetzt. Dabei berief man sich auf §4 Abs. 2 der „1. Verordnung zum Reichsbürgergesetz“: „Jüdische Beamte treten mit Ablauf des 31. Dezember 1935 in den Ruhestand. [...]“ Aufgrund seines Kriegsdienstes während des Ersten Weltkriegs gestand man ihm seine Dienstbezüge bis zum 65. Lebensjahr zu, allerdings musste er die Dienstwohnung räumen und zog 1936 nach Berlin. 1938 wurde Herman Bach mit der Namensänderungsverordnung gezwungen den zusätzlichen Vornamen „Israel“ zu nutzen. Anfang 1943 wurde Hermann Bach während der sogenannten „Fabrikaktion“ in Berlin verhaftet, kam danach aber durch seine Ehefrau wieder frei. Im Januar 1944 begann die Deportation von Juden aus „aufgelösten Mischehen“. Obwohl Bachs Ehe nicht aufgelöst war, wurde er am 7. Januar 1944 verhaftet und ins Sammellager Große Hamburger Straße gebracht wo er am gleichen Tag ermordet wurde. Seine Frau war bereits schwer erkrankt und starb am 2. April 1944, ihre drei Töchter konnten 1948 in die USA fliehen. Die Verlegung des Stolpersteins am 20. Oktober 2022 vor dem Gebäude der Emschergenossenschaft erfolgte in Anwesenheit von Verwandten und des Oberbürgermeisters Thomas Kufen. Verwandte in den USA konnten die Verlegung via Livestream verfolgen. In der Hauptverwaltung des Ruhrverbands an der Kronprinzenstraße in Essen wurde eine Gedenktafel errichtet. Aufgrund der Umstände konnte 1944 kein Grabstein für Hermann Bach auf dem Friedhof in Berlin-Weißensee errichtet werden. Mit Entschluss vom Sommer 2021 stiftet die Emschergenossenschaft und Lippeverband diesen Grabstein. |
| Max-Fiedler-Straße 21 ·                    | 8. Dez. 2018  | HIER WOHNTE GÜNTER VOGEL JG. 1925 KINDERTRANSPORT 1938 HOLLAND INTERNIERT WESTERBORK DEPORTIERT 1942 ERMORDET IN AUSCHWITZ                                                                    |      | Helene Vogel (geborene Kosses; * 20. Juni 1888 in Quakenbrück) war verheiratet mit Sally Vogel (* 24. April 1876). Das Ehepaar zog 1923 in die Berliner Straße und bekam einen Sohn: Günter Vogel (* 30. Juli 1925 in Essen). Sally Vogel starb am 6. Oktober 1925. Helene Vogel zog in den folgenden Jahren mehrfach um und wohnte schließlich in der Max-Fiedler-Straße 21. Im Dezember 1938 kam Günter Vogel mit 13 Jahren durch einen Kindertransport in die Niederlande, Helene Vogel konnte am 13. Juni 1939 nach England ausreisen. Günter Vogel sollte mit einem Kindertransport nach England folgen. Da die Niederlande kurz nach Beginn des Westfeldzugs 1940 von Deutschland besetzt war, wurde Günter Vogel zunächst im Durchgangslager Westerbork interniert, bevor er am 31. August 1942 ins KZ Auschwitz deportiert wurde, wo er einige Wochen später ermordet wurde. |
| Max-Fiedler-Straße 21 ·                    | 8. Dez. 2018  | HIER WOHNTE HELENE VOGEL GEB. KOSSES JG. 1888 FLUCHT 1939 ENGLAND |      | Helene Vogel (geborene Kosses; * 20. Juni 1888 in Quakenbrück) war verheiratet mit Sally Vogel (* 24. April 1876). Das Ehepaar zog 1923 in die Berliner Straße und bekam einen Sohn: Günter Vogel (* 30. Juli 1925 in Essen). Sally Vogel starb am 6. Oktober 1925. Helene Vogel zog in den folgenden Jahren mehrfach um und wohnte schließlich in der Max-Fiedler-Straße 21. Im Dezember 1938 kam Günter Vogel mit 13 Jahren durch einen Kindertransport in die Niederlande, Helene Vogel konnte am 13. Juni 1939 nach England ausreisen. Günter Vogel sollte mit einem Kindertransport nach England folgen. Da die Niederlande kurz nach Beginn des Westfeldzugs 1940 von Deutschland besetzt war, wurde Günter Vogel zunächst im Durchgangslager Westerbork interniert, bevor er am 31. August 1942 ins KZ Auschwitz deportiert wurde, wo er einige Wochen später ermordet wurde. |
| Moltkestraße 28 ·                          | 20. Sep. 2004 | HIER WOHNTE FRIDA LEVY GEB. STERN JG. 1881 DEPORTIERT 1942 ERMORDET IN RIGA |      | siehe Stolperstein Frida Levy (Varnhorststraße) |
| Moltkestraße 28 ·                          | 2. Mai 2025   | HIER WOHNTE DR. FRITZ LEVY JG. 1874 MITGLIED SPD SCHUTZHAFT 1933 POLIZEIGEFÄNGNIS ESSEN AUFLAGE ESSEN ZU VERLASSEN BERUFSVERBOT 1933 TOT 7. MAI 1936 WUPPERTAL                                |      | Fritz Levy heiratete am 29. März 1901 Frida Levy geb. Stern. Sie hatten vier gemeinsame Kinder. Fritz Levy wohnte mit seiner Familie in der Moltkestraße 28. Er war engagiertes Mitglied im Rat der Stadt Essen. Als Jude, Verfechter der Demokratie und Sozialdemokrat war er ein Feindbild der extremen Rechten. 1933 wurde er aufgrund seiner Mitgliedschaft in der SPD festgenommen und anschließend der Stadt verwiesen, weshalb die Familie nach Wuppertal zog. |
| Mozartstraße 4 ·                           | 8. Okt. 2020  | HIER WOHNTE EVA LOTTE ROSENDAHL JG. 1925 KINDERTRANSPORT 1939 ENGLAND |      | Hermann Rosendahl (* 1. Juli 1880 in Mastholte), Sohn von Leopold und Lina geborene Stern, Bruder von Max Rosendahl, gründete in der Bachstraße 5–7 in Essen ein Möbelgeschäft und 1917 eine Möbelfabrik in Essen-Kray. 1919 heiratete er Elisabeth „Else“ Stern (* 25. Juni 1896 in Essen), Tochter von Salomon „Sally“ und Ottilie Stern. 1920 zogen sie in das Einfamilienhaus Mozartstraße 4. Sie bekamen drei Kinder: Hans (* 21. September 1920), Gerd Peter (* 3. Februar 1922) und Eva Lotte (* 28. Juli 1925). 1929 nutze Hermann Rosendahl das siebenstöckige „RoBa-Haus“ als Verkaufs- und Ausstellungsraum, benannt nach der Möbelfirma Rosendahl & Bachrach. Im Laufe der 1930er Jahre verschlechterte sich die wirtschaftliche Lage der Familie aufgrund der politischen Situation, 1938 wurde das Unternehmen zwangsverkauft und die drei Kinder schließlich ins Ausland geschickt. Hermann und Elisabeth mussten in ein sogenanntes „Judenhaus“ in der Brahmsstraße 10 umziehen. Am 22. April 1942 wurden Hermann und Elisabeth Rosendahl nach Izbica deportiert, wo sie an einem unbekannten Datum ermordet wurden. Am 22. Juni 2021 wurden Stolpersteine für Hermann Rosendahl und seine Geschwister Jenni und Alfred in Rietberg verlegt. |
| Mozartstraße 4 ·                           | 8. Okt. 2020  | HIER WOHNTE GERD PETER ROSENDAHL JG. 1922 MIT HILFE FLUCHT 1938 PALÄSTINA |      | Hermann Rosendahl (* 1. Juli 1880 in Mastholte), Sohn von Leopold und Lina geborene Stern, Bruder von Max Rosendahl, gründete in der Bachstraße 5–7 in Essen ein Möbelgeschäft und 1917 eine Möbelfabrik in Essen-Kray. 1919 heiratete er Elisabeth „Else“ Stern (* 25. Juni 1896 in Essen), Tochter von Salomon „Sally“ und Ottilie Stern. 1920 zogen sie in das Einfamilienhaus Mozartstraße 4. Sie bekamen drei Kinder: Hans (* 21. September 1920), Gerd Peter (* 3. Februar 1922) und Eva Lotte (* 28. Juli 1925). 1929 nutze Hermann Rosendahl das siebenstöckige „RoBa-Haus“ als Verkaufs- und Ausstellungsraum, benannt nach der Möbelfirma Rosendahl & Bachrach. Im Laufe der 1930er Jahre verschlechterte sich die wirtschaftliche Lage der Familie aufgrund der politischen Situation, 1938 wurde das Unternehmen zwangsverkauft und die drei Kinder schließlich ins Ausland geschickt. Hermann und Elisabeth mussten in ein sogenanntes „Judenhaus“ in der Brahmsstraße 10 umziehen. Am 22. April 1942 wurden Hermann und Elisabeth Rosendahl nach Izbica deportiert, wo sie an einem unbekannten Datum ermordet wurden. Am 22. Juni 2021 wurden Stolpersteine für Hermann Rosendahl und seine Geschwister Jenni und Alfred in Rietberg verlegt. |
| Mozartstraße 4 ·                           | 8. Okt. 2020  | HIER WOHNTE HANS ROSENDAHL JG. 1920 MIT HILFE FLUCHT 1938 PALÄSTINA |      | Hermann Rosendahl (* 1. Juli 1880 in Mastholte), Sohn von Leopold und Lina geborene Stern, Bruder von Max Rosendahl, gründete in der Bachstraße 5–7 in Essen ein Möbelgeschäft und 1917 eine Möbelfabrik in Essen-Kray. 1919 heiratete er Elisabeth „Else“ Stern (* 25. Juni 1896 in Essen), Tochter von Salomon „Sally“ und Ottilie Stern. 1920 zogen sie in das Einfamilienhaus Mozartstraße 4. Sie bekamen drei Kinder: Hans (* 21. September 1920), Gerd Peter (* 3. Februar 1922) und Eva Lotte (* 28. Juli 1925). 1929 nutze Hermann Rosendahl das siebenstöckige „RoBa-Haus“ als Verkaufs- und Ausstellungsraum, benannt nach der Möbelfirma Rosendahl & Bachrach. Im Laufe der 1930er Jahre verschlechterte sich die wirtschaftliche Lage der Familie aufgrund der politischen Situation, 1938 wurde das Unternehmen zwangsverkauft und die drei Kinder schließlich ins Ausland geschickt. Hermann und Elisabeth mussten in ein sogenanntes „Judenhaus“ in der Brahmsstraße 10 umziehen. Am 22. April 1942 wurden Hermann und Elisabeth Rosendahl nach Izbica deportiert, wo sie an einem unbekannten Datum ermordet wurden. Am 22. Juni 2021 wurden Stolpersteine für Hermann Rosendahl und seine Geschwister Jenni und Alfred in Rietberg verlegt. |
| Mozartstraße 4 ·                           | 8. Okt. 2020  | HIER WOHNTE HERMANN ROSENDAHL JG. 1880 DEPORTIERT 1942 TRANSIT-GHETTO IZBICA ERMORDET |      | Hermann Rosendahl (* 1. Juli 1880 in Mastholte), Sohn von Leopold und Lina geborene Stern, Bruder von Max Rosendahl, gründete in der Bachstraße 5–7 in Essen ein Möbelgeschäft und 1917 eine Möbelfabrik in Essen-Kray. 1919 heiratete er Elisabeth „Else“ Stern (* 25. Juni 1896 in Essen), Tochter von Salomon „Sally“ und Ottilie Stern. 1920 zogen sie in das Einfamilienhaus Mozartstraße 4. Sie bekamen drei Kinder: Hans (* 21. September 1920), Gerd Peter (* 3. Februar 1922) und Eva Lotte (* 28. Juli 1925). 1929 nutze Hermann Rosendahl das siebenstöckige „RoBa-Haus“ als Verkaufs- und Ausstellungsraum, benannt nach der Möbelfirma Rosendahl & Bachrach. Im Laufe der 1930er Jahre verschlechterte sich die wirtschaftliche Lage der Familie aufgrund der politischen Situation, 1938 wurde das Unternehmen zwangsverkauft und die drei Kinder schließlich ins Ausland geschickt. Hermann und Elisabeth mussten in ein sogenanntes „Judenhaus“ in der Brahmsstraße 10 umziehen. Am 22. April 1942 wurden Hermann und Elisabeth Rosendahl nach Izbica deportiert, wo sie an einem unbekannten Datum ermordet wurden. Am 22. Juni 2021 wurden Stolpersteine für Hermann Rosendahl und seine Geschwister Jenni und Alfred in Rietberg verlegt. |
| Mozartstraße 4 ·                           | 8. Okt. 2020  | HIER WOHNTE ELISABETH ROSENDAHL GEB. STERN JG. 1896 DEPORTIERT 1942 TRANSIT-GHETTO IZBICA ERMORDET                                                                                            |      | Hermann Rosendahl (* 1. Juli 1880 in Mastholte), Sohn von Leopold und Lina geborene Stern, Bruder von Max Rosendahl, gründete in der Bachstraße 5–7 in Essen ein Möbelgeschäft und 1917 eine Möbelfabrik in Essen-Kray. 1919 heiratete er Elisabeth „Else“ Stern (* 25. Juni 1896 in Essen), Tochter von Salomon „Sally“ und Ottilie Stern. 1920 zogen sie in das Einfamilienhaus Mozartstraße 4. Sie bekamen drei Kinder: Hans (* 21. September 1920), Gerd Peter (* 3. Februar 1922) und Eva Lotte (* 28. Juli 1925). 1929 nutze Hermann Rosendahl das siebenstöckige „RoBa-Haus“ als Verkaufs- und Ausstellungsraum, benannt nach der Möbelfirma Rosendahl & Bachrach. Im Laufe der 1930er Jahre verschlechterte sich die wirtschaftliche Lage der Familie aufgrund der politischen Situation, 1938 wurde das Unternehmen zwangsverkauft und die drei Kinder schließlich ins Ausland geschickt. Hermann und Elisabeth mussten in ein sogenanntes „Judenhaus“ in der Brahmsstraße 10 umziehen. Am 22. April 1942 wurden Hermann und Elisabeth Rosendahl nach Izbica deportiert, wo sie an einem unbekannten Datum ermordet wurden. Am 22. Juni 2021 wurden Stolpersteine für Hermann Rosendahl und seine Geschwister Jenni und Alfred in Rietberg verlegt. |
| Richard-Wagner-Straße 12 ·                 | 20. Okt. 2022 | HIER WOHNTE BERL CUSSEL JG. 1941 DEPORTIERT 1942 TRANSIT-GHETTO IZBICA ERMORDET |      | Erich Cussel (* 21. März 1915 in Münster) war der Zwillingsbruder von Walter Cussel. Er hatte noch weitere Zwillingsbrüder Leo und Siegfried (* 19. September 1913) und eine Schwester Margarethe (verh. Berglas; * 8. Juli 1920 in Essen). Erich war wie seine Brüder in der Sozialistischen Arbeiterjugend aktiv. Nach den Novemberpogromen 1938 wurde Erich Cussel verhaftet und war vom 17. November 1938 bis zum 2. Februar 1939 in „Schutzhaft“ im KZ Dachau. Am 20. Dezember 1939 heiratete er Helene Cussel (geb. Minden; * 2. Juni 1918 in Recklinghausen). Am 21. April 1940 wurde das Paar gezwungen von der Lindenallee 80 in das „Judenhaus“ in der Richard-Wagner-Straße 12 umzuziehen. Berl Cussel, der Sohn von Helene und Erich Cussel, kam am 5. Dezember 1941 zur Welt. Am 22. April 1942 wurde die Familie zusammen mit den Eltern Alfred und Emma und den Brüdern Walter und Leo ins Ghetto Izbica deportiert. Es hat niemand aus der Familie überlebt. In der Kastanienallee 86 sowie der Steeler Straße 121 liegen weitere Stolpersteine der Familie. |
| Richard-Wagner-Straße 12 ·                 | 20. Okt. 2022 | HIER WOHNTE ERICH CUSSEL JG. 1915 'SCHUTZHAFT' 1938 DACHAU DEPORTIERT 1942 TRANSIT-GHETTO IZBICA ERMORDET                                                                                     |      | Erich Cussel (* 21. März 1915 in Münster) war der Zwillingsbruder von Walter Cussel. Er hatte noch weitere Zwillingsbrüder Leo und Siegfried (* 19. September 1913) und eine Schwester Margarethe (verh. Berglas; * 8. Juli 1920 in Essen). Erich war wie seine Brüder in der Sozialistischen Arbeiterjugend aktiv. Nach den Novemberpogromen 1938 wurde Erich Cussel verhaftet und war vom 17. November 1938 bis zum 2. Februar 1939 in „Schutzhaft“ im KZ Dachau. Am 20. Dezember 1939 heiratete er Helene Cussel (geb. Minden; * 2. Juni 1918 in Recklinghausen). Am 21. April 1940 wurde das Paar gezwungen von der Lindenallee 80 in das „Judenhaus“ in der Richard-Wagner-Straße 12 umzuziehen. Berl Cussel, der Sohn von Helene und Erich Cussel, kam am 5. Dezember 1941 zur Welt. Am 22. April 1942 wurde die Familie zusammen mit den Eltern Alfred und Emma und den Brüdern Walter und Leo ins Ghetto Izbica deportiert. Es hat niemand aus der Familie überlebt. In der Kastanienallee 86 sowie der Steeler Straße 121 liegen weitere Stolpersteine der Familie. |
| Richard-Wagner-Straße 12 ·                 | 20. Okt. 2022 | HIER WOHNTE HELENE CUSSEL GEB. MINDEN JG. 1918 DEPORTIERT 1942 TRANSIT-GHETTO IZBICA ERMORDET                                                                                                 |      | Erich Cussel (* 21. März 1915 in Münster) war der Zwillingsbruder von Walter Cussel. Er hatte noch weitere Zwillingsbrüder Leo und Siegfried (* 19. September 1913) und eine Schwester Margarethe (verh. Berglas; * 8. Juli 1920 in Essen). Erich war wie seine Brüder in der Sozialistischen Arbeiterjugend aktiv. Nach den Novemberpogromen 1938 wurde Erich Cussel verhaftet und war vom 17. November 1938 bis zum 2. Februar 1939 in „Schutzhaft“ im KZ Dachau. Am 20. Dezember 1939 heiratete er Helene Cussel (geb. Minden; * 2. Juni 1918 in Recklinghausen). Am 21. April 1940 wurde das Paar gezwungen von der Lindenallee 80 in das „Judenhaus“ in der Richard-Wagner-Straße 12 umzuziehen. Berl Cussel, der Sohn von Helene und Erich Cussel, kam am 5. Dezember 1941 zur Welt. Am 22. April 1942 wurde die Familie zusammen mit den Eltern Alfred und Emma und den Brüdern Walter und Leo ins Ghetto Izbica deportiert. Es hat niemand aus der Familie überlebt. In der Kastanienallee 86 sowie der Steeler Straße 121 liegen weitere Stolpersteine der Familie. |
| Rolandstraße 16 ·                          | 20. Okt. 2022 | HIER WOHNTE BERTHA SAMSON GEB.MOSBERG JG. 1864 DEPORTIERT 1942 THERESIENSTADT 1942 TREBLINKA ERMORDET                                                                                         |      | Daniel Samson (* 28. November 1863 in Essen) heiratete 1890 Rosalie Markoff, die allerdings bei der Geburt ihres Sohnes am 11. Juli 1891 starb. Daniel Samson heiratete später Bertha Mosberg (* 18. Dezember 1864 in Bielefeld) und bekam drei weitere Kinder. Er betrieb ein Herrenbekleidungsgeschäft und war in der Schneiderinnung aktiv. Zudem war er Mitglied im Karnevalsverein, dem Historischen Verein für Stadt und Stift Essen sowie dem Centralverein deutscher Staatsbürger jüdischen Glaubens. Während der Novemberpogrome 1938 wurden Wohnung und Geschäft beschädigt und geplündert. Im Juli 1939 musste die Familie zunächst in ein „Judenhaus“ in der Bertoldstraße 9 umziehen, am 20. Mai 1942 dann zur Vorbereitung der Deportation in der Maschinenstraße 19. Am 21. Juli 1942 wurden Bertha und Daniel Samson nach Theresienstadt deportiert, von dort am 21. September 1942 ins Vernichtungslager Treblinka wo sie ermordet wurden. Die Kinder des Paares konnte den Zweiten Weltkrieg überleben. |
| Rolandstraße 16 ·                          | 20. Okt. 2022 | HIER WOHNTE DANIEL SAMSON JG. 1863 DEPORTIERT 1942 THERESIENSTADT 1942 TREBLINKA ERMORDET |      | Daniel Samson (* 28. November 1863 in Essen) heiratete 1890 Rosalie Markoff, die allerdings bei der Geburt ihres Sohnes am 11. Juli 1891 starb. Daniel Samson heiratete später Bertha Mosberg (* 18. Dezember 1864 in Bielefeld) und bekam drei weitere Kinder. Er betrieb ein Herrenbekleidungsgeschäft und war in der Schneiderinnung aktiv. Zudem war er Mitglied im Karnevalsverein, dem Historischen Verein für Stadt und Stift Essen sowie dem Centralverein deutscher Staatsbürger jüdischen Glaubens. Während der Novemberpogrome 1938 wurden Wohnung und Geschäft beschädigt und geplündert. Im Juli 1939 musste die Familie zunächst in ein „Judenhaus“ in der Bertoldstraße 9 umziehen, am 20. Mai 1942 dann zur Vorbereitung der Deportation in der Maschinenstraße 19. Am 21. Juli 1942 wurden Bertha und Daniel Samson nach Theresienstadt deportiert, von dort am 21. September 1942 ins Vernichtungslager Treblinka wo sie ermordet wurden. Die Kinder des Paares konnte den Zweiten Weltkrieg überleben. |
| Sachsenstraße 13 ·                         | 1. Juli 2005  | HIER WOHNTE KARLHEINZ KATZ JG. 1925 DEPORTIERT 1941 ERMORDET IN MINSK |      | Rosalie Katz (geborene Lebenstein; * 7. Februar 1899 in Lembeck) arbeitete als Verkäuferin in Mönchengladbach und lernte dort ihren Mann Leopold Katz (* 18. Januar 1891 in Köln) kennen. Gemeinsam zogen sie in die Sachsenstraße 16 und zogen 1929 in die Sachsenstraße 13 um. Das Ehepaar hatte drei Söhne: Rudi Katz (* 15. Dezember 1920 in Essen), Karl-Heinz Katz (* 19. November 1925 in Essen) und Manfred Katz (* 7. April 1927 in Essen). Leopold Katz war Vertreter für Herrenbekleidung, nach 1933 musste er den Beruf aufgeben und unterhielt ein kleines Geschäft für Radio-Reparaturen in der Nähe der Steeler Straße in Essen. Karl-Heinz Katz lebte zwischen 1932 und 1938 bei seiner Großmutter Sophie Lebenstein (geborene Elkan; * 4. November 1861) in Lembeck. Manfred Katz kam mit einem Kindertransport zu einer jüdischen Familie in Antwerpen. 1940 wurde er nach der Besetzung Belgiens wieder nach Essen zurückgebracht. Am 10. November 1941 wurden Leopold Katz, seine Frau Rosalie Katz und die Söhne Manfred und Karl-Heinz Katz ins Ghetto Minsk deportiert. Karl-Heinz Katz soll 1943 von einem Soldat aus Lembeck bei Straßenbauarbeiten in Polen gesehen worden sein. Wann und wo die Familie Katz ermordet wurde, ist unklar. Rudy Katz konnte vermutlich in die USA ausreisen und starb dort am 28. Juli 2002 in Germantown (Tennessee). |
| Sachsenstraße 13 ·                         | 1. Juli 2005  | HIER WOHNTE LEO KATZ JG. 1891 DEPORTIERT 1941 ERMORDET IN MINSK |      | Rosalie Katz (geborene Lebenstein; * 7. Februar 1899 in Lembeck) arbeitete als Verkäuferin in Mönchengladbach und lernte dort ihren Mann Leopold Katz (* 18. Januar 1891 in Köln) kennen. Gemeinsam zogen sie in die Sachsenstraße 16 und zogen 1929 in die Sachsenstraße 13 um. Das Ehepaar hatte drei Söhne: Rudi Katz (* 15. Dezember 1920 in Essen), Karl-Heinz Katz (* 19. November 1925 in Essen) und Manfred Katz (* 7. April 1927 in Essen). Leopold Katz war Vertreter für Herrenbekleidung, nach 1933 musste er den Beruf aufgeben und unterhielt ein kleines Geschäft für Radio-Reparaturen in der Nähe der Steeler Straße in Essen. Karl-Heinz Katz lebte zwischen 1932 und 1938 bei seiner Großmutter Sophie Lebenstein (geborene Elkan; * 4. November 1861) in Lembeck. Manfred Katz kam mit einem Kindertransport zu einer jüdischen Familie in Antwerpen. 1940 wurde er nach der Besetzung Belgiens wieder nach Essen zurückgebracht. Am 10. November 1941 wurden Leopold Katz, seine Frau Rosalie Katz und die Söhne Manfred und Karl-Heinz Katz ins Ghetto Minsk deportiert. Karl-Heinz Katz soll 1943 von einem Soldat aus Lembeck bei Straßenbauarbeiten in Polen gesehen worden sein. Wann und wo die Familie Katz ermordet wurde, ist unklar. Rudy Katz konnte vermutlich in die USA ausreisen und starb dort am 28. Juli 2002 in Germantown (Tennessee). |
| Sachsenstraße 13 ·                         | 1. Juli 2005  | HIER WOHNTE MANFRED KATZ JG. 1927 DEPORTIERT 1941 ERMORDET IN MINSK |      | Rosalie Katz (geborene Lebenstein; * 7. Februar 1899 in Lembeck) arbeitete als Verkäuferin in Mönchengladbach und lernte dort ihren Mann Leopold Katz (* 18. Januar 1891 in Köln) kennen. Gemeinsam zogen sie in die Sachsenstraße 16 und zogen 1929 in die Sachsenstraße 13 um. Das Ehepaar hatte drei Söhne: Rudi Katz (* 15. Dezember 1920 in Essen), Karl-Heinz Katz (* 19. November 1925 in Essen) und Manfred Katz (* 7. April 1927 in Essen). Leopold Katz war Vertreter für Herrenbekleidung, nach 1933 musste er den Beruf aufgeben und unterhielt ein kleines Geschäft für Radio-Reparaturen in der Nähe der Steeler Straße in Essen. Karl-Heinz Katz lebte zwischen 1932 und 1938 bei seiner Großmutter Sophie Lebenstein (geborene Elkan; * 4. November 1861) in Lembeck. Manfred Katz kam mit einem Kindertransport zu einer jüdischen Familie in Antwerpen. 1940 wurde er nach der Besetzung Belgiens wieder nach Essen zurückgebracht. Am 10. November 1941 wurden Leopold Katz, seine Frau Rosalie Katz und die Söhne Manfred und Karl-Heinz Katz ins Ghetto Minsk deportiert. Karl-Heinz Katz soll 1943 von einem Soldat aus Lembeck bei Straßenbauarbeiten in Polen gesehen worden sein. Wann und wo die Familie Katz ermordet wurde, ist unklar. Rudy Katz konnte vermutlich in die USA ausreisen und starb dort am 28. Juli 2002 in Germantown (Tennessee). |
| Sachsenstraße 13 ·                         | 1. Juli 2005  | HIER WOHNTE ROSALIE KATZ JG. 1889 DEPORTIERT 1941 ERMORDET IN MINSK |      | Rosalie Katz (geborene Lebenstein; * 7. Februar 1899 in Lembeck) arbeitete als Verkäuferin in Mönchengladbach und lernte dort ihren Mann Leopold Katz (* 18. Januar 1891 in Köln) kennen. Gemeinsam zogen sie in die Sachsenstraße 16 und zogen 1929 in die Sachsenstraße 13 um. Das Ehepaar hatte drei Söhne: Rudi Katz (* 15. Dezember 1920 in Essen), Karl-Heinz Katz (* 19. November 1925 in Essen) und Manfred Katz (* 7. April 1927 in Essen). Leopold Katz war Vertreter für Herrenbekleidung, nach 1933 musste er den Beruf aufgeben und unterhielt ein kleines Geschäft für Radio-Reparaturen in der Nähe der Steeler Straße in Essen. Karl-Heinz Katz lebte zwischen 1932 und 1938 bei seiner Großmutter Sophie Lebenstein (geborene Elkan; * 4. November 1861) in Lembeck. Manfred Katz kam mit einem Kindertransport zu einer jüdischen Familie in Antwerpen. 1940 wurde er nach der Besetzung Belgiens wieder nach Essen zurückgebracht. Am 10. November 1941 wurden Leopold Katz, seine Frau Rosalie Katz und die Söhne Manfred und Karl-Heinz Katz ins Ghetto Minsk deportiert. Karl-Heinz Katz soll 1943 von einem Soldat aus Lembeck bei Straßenbauarbeiten in Polen gesehen worden sein. Wann und wo die Familie Katz ermordet wurde, ist unklar. Rudy Katz konnte vermutlich in die USA ausreisen und starb dort am 28. Juli 2002 in Germantown (Tennessee). |
| Steinstraße 1 ·                            | 28. Feb. 2014 | HIER WOHNTE LOUIS SCHILD JG. 1880 VERHAFTET 26.8.1935 VERDACHT AUF 'WIDERNATÜRLICHE UNZUCHT' 'SCHUTZHAFT' 28.8.1935 GEFÄNGNIS ESSEN TOT 18.11.1935 ESTERWEGEN                                 |      | Louis Schild (* 28. Februar 1880 in Dortmund) war homosexuell und hat in damals modernen Automatenrestaurants jüngere Männer angesprochen. Als er dort Hausverbot bekam, beschwerte er sich bei der Polizei, die dann aufgrund des Paragrafen 175 gegen Schild ermittelte. Diese Ermittlungen verliefen im Februar 1935 zunächst erfolglos. Als Schild im August 1935 von einem Nachbarn denunziert wurde, strengte die Polizei erneut Ermittlungen an, die ebenfalls erfolglos blieben. Die Gestapo nahm Louis Schild daraufhin in „Schutzhaft“ und deportierte ihn ins KZ Esterwegen. Dort wurde er wie andere Insassen zum Torfstechen eingesetzt. Als er im November 1935 in einen Entwässerungsgraben fiel, wurde er mehrfach von einem Wachmann der SS wieder zurückgestoßen. Danach wurde ihm untersagt, sich aufzuwärmen oder trockene Kleidung anzuziehen. Aufgrund der starken Unterkühlung starb er am 18. November 1935 im KZ Esterwegen. Der Wachmann wurde 1959 zu lebenslanger Zuchthausstrafe verurteilt. Stand Juli 2022: Dieser Stein ist aktuell nicht verlegt. |
| Steinstraße 56 ·                           | 1. Juli 2005  | HIER WOHNTE ALBERT GUGGENHEIM JG. 1881 DEPORTIERT 1942 ERMORDET IN IZBICA |      | Albert Guggenheim (* 11. Mai 1881 in Gailingen) und seine Ehefrau Selma Guggenheim (geborene Mayer; * 2. November 1875) heirateten am 2. Mai 1907 und zogen im Winter 1929 nach Essen. Der Geburtsort von Selma Guggenheim ist nicht eindeutig, der Eintrag im Gedenkbuch von 1989 gibt ihn als Barop an, ein 1955 an Yad Vashem übergebenes Gedenkblatt des Sohnes nennt „Liwka Pommern“. Das Ehepaar hatte fünf Kinder, von denen zwei früh verstarben, ein drittes fiel einem Unfall zum Opfer. Die zwei verbliebenen Kinder wanderten 1938 nach Palästina aus. Albert und Selma Guggenheim konnten dies nur mit finanzieller Hilfe der Verwandten umsetzen und blieben einstweilen in Deutschland. Als sie schließlich auch ausreisen wollten, war es bereits zu spät. Sie wurden am 22. April 1942 nach Izbica deportiert und wurden zu einem unbekannten Zeitpunkt ermordet. |
| Steinstraße 56 ·                           | 1. Juli 2005  | HIER WOHNTE SELMA GUGGENHEIM GEB. MAYER JG. 1875 DEPORTIERT 1942 ERMORDET IN IZBICA |      | Albert Guggenheim (* 11. Mai 1881 in Gailingen) und seine Ehefrau Selma Guggenheim (geborene Mayer; * 2. November 1875) heirateten am 2. Mai 1907 und zogen im Winter 1929 nach Essen. Der Geburtsort von Selma Guggenheim ist nicht eindeutig, der Eintrag im Gedenkbuch von 1989 gibt ihn als Barop an, ein 1955 an Yad Vashem übergebenes Gedenkblatt des Sohnes nennt „Liwka Pommern“. Das Ehepaar hatte fünf Kinder, von denen zwei früh verstarben, ein drittes fiel einem Unfall zum Opfer. Die zwei verbliebenen Kinder wanderten 1938 nach Palästina aus. Albert und Selma Guggenheim konnten dies nur mit finanzieller Hilfe der Verwandten umsetzen und blieben einstweilen in Deutschland. Als sie schließlich auch ausreisen wollten, war es bereits zu spät. Sie wurden am 22. April 1942 nach Izbica deportiert und wurden zu einem unbekannten Zeitpunkt ermordet. |
| Weiglestraße/Durchgang zur Helbingstraße · | 21. Nov. 2016 | HIER WOHNTE SELMA HERSCHMANN GEB. WILLNER JG. 1887 DEPORTIERT 1942 IZBICA ERMORDET |      | Selma Herschmann (geborene Willner; * 15. September 1887 in Grefrath), Schwester von Siegfried Willner und Hedwig Strauß geborene Willner, Mutter von Lisel Herschmann (verheiratete Margalith; * 19. Juni 1924 in Essen), hatte ihre Tochter 1939 zunächst nach Schweden geschickt. Über die Kinder- und Jugend-Alijah kam Lisel Herschmann 1941 nach Palästina, in das spätere Israel. Lisel Herschmann heiratete später und änderte ihren Namen vermutlich in Esther Margalith. Selma Herschmann wurde am 22. April 1942 nach Izbica deportiert, wo sie an einem unbekannten Datum ermordet wurde. |
| Weiglestraße/Durchgang zur Helbingstraße · | 21. Nov. 2016 | HIER WOHNTE LISEL HERSCHMANN VERH. MARGALITH JG. 1924 FLUCHT 1939 SCHWEDEN 1941 JUGEND-ALIJAH PALÄSTINA                                                                                       |      | Selma Herschmann (geborene Willner; * 15. September 1887 in Grefrath), Schwester von Siegfried Willner und Hedwig Strauß geborene Willner, Mutter von Lisel Herschmann (verheiratete Margalith; * 19. Juni 1924 in Essen), hatte ihre Tochter 1939 zunächst nach Schweden geschickt. Über die Kinder- und Jugend-Alijah kam Lisel Herschmann 1941 nach Palästina, in das spätere Israel. Lisel Herschmann heiratete später und änderte ihren Namen vermutlich in Esther Margalith. Selma Herschmann wurde am 22. April 1942 nach Izbica deportiert, wo sie an einem unbekannten Datum ermordet wurde. |
| Weiglestraße/Durchgang zur Helbingstraße · | 21. Nov. 2016 | HIER WOHNTE ARNOLD STRAUSS JG. 1888 DEPORTIERT 1941 ŁODZ/LITZMANNSTADT ERMORDET 14.3.1942 |      | Arnold Strauß (* 28. September 1888 in Gelnhausen) und Hedwig Strauß (geborene Willner; * 12. Juli 1890 in Grefrath) haben 1924 in Essen geheiratet und später zwei Kinder bekommen: Martin Strauß (* 19. Juli 1925 in Essen) und Else Strauß (* 6. August 1927 in Essen). Die Familie betrieb an der Altendorfer Straße ein Konfitürengeschäft. 1933 zog sie in die Wohnung der verstorbenen Eltern von Arnold Strauß von der Husmannshofstraße 19 in die Weiglestraße 14. Wenige Monate nach der Machtergreifung wurde Arnold Strauß vor seinem Geschäft verprügelt und dabei unter anderem am Kopf schwer verletzt, wovon er sich nur sehr schwer erholte. Schließlich war Hedwig Strauß gezwungen, das Geschäft aufzugeben, und arbeitete als Vertreterin für Schokolade. 1938 konnte für das jüngste Kind Martin die Ausreise nach Schweden stattfinden, seine Schwester Else folgte ihm 1939. 1941 kam Martin Strauß mit der Kinder- und Jugend-Alijah nach Palästina, wo er später seinen Namen änderte in Gabriel Noam. 1939 zogen Hedwig und Arnold Strauß zu Bekannten in der Brauerstraße 12. Am 27. Oktober 1941 wurde Arnold Strauß ins Ghetto Litzmannstadt deportiert, wo er am 14. März 1942 ermordet wurde. Seine Frau Hedwig Strauß wurde am 10. November 1941 nach Minsk deportiert und an einem unbekannten Datum ermordet. |
| Weiglestraße/Durchgang zur Helbingstraße · | 21. Nov. 2016 | HIER WOHNTE MARTIN STRAUSS GABRIEL NOAM JG. 1925 FLUCHT 1938 SCHWEDEN 1941 JUGEND-ALIJAH PALÄSTINA                                                                                            |      | Arnold Strauß (* 28. September 1888 in Gelnhausen) und Hedwig Strauß (geborene Willner; * 12. Juli 1890 in Grefrath) haben 1924 in Essen geheiratet und später zwei Kinder bekommen: Martin Strauß (* 19. Juli 1925 in Essen) und Else Strauß (* 6. August 1927 in Essen). Die Familie betrieb an der Altendorfer Straße ein Konfitürengeschäft. 1933 zog sie in die Wohnung der verstorbenen Eltern von Arnold Strauß von der Husmannshofstraße 19 in die Weiglestraße 14. Wenige Monate nach der Machtergreifung wurde Arnold Strauß vor seinem Geschäft verprügelt und dabei unter anderem am Kopf schwer verletzt, wovon er sich nur sehr schwer erholte. Schließlich war Hedwig Strauß gezwungen, das Geschäft aufzugeben, und arbeitete als Vertreterin für Schokolade. 1938 konnte für das jüngste Kind Martin die Ausreise nach Schweden stattfinden, seine Schwester Else folgte ihm 1939. 1941 kam Martin Strauß mit der Kinder- und Jugend-Alijah nach Palästina, wo er später seinen Namen änderte in Gabriel Noam. 1939 zogen Hedwig und Arnold Strauß zu Bekannten in der Brauerstraße 12. Am 27. Oktober 1941 wurde Arnold Strauß ins Ghetto Litzmannstadt deportiert, wo er am 14. März 1942 ermordet wurde. Seine Frau Hedwig Strauß wurde am 10. November 1941 nach Minsk deportiert und an einem unbekannten Datum ermordet. |
| Weiglestraße/Durchgang zur Helbingstraße · | 21. Nov. 2016 | HIER WOHNTE HEDWIG STRAUSS GB. WILLNER JG. 1890 DEPORTIERT 1941 MINSK ERMORDET |      | Arnold Strauß (* 28. September 1888 in Gelnhausen) und Hedwig Strauß (geborene Willner; * 12. Juli 1890 in Grefrath) haben 1924 in Essen geheiratet und später zwei Kinder bekommen: Martin Strauß (* 19. Juli 1925 in Essen) und Else Strauß (* 6. August 1927 in Essen). Die Familie betrieb an der Altendorfer Straße ein Konfitürengeschäft. 1933 zog sie in die Wohnung der verstorbenen Eltern von Arnold Strauß von der Husmannshofstraße 19 in die Weiglestraße 14. Wenige Monate nach der Machtergreifung wurde Arnold Strauß vor seinem Geschäft verprügelt und dabei unter anderem am Kopf schwer verletzt, wovon er sich nur sehr schwer erholte. Schließlich war Hedwig Strauß gezwungen, das Geschäft aufzugeben, und arbeitete als Vertreterin für Schokolade. 1938 konnte für das jüngste Kind Martin die Ausreise nach Schweden stattfinden, seine Schwester Else folgte ihm 1939. 1941 kam Martin Strauß mit der Kinder- und Jugend-Alijah nach Palästina, wo er später seinen Namen änderte in Gabriel Noam. 1939 zogen Hedwig und Arnold Strauß zu Bekannten in der Brauerstraße 12. Am 27. Oktober 1941 wurde Arnold Strauß ins Ghetto Litzmannstadt deportiert, wo er am 14. März 1942 ermordet wurde. Seine Frau Hedwig Strauß wurde am 10. November 1941 nach Minsk deportiert und an einem unbekannten Datum ermordet. |
| Weiglestraße/Durchgang zur Helbingstraße · | 21. Nov. 2016 | HIER WOHNTE ELSE STRAUSS VERH. MÖLLER JG. 1927 FLUCHT 1939 SCHWEDEN |      | Arnold Strauß (* 28. September 1888 in Gelnhausen) und Hedwig Strauß (geborene Willner; * 12. Juli 1890 in Grefrath) haben 1924 in Essen geheiratet und später zwei Kinder bekommen: Martin Strauß (* 19. Juli 1925 in Essen) und Else Strauß (* 6. August 1927 in Essen). Die Familie betrieb an der Altendorfer Straße ein Konfitürengeschäft. 1933 zog sie in die Wohnung der verstorbenen Eltern von Arnold Strauß von der Husmannshofstraße 19 in die Weiglestraße 14. Wenige Monate nach der Machtergreifung wurde Arnold Strauß vor seinem Geschäft verprügelt und dabei unter anderem am Kopf schwer verletzt, wovon er sich nur sehr schwer erholte. Schließlich war Hedwig Strauß gezwungen, das Geschäft aufzugeben, und arbeitete als Vertreterin für Schokolade. 1938 konnte für das jüngste Kind Martin die Ausreise nach Schweden stattfinden, seine Schwester Else folgte ihm 1939. 1941 kam Martin Strauß mit der Kinder- und Jugend-Alijah nach Palästina, wo er später seinen Namen änderte in Gabriel Noam. 1939 zogen Hedwig und Arnold Strauß zu Bekannten in der Brauerstraße 12. Am 27. Oktober 1941 wurde Arnold Strauß ins Ghetto Litzmannstadt deportiert, wo er am 14. März 1942 ermordet wurde. Seine Frau Hedwig Strauß wurde am 10. November 1941 nach Minsk deportiert und an einem unbekannten Datum ermordet. |
| Weiglestraße/Durchgang zur Helbingstraße · | 21. Nov. 2016 | HIER WOHNTE SIEGFRIED WILLNER JG. 1899 DEPORTIERT 1942 IZBICA ERMORDET |      | Siegfried Willner (* 24. Januar 1899 in Grefrath) wurde am 22. April 1942 ins Ghetto Izbica deportiert und an einem unbekannten Datum ermordet. |
| Wiesenstraße 56 ·                          | 1. Juli 2005  | HIER WOHNTE HERMANN BAUMGARTEN JG. 1892 DEPORTIERT 1942 ERMORDET IN IZBICA |      | Hermann Baumgarten (* 27. Januar 1892 in Telgte) wohnte in Münster, Ahlen und später Essen. Er wurde am 22. April 1942 ins Ghetto Izbica deportiert, wo er an einem unbekannten Datum ermordet wurde. Seit dem 26. Mai 2009 liegt für Hermann Baumgarten ein Stolperstein in der Karlstraße 7 in Ahlen. Für seine jüngere Schwester Frieda Berlinger (geborene Baumgarten; * 25. Mai 1888 in Telgte) liegt seit am 26. November 2011 ein Stolperstein in Bad Oeynhausen in der Wiesenstraße. |

## Südostviertel
| Adresse              | Verlegedatum  | Inschrift/Name | Bild | Anmerkung |
| -------------------- | ------------- | --- | ---- | --- |
| Dammannstraße 94 ·   | 23. Mai 2018  | HIER WOHNTE LEO FRÄNKEL JG 1879 'SCHUTZHAFT' 1938 DACHAU DEPORTIERT 1942 THERESIENSTADT 1944 AUSCHWITZ ERMORDET                                                               |      | Leo Fränkel (* 8. September 1879 in Białogarda), Sohn von Hugo und Minna Fränkel und seine Ehefrau Henriette „Henny“ Fränkel (geborene Wolff; * 13. August 1882 in Norden) hatten zwei Kinder: Werner (* 9. Januar 1917 in Norden) und Ilse (* 16. Februar 1920 in Essen). Leo Fränkel betrieb mit Max Littmann ab 1910 die Firma „Littmann und Fränkel“ und von 1933 bis zur Liquidierung 1939 zusammen mit Heinrich Auerbach das Kaufhaus „L. Rosenberg KG“. Am 1. Juli 1937 bezog die Familie Fränkel das neugebaute Wohnhaus Dammannstraße 94, in dem auch Heinrich Auerbach wohnte. Das Kaufhaus wurde in der Pogromnacht 1938 schwer zerstört und im Januar 1939 verkauft. Leo Fränkel war vom 10. bis 23. November 1938 in „Schutzhaft“ im KZ Dachau. Die Kinder Werner und Lise waren inzwischen nach Kenia geflüchtet. Im August 1939 verließen Leo und Henriette Fränkel die Dammannstraße und mussten in ein „Judenhaus“ ziehen. Sie haben vergeblich versucht, ihren Kindern nach Kenia zu folgen. Im April 1942 wurden sie von der Schönleinstraße 46 ins Barackenlager Holbeckshof umgesiedelt und von dort am 21. Juli 1942 zunächst nach Theresienstadt deportiert. Am 23. Oktober 1944 kamen Leo und Henny Fränkel schließlich nach Auschwitz, wo sie ermordet wurden. |
| Dammannstraße 94 ·   | 23. Mai 2018  | HIER WOHNTE HENRIETTE FRÄNKEL GEB. WOLFF JG 1882 DEPORTIERT 1942 THERESIENSTADT 1944 AUSCHWITZ ERMORDET                                                                       |      | Leo Fränkel (* 8. September 1879 in Białogarda), Sohn von Hugo und Minna Fränkel und seine Ehefrau Henriette „Henny“ Fränkel (geborene Wolff; * 13. August 1882 in Norden) hatten zwei Kinder: Werner (* 9. Januar 1917 in Norden) und Ilse (* 16. Februar 1920 in Essen). Leo Fränkel betrieb mit Max Littmann ab 1910 die Firma „Littmann und Fränkel“ und von 1933 bis zur Liquidierung 1939 zusammen mit Heinrich Auerbach das Kaufhaus „L. Rosenberg KG“. Am 1. Juli 1937 bezog die Familie Fränkel das neugebaute Wohnhaus Dammannstraße 94, in dem auch Heinrich Auerbach wohnte. Das Kaufhaus wurde in der Pogromnacht 1938 schwer zerstört und im Januar 1939 verkauft. Leo Fränkel war vom 10. bis 23. November 1938 in „Schutzhaft“ im KZ Dachau. Die Kinder Werner und Lise waren inzwischen nach Kenia geflüchtet. Im August 1939 verließen Leo und Henriette Fränkel die Dammannstraße und mussten in ein „Judenhaus“ ziehen. Sie haben vergeblich versucht, ihren Kindern nach Kenia zu folgen. Im April 1942 wurden sie von der Schönleinstraße 46 ins Barackenlager Holbeckshof umgesiedelt und von dort am 21. Juli 1942 zunächst nach Theresienstadt deportiert. Am 23. Oktober 1944 kamen Leo und Henny Fränkel schließlich nach Auschwitz, wo sie ermordet wurden. |
| Michaelstraße 28 ·   | 21. Juli 2022 | HIER WOHNTE ELSE ROSENBERGER GEB. WIODOWSKI JG. 1889 DEPORTIERT 1942 TRANSIT-GHETTO IZBICA ERMORDET                                                                           |      | Isidor Rosenberger (* 23. April 1877 in Beuthen) zog in den 1920er Jahren mit seiner Frau Rosa (geb. Rogozinski) und den Kindern Max (* 11. Juli 1910) und Ilse nach Hamborn-Bruckhausen. Rosa Rosenberger starb am 14. März 1925 im katholischen St. Johannes-Hospital in Hamborn. Im Juli 1926 zog Isidor nach Essen und heiratete Else Rosenberger (geb. Wiodowski; * 17. Juni 1889). Max studierte ab 1929 in Oxford, London und Paris Sprachwissenschaften und arbeitete nebenberuflich als Sportjournalist. Ab 1935 litt die Familie unter den Nürnberger Rassegesetzen aber auch der Verschärfung des §175, der homosexuelle Handlungen unter Strafe stellte. Max Rosenberger wurde 1937 denunziert und kam aufgrund des Paragrafen für drei Monate in Haft. Isodor Rosenberger bemühte sich um die Flucht der Kinder ins sichere Ausland. Ilse Rosenberger floh in die USA, Max Rosenberger galt aufgrund seines Gefängnisaufenthalts als vorbestraft und durfte nicht einreisen. Max wurde am 14. Juni 1938 in Vorbeugehaft genommen und kam am 22. Juni 1938 ins KZ Sachsenhausen. Eine organisierte Ausreise im Oktober 1938 nach Mexiko konnte Max nicht antreten, da seine Haftentlassung verschoben wurde. Im Dezember 1938 kam Max wieder frei, wurde erneut denunziert und 1939 zu drei Jahren Zuchthaus verurteilt. Die Haft verbrachte er in Münster, Kassel-Wehlheiden und im Emslandlager Papenburg 2. Die Entlassung am 11. September 1942 wurde ihm untersagt und er wurde ins KZ Sachsenhausen deportiert. Wann und wie genau Max Rosenberger zu Tode kam, konnte nicht geklärt werden. Am 22. April 1942 kamen Isidor und seine Frau Else Rosenberger ins Ghetto Izbica wo sie ermordet wurden. |
| Michaelstraße 28 ·   | 21. Juli 2022 | HIER WOHNTE ISIDOR ROSENBERGER JG. 1877 DEPORTIERT 1942 TRANSIT-GHETTO IZBICA ERMORDET                                                                                        |      | Isidor Rosenberger (* 23. April 1877 in Beuthen) zog in den 1920er Jahren mit seiner Frau Rosa (geb. Rogozinski) und den Kindern Max (* 11. Juli 1910) und Ilse nach Hamborn-Bruckhausen. Rosa Rosenberger starb am 14. März 1925 im katholischen St. Johannes-Hospital in Hamborn. Im Juli 1926 zog Isidor nach Essen und heiratete Else Rosenberger (geb. Wiodowski; * 17. Juni 1889). Max studierte ab 1929 in Oxford, London und Paris Sprachwissenschaften und arbeitete nebenberuflich als Sportjournalist. Ab 1935 litt die Familie unter den Nürnberger Rassegesetzen aber auch der Verschärfung des §175, der homosexuelle Handlungen unter Strafe stellte. Max Rosenberger wurde 1937 denunziert und kam aufgrund des Paragrafen für drei Monate in Haft. Isodor Rosenberger bemühte sich um die Flucht der Kinder ins sichere Ausland. Ilse Rosenberger floh in die USA, Max Rosenberger galt aufgrund seines Gefängnisaufenthalts als vorbestraft und durfte nicht einreisen. Max wurde am 14. Juni 1938 in Vorbeugehaft genommen und kam am 22. Juni 1938 ins KZ Sachsenhausen. Eine organisierte Ausreise im Oktober 1938 nach Mexiko konnte Max nicht antreten, da seine Haftentlassung verschoben wurde. Im Dezember 1938 kam Max wieder frei, wurde erneut denunziert und 1939 zu drei Jahren Zuchthaus verurteilt. Die Haft verbrachte er in Münster, Kassel-Wehlheiden und im Emslandlager Papenburg 2. Die Entlassung am 11. September 1942 wurde ihm untersagt und er wurde ins KZ Sachsenhausen deportiert. Wann und wie genau Max Rosenberger zu Tode kam, konnte nicht geklärt werden. Am 22. April 1942 kamen Isidor und seine Frau Else Rosenberger ins Ghetto Izbica wo sie ermordet wurden. |
| Michaelstraße 28 ·   | 21. Juli 2022 | HIER WOHNTE MAX ROSENBERGER JG. 1910 VERHAFTET 12.2.1937 GEFÄNGNIS ESSEN VERURTEILT §175 1938 SACHSENHAUSEN 1939 ZUCHTHAUS MÜNSTER 1941 KASSEL-WEHLHEIDEN SCHICKSAL UNBEKANNT |      | Isidor Rosenberger (* 23. April 1877 in Beuthen) zog in den 1920er Jahren mit seiner Frau Rosa (geb. Rogozinski) und den Kindern Max (* 11. Juli 1910) und Ilse nach Hamborn-Bruckhausen. Rosa Rosenberger starb am 14. März 1925 im katholischen St. Johannes-Hospital in Hamborn. Im Juli 1926 zog Isidor nach Essen und heiratete Else Rosenberger (geb. Wiodowski; * 17. Juni 1889). Max studierte ab 1929 in Oxford, London und Paris Sprachwissenschaften und arbeitete nebenberuflich als Sportjournalist. Ab 1935 litt die Familie unter den Nürnberger Rassegesetzen aber auch der Verschärfung des §175, der homosexuelle Handlungen unter Strafe stellte. Max Rosenberger wurde 1937 denunziert und kam aufgrund des Paragrafen für drei Monate in Haft. Isodor Rosenberger bemühte sich um die Flucht der Kinder ins sichere Ausland. Ilse Rosenberger floh in die USA, Max Rosenberger galt aufgrund seines Gefängnisaufenthalts als vorbestraft und durfte nicht einreisen. Max wurde am 14. Juni 1938 in Vorbeugehaft genommen und kam am 22. Juni 1938 ins KZ Sachsenhausen. Eine organisierte Ausreise im Oktober 1938 nach Mexiko konnte Max nicht antreten, da seine Haftentlassung verschoben wurde. Im Dezember 1938 kam Max wieder frei, wurde erneut denunziert und 1939 zu drei Jahren Zuchthaus verurteilt. Die Haft verbrachte er in Münster, Kassel-Wehlheiden und im Emslandlager Papenburg 2. Die Entlassung am 11. September 1942 wurde ihm untersagt und er wurde ins KZ Sachsenhausen deportiert. Wann und wie genau Max Rosenberger zu Tode kam, konnte nicht geklärt werden. Am 22. April 1942 kamen Isidor und seine Frau Else Rosenberger ins Ghetto Izbica wo sie ermordet wurden. |
| Spichernstraße 13 ·  | 12. Okt. 2007 | HIER WOHNTE ABRAHAM ISAAK JG 1870 DEPORTIERT 21.7.1942 TOT IN THERESIENSTADT                                                                                                  |      | Abraham Isaak (* 19. Dezember 1870 in Steele), seine Ehefrau Karoline Isaak (geborene Levano; * 19. Juni 1885 in Bad Driburg) und ihr jüngstes Kind Hannelore Isaak (* 28. Mai 1930 in Essen) wurden am 28. April 1942 ins Barackenlager Holbeckshof umgesiedelt und am 20. Juli 1942 nach Theresienstadt deportiert. Abraham Isaak wurde am 1. April 1944 ermordet. Hannelore und ihre Mutter Karoline wurden am 9. Oktober 1944 ins Vernichtungslager Auschwitz gebracht und ermordet. Die Familie hatte noch weitere Kinder. Manfred Isaak (* 11. November 1925 in Essen) und Irmgard Isaak (* 17. Januar 1922 in Essen) wurden am 22. April 1942 nach Izbica deportiert, wo sie an einem unbekannten Datum ermordet wurden. Für Regina Hess (geborene Isaak; * 31. Juli 1923 in Essen) gibt es in der Ewaldstraße 42 in Gelsenkirchen einen Stolperstein bei der Familie ihres Ehemanns. Möglicherweise hatten Abraham und Karoline Isaak noch drei weitere Kinder, über die nichts bekannt ist. |
| Spichernstraße 13 ·  | 12. Okt. 2007 | HIER WOHNTE HANNELORE ISAAK JG 1930 DEPORTIERT 21.7.1942 TOT IN THERESIENSTADT                                                                                                |      | Abraham Isaak (* 19. Dezember 1870 in Steele), seine Ehefrau Karoline Isaak (geborene Levano; * 19. Juni 1885 in Bad Driburg) und ihr jüngstes Kind Hannelore Isaak (* 28. Mai 1930 in Essen) wurden am 28. April 1942 ins Barackenlager Holbeckshof umgesiedelt und am 20. Juli 1942 nach Theresienstadt deportiert. Abraham Isaak wurde am 1. April 1944 ermordet. Hannelore und ihre Mutter Karoline wurden am 9. Oktober 1944 ins Vernichtungslager Auschwitz gebracht und ermordet. Die Familie hatte noch weitere Kinder. Manfred Isaak (* 11. November 1925 in Essen) und Irmgard Isaak (* 17. Januar 1922 in Essen) wurden am 22. April 1942 nach Izbica deportiert, wo sie an einem unbekannten Datum ermordet wurden. Für Regina Hess (geborene Isaak; * 31. Juli 1923 in Essen) gibt es in der Ewaldstraße 42 in Gelsenkirchen einen Stolperstein bei der Familie ihres Ehemanns. Möglicherweise hatten Abraham und Karoline Isaak noch drei weitere Kinder, über die nichts bekannt ist. |
| Spichernstraße 13 ·  | 12. Okt. 2007 | HIER WOHNTE IRMGARD ISAAK JG 1922 DEPORTIERT 22.4.1942 IZBICA ERMORDET |      | Abraham Isaak (* 19. Dezember 1870 in Steele), seine Ehefrau Karoline Isaak (geborene Levano; * 19. Juni 1885 in Bad Driburg) und ihr jüngstes Kind Hannelore Isaak (* 28. Mai 1930 in Essen) wurden am 28. April 1942 ins Barackenlager Holbeckshof umgesiedelt und am 20. Juli 1942 nach Theresienstadt deportiert. Abraham Isaak wurde am 1. April 1944 ermordet. Hannelore und ihre Mutter Karoline wurden am 9. Oktober 1944 ins Vernichtungslager Auschwitz gebracht und ermordet. Die Familie hatte noch weitere Kinder. Manfred Isaak (* 11. November 1925 in Essen) und Irmgard Isaak (* 17. Januar 1922 in Essen) wurden am 22. April 1942 nach Izbica deportiert, wo sie an einem unbekannten Datum ermordet wurden. Für Regina Hess (geborene Isaak; * 31. Juli 1923 in Essen) gibt es in der Ewaldstraße 42 in Gelsenkirchen einen Stolperstein bei der Familie ihres Ehemanns. Möglicherweise hatten Abraham und Karoline Isaak noch drei weitere Kinder, über die nichts bekannt ist. |
| Spichernstraße 13 ·  | 12. Okt. 2007 | HIER WOHNTE MANFRED ISAAK JG 1925 DEPORTIERT 22.4.1942 IZBICA ERMORDET |      | Abraham Isaak (* 19. Dezember 1870 in Steele), seine Ehefrau Karoline Isaak (geborene Levano; * 19. Juni 1885 in Bad Driburg) und ihr jüngstes Kind Hannelore Isaak (* 28. Mai 1930 in Essen) wurden am 28. April 1942 ins Barackenlager Holbeckshof umgesiedelt und am 20. Juli 1942 nach Theresienstadt deportiert. Abraham Isaak wurde am 1. April 1944 ermordet. Hannelore und ihre Mutter Karoline wurden am 9. Oktober 1944 ins Vernichtungslager Auschwitz gebracht und ermordet. Die Familie hatte noch weitere Kinder. Manfred Isaak (* 11. November 1925 in Essen) und Irmgard Isaak (* 17. Januar 1922 in Essen) wurden am 22. April 1942 nach Izbica deportiert, wo sie an einem unbekannten Datum ermordet wurden. Für Regina Hess (geborene Isaak; * 31. Juli 1923 in Essen) gibt es in der Ewaldstraße 42 in Gelsenkirchen einen Stolperstein bei der Familie ihres Ehemanns. Möglicherweise hatten Abraham und Karoline Isaak noch drei weitere Kinder, über die nichts bekannt ist. |
| Spichernstraße 13 ·  | 12. Okt. 2007 | HIER WOHNTE KAROLINE ISAAK GEB.LEWANO JG 1885 DEPORTIERT 21.7.1942 TOT IN THERESIENSTADT                                                                                      |      | Abraham Isaak (* 19. Dezember 1870 in Steele), seine Ehefrau Karoline Isaak (geborene Levano; * 19. Juni 1885 in Bad Driburg) und ihr jüngstes Kind Hannelore Isaak (* 28. Mai 1930 in Essen) wurden am 28. April 1942 ins Barackenlager Holbeckshof umgesiedelt und am 20. Juli 1942 nach Theresienstadt deportiert. Abraham Isaak wurde am 1. April 1944 ermordet. Hannelore und ihre Mutter Karoline wurden am 9. Oktober 1944 ins Vernichtungslager Auschwitz gebracht und ermordet. Die Familie hatte noch weitere Kinder. Manfred Isaak (* 11. November 1925 in Essen) und Irmgard Isaak (* 17. Januar 1922 in Essen) wurden am 22. April 1942 nach Izbica deportiert, wo sie an einem unbekannten Datum ermordet wurden. Für Regina Hess (geborene Isaak; * 31. Juli 1923 in Essen) gibt es in der Ewaldstraße 42 in Gelsenkirchen einen Stolperstein bei der Familie ihres Ehemanns. Möglicherweise hatten Abraham und Karoline Isaak noch drei weitere Kinder, über die nichts bekannt ist. |
| Steeler Straße 121 · | 1. Mai 2004   | HIER WOHNTE SIEGFRIED CUSSEL JG. 1913 'SCHUTZHAFT' 1938 DACHAU DEPORTIERT 1941 ŁODZ/LITZMANNSTADT ERMORDET 12.5.1942 CHELMNO/KULMHOF                                          |      | Siegfried Cussel (* 19. September 1913 in Essen), Sohn von Alfred Cussel, war vom 17. November 1938 bis zum 2. Februar 1939 im Konzentrationslager Dachau interniert. Im Oktober 1941 wurde er ins Ghetto Litzmannstadt deportiert und am 11. Mai 1942 ins Vernichtungslager Kulmhof transportiert, wo er am darauf folgenden Tag ermordet wurde. Der Stolperstein wurde am 3. März 2016 neu verlegt. |

## Huttrop
| Adresse                 | Verlegedatum  | Inschrift/Name | Bild | Anmerkung |
| ----------------------- | ------------- | --- | ---- | --- |
| Schnutenhausstraße 63 · | 18. Okt. 2016 | HIER WOHNTE MATHILDE ROSENBERG GEB. WEINBERG JG. 1873 DEPORTIERT 1942 THERESIENSTADT ERMORDET 6.4.1943                    |      | Mathilde Rosenberg (geborene Weinberg; * 20. Juli 1873 in Blomberg), Tochter von Moses und Hannchen Weinberg geborene Ritels, verheiratet mit Levi Rosenberg, wurde im April 1942 verhaftet und im Barackenlager Holbeckshof interniert. Am 21. Juli 1942 wurde sie über Düsseldorf ins Ghetto Theresienstadt deportiert und am 6. April 1943 ermordet. Ihre Kinder Änne (* 1903) und Adolf (* 1897) konnten ins Ausland fliehen und den Zweiten Weltkrieg überleben. |
| Steeler Straße 328 ·    | 3. März 2016  | HIER WOHNTE EUGEN SCHWARZ JG. 1895 FLUCHT 1939 BELGIEN FRANKREICH INTERNIERT DRANCY DEPORTIERT 1942 ERMORDET IN AUSCHWITZ |      | Eugen Schwarz (* 20. Dezember 1892 in Zweibrücken) hatte in Essen gewohnt und flüchtete 1939 vor der Verfolgung im Dritten Reich nach Belgien. Er wurde während des Westfeldzugs 1940 gefangen genommen und zunächst in Camp de Noé in der Nähe von Le Fauga in Südfrankreich interniert. Wenig später kam er ins Lager Saint-Cyprien, das 1939 noch als Internierungslage im Spanischen Bürgerkrieg gedient hatte. Mitte 1940 wurde das Lager hauptsächlich für Flüchtlinge aus Belgien genutzt. Nachdem Frankreich besetzt worden war, wurde Eugen Schwarz ins Sammellager Drancy in der Nähe von Paris geschafft. Am 19. August 1942 wurde er schließlich nach Auschwitz deportiert und kurz darauf ermordet. |